# ドリフトスピリッツ
『ドリフトスピリッツ』は、バンダイナムコエンターテインメントが開発し、スマートフォンおよびタブレット端末向けに提供しているレースゲームである。略称は『ドリスピ』。アプリケーションのダウンロードは無料で、アイテム課金制を取っている。

## 概要
テーマは『タッチでドリフトレースゲーム』。誰でも簡単にドリフト走行の爽快感を味わえる。1回のレース時間は約30秒程度のカジュアルゲームである。レースでプレイヤーが操作するのは、スタート時のアクセル調整・ステアリング操作・ニトロ発動の3種類のみ（オフロードコースの場合はジャンプアクション時のアクセル操作がある）。一度走りだしてしまえば、走行中のアクセル・ブレーキ操作は存在しない。

## レース中の操作
1. 画面右上のタコメーターを確認しながら、画面右下のアクセルボタンを押したり離したりし、タコメーター内の青いランプが光るようにエンジン回転数を調整する。
2. 青ランプが点灯した状態でカウントダウンが0になると「ロケットスタート」成功となる。
3. コーナーに設けられた「ドリフトゾーン」に差し掛かったらドリフトを行う。ドリフトゾーンはゼブラ状のペイントがなされており、ドリフト開始・終了タイミングは路面に引かれた黄色い線。最初の黄色い線に前輪が乗ったら画面右下のステアリングボタンを押しっぱなしにする。ドリフトゾーンを抜ける瞬間、終端の黄色い線に前輪が乗ったらすかさずステアリングボタンから手を離す。
4. ドリフトの評価は上からSpirits→Excellent→Good→Late/Earlyとなっており、基準線に近ければ近いほど高評価となる。高評価を取ればより速くコーナーを抜けることが可能。
5. 車にはニトロが搭載されており、1回のレースで最大3回使用可能。ニトロボンベは勝利報酬やログインボーナスで得られるほか、アイテム課金で購入することも可能。
6. ライバルより先にゴールラインに辿り着けばプレイヤーの勝利となる。

### Spiritsが出る可能性を上げる方法
Spiritsを出すには、車両の愛着度をLv10以上にしなければならない。Spirits評価を出すと車体が青白い稲妻を含んだオーラを纏うようになる。
また車名にオーラVer.とついた車両は青白い稲妻ではなく特別なオーラを纏う。
車両の愛着度がLv10以上であればExcellentを出した際に一定確率でExcellentがSpiritsに格上げされる。Spirits抽選確率は愛着度を高めるとそれに比例して上昇するようになっている。その後はExcellent評価相当を出し続ければ自動的にSpirits評価は継続となり、もしGood以下の評価を出してしまうとオーラは消えてしまい、その後Excellent評価相当を出しても抽選に当たらない限りSpirits状態には戻らない。確率の求め方は、愛車レベル÷10という計算でスピリッツ発動の確率が求められる。なお、後述の最速王者決定戦で魂ドリンクを使用した場合、Excellentが必ずSpiritsになる。

## ガソリン
ガソリンはこのゲームにおける「行動力」や「スタミナ」にあたるもの。レースを行うにはガソリンを消費する必要がある。ガソリン消費量は搭乗している車両によって異なる。ガソリン消費量は後述のECUで消費量を減らすことが可能。ガソリンは6秒に1ポイントずつ回復するほか、使い切りアイテムの「ガソリンタンク」を消費したり、動画視聴での回復(1日１回限り、ガソリンゲージの50%回復可能)や「給油チャンス」(一度に最大3回まで)を行うことにより無料で強制的に回復させることも可能。経験値を積み、プレイヤーレベルがアップするとその瞬間にガソリンゲージは全回復する。現在メンテナンス/アップデートより「チャレンジ」(条件をクリア当日ガソリン取得)が追加された。

### ガソリン消費量が2倍又は４倍になる条件 ※調査中
ガソリンを通常の2倍消費するレース。
- メインストーリー戦の「エリアボス」
- 期間限定イベントの「ボスバトル」

ガソリンを通常の４倍消費するレース
- 期間限定イベントの「ボスバトル」のフルブースト

## ドライバーズレベル
ドライバーズレベルの上限は不明。ドライバーズレベルが1上昇するにあたって、ガソリンが全回復する。

## 愛着度
愛着度は、プレイヤー経験値とは別に存在する車の経験値にあたるもの。使用した車に対し別途経験値が貯まるようになっており、レベルが上がるたびにいずれかの基礎性能が5ずつアップし、ガソリン消費量も1ずつ減少していく。

## アバター
プレイヤーはアバターを選択することが可能で、最初に4種類（男2種類・女2種類）の中からいずれかを選ぶ。アバターは後から自由に変更することが可能。ボスキャラクターを撃破したり、イベント報酬として使用可能なアバターを増やすことも可能。また、Facebookアカウントとリンクすることで、自身のFacebookのプロフィール画像をアバターとして設定することも可能。

## ストーリーに登場するキャラクター
ストーリー第1部「箱根」は6エリアの峠で構成されており、それぞれの峠に様々な特徴が見られる。全てのエリアを制覇する場合、戦闘力が少なくとも700以上必要である。
2016年11月16日のメンテナンスより第2部「首都高/ニューヨーク」編が追加された。第1部エリア4「美濃沢峠」クリアで解放される。

### 主人公の仲間
奈美子
搭乗車種…Fairlady Z （S30） / SKYLINE GT-R（BNR34） ☆5(チュートリアル)
本名は「相楽 奈美子」（さがら なみこ）。誕生日は7月3日。伝説のドライバー『皇帝』を探していた際に主人公と出会い、パートナーとして行動を共にするようになる。しばしば他の人物から「ナビ子」と言い間違えられている。
第2部では10数年前から行方不明となっている父・ヒュウガを探すため、古い革ジャンに入っていたメモ「ライジング・サン 0500」を頼りに、主人公と共に首都高やニューヨークを巡ることとなる。
トーコ
搭乗車種…CROWN ATHLETE （GRS204）
高級カーディーラー「BNワークス」の女性オーナー。グラマラスな体格をしている。ゴールドオーダー、☆4車確定オーダー、チケットオーダーで登場する。ハルカほどではないが、メカに関してはそこそこ知識を持っている模様。
イベント「白い悪魔がやってきた! Death!Death!Death!」にて、元々茨城出身で、家庭の都合で箱根近くに引っ越していたことが明らかとなり、「ミート・ザ・デビルズ」のカクマとは幼馴染で、子供の頃からよく一緒に居たため「兄妹」のような関係ができていた。彼に好意を抱いているも、まったく気づいていないことにモヤモヤしていた。
ハルカ
搭乗車種…Roadster （NCEC） / NCEC 爆加仕様
女性自動車整備士。「BNワークス」の裏にある整備工場「カーファクトリー・ピット」を一人で切り盛りしている。CPオーダーやガレージの不要な車・パーツの売却時等で登場する。
イベント「箱根ドリフト捕物帳」では「箱根ロードスターフェスティバル」参加のため爆加仕様に施した。

### 第1部 箱根エリア

#### エリア1 葦柄峠
アフロのヒロシ
搭乗車種…SPRINTER TRUENO GT-APEX (AE86)
ストーリーモードにおける最初のボスキャラクター。本名は「伊藤 博」(いとう ひろし)。「神風連合」の一員でチーム「アフロディーテ」のリーダー。名前の通り髪型は黒色のアフロヘアーであり、黒いサングラスをかけている。実家が美容院なので、いつも母親にアフロにしてもらっているとのこと。
お調子者で美女に目がなく、他の人物から粗雑な扱いを受けることが多い。ドラテクはかなりの素人レベル。主人公に敗れた後は仲間になる。
愛車のAE86の状態はあまり良くないようで、よろしくメカドックコラボの際、風見潤にエンジンの圧縮抜けが起きていることを見抜かれているほど。イベントのストーリーではしょっちゅう事故を起こしたり巻き込まれたりしている。
イベント「宝玉を継ぐもの」では中学の後輩だったマスミに見栄を張って「兄のマスジよりも強い」「神風連合のNo.2」と嘘をつき、彼から尊敬を受けることになる。また「武禄軒」の道を尋ねに来たキョウとのバトルに負けたため、腹いせに間違った道を教えたため彼女を怒らせてしまうが、後輩のことを思い誠実に謝罪した。その後自分の器に悩んでいたことを彼女に励まされたことで自信が付くようになる。
イベント「彼方からの来訪者」ではツバサから映画出演をオファーされ、キラキラ衣装を身に着けた「スター☆ヒロシ」となる。映画の大役ということに舞い上がり、ツバサとマルコ監督に「箱根全面を封鎖してロケを撮りたい」と言ったことで一騒動を起こしてしまう。なお役はデカいアフロの怪獣「KAIBUTSU」役。
一部の期間限定イベントでは金髪のヒロシがランダムで登場し、撃破に成功すると大量のイベントポイントをドロップする。
DJサイゴー
搭乗車種…RX-8 Type-S (SE3P)
「神風連合」の一員でチーム「ラップトップ」のリーダー。ラッパーの風貌をした走り屋。薄ら髭を生やしている。ヒロシの先輩。
普段からラップ口調で話しているが、負けたりテンションが下がっているときは普通に話す。
ほとんど主人公たちに対して関わることは少なかったが、不器用ながら皇帝とのバトル前の特訓に付き合っている。
ドラゴンのマスジ
搭乗車種…CIVIC TYPE-R (EK9)　/ Civic SiR II (EG6) XD
フルネームは「オオムラマスジ」。「神風連合」の一員でチーム「毒眼竜」のリーダー。チンピラ風でガラの悪い風貌の走り屋。頭頂部を金髪に染め、龍の柄のTシャツを着ている。
ケンと共に、「葦柄の双剣」の異名を持つ。
後輩にあたるヒロシ、サイゴーが立て続けに敗北したことに対し腹を立て、主人公にバトルを挑んでくる。
主人公に対し威圧的な態度を取る一方、リーダーのトオルやケンに対してはうだつが上がらないようで強い態度を示さない。
しかし根は悪い人間ではなく、主人公とのリベンジバトルに負けても主人公の実力を褒めたり、照れ隠しで皇帝とのバトル前の特訓に付き合ったりなどしている。
イベント「宝玉を継ぐもの」では弟のマスミを一人前の走り屋として認めず、彼のドラテクが向上していることを否定していたが、ヒロシの反論や彼の反論に賛同するトオルの意見で少しだけ考えを改めるようになる。
ターバンのケン
搭乗車種…LANCER Evolution III GSR (CE9A)
「神風連合」の一員でチーム「デスパレード」のリーダー。白いパーカーに黒いターバンとサングラスを纏っている。
マスジと共に、「葦柄の双剣」の異名を持つ。常に冷静沈着な態度を取るが、怠惰っぽい所も見られる。
神風のトオル / 神風ホスト トオル
搭乗車種…BRZ (ZC6)（普段用）/ NSX-R (NA2)（本気用）/ NSX-R (NA2) "Storm WInd"（勝ち取れ！1400万円マスク！）
箱根の四天王の一人でチーム「神風連合」のリーダー。テンガロンハットを被り、豹柄のベストを着た筋肉質の男。BRZに搭乗。本気モードでは通称「神風ダイブ」というドラテクを発揮する。
人情に厚い兄貴肌で、主人公に敗北した後は神風連合の一員として受け入れ、味方に着くようになる。皇帝とのバトル前の特訓では本気用としてNSXに乗り換える。
ストーリー第2部ではレザーショップを経営していることが判明した上、元ホストであることを主人公らに明かし、セイヤとは後輩の関係にあった。

#### エリア2 早乙女峠
グルーヴィ・マサヤ
搭乗車種…SAVANNA RX-7 (FC3S)
「ハートビーツ」の一員でチーム「レゲエパンチ」のリーダー。ドレッドヘアーが特徴の男。
普段からノリが軽く、シゲルからそのことで注意を受けている。
スローハンドのシゲル
搭乗車種…Impreza WRX STi Version VI (GC8)
「ハートビーツ」の一員でチーム「ブラインドアイズ」のリーダー。ロン毛に白いエクステ、黒いサングラスをかけた男。スローハンドの名の由来は、ハンドル捌きがあまりにも速過ぎて遅く見えるからである。
情報通として箱根の走り屋の誰よりも詳しい。
リズムマシーンのゲン
搭乗車種…LANCER Evolution V GSR (CP9A)
「ハートビーツ」の一員でチーム「元気組」のリーダー。白い鉢巻を締め、口髭を生やした角刈りの男。寡黙。リズムマシーンの名の由来は、正確無比なドライビングテクニックを持っているからである。
その正体はトーコの実父であり、かつてはタクシードライバーだったが、借金の保証人になったことで妻と娘に迷惑をかけたくないがために、何も言わずに見捨てていたのであった。
その後、リーダーのジュンの下で世話になり、市場の運送業の仕事を手に入れ、なんとか借金を返済することができたため、主人公に敗北した後はトーコに経歴を伝え、和解することができた。
アーティスト・サトウ
搭乗車種…S2000 (AP1)
「ハートビーツ」の一員でチーム「シュガーベイブ」のリーダー。胡散臭い外国人風の容貌で、ふわっとした金髪に濃い茶色のサングラスをかけた男。
相手の心理をゆさぶる作戦を得意とし、ヒロシを人質にとるも主人公たちからしたら特に親しい関係でもなかったため、あえなく失敗する。
イベント「箱根の沙汰も金次第」ではマサルにコーチとして雇われるが、リラックスとしてマッサージで彼を眠らせ、その隙に財布を盗んで逃げようとしたが見つかってしまい、仕方なく基本的なドラテクを教えた。「最速王者決定戦 in ルート66」の王者と述べているが本当かどうか不明。
”天使の咆哮”ジュン / 一流ドライバー ジュン
搭乗車種…Supra RZ (JZA80) / GR Supra (DB42) "BeatHolic"（勝ち取れ！1400万円マスク！）
箱根の四天王の一人でチーム「ハートビーツ」のリーダー。角刈りの金髪に黒い革ジャン、左目の周りに血しぶきのような真っ赤なフェイスペイントが特徴の男。
プライドが高く、自ら「一流の走り屋」と称し、他は二流、三流と尊大な態度をとる。
主人公に敗北した後は彼を「一流の走り屋」として認めた。
ストーリー第2部では首都高のPAで主人公を待ち伏せしていたが、「黒威ファイナンス」から借金をしており、アクツら取立て屋に発見されすぐさま逃亡を図った。

#### エリア3 寄木峠
夢の国のアリス
搭乗車種…Silvia spec.R (S15)
「ガールドラッシュ」の一員でチーム「ラビリンス」のリーダー。ピンク色のロリータファッションで身を固めた金髪の女性。
普段からふわふわとした穏やかな性格をしている。
過去に皇帝（ジョーカー）に執拗に絡まれたことがきっかけで、ガールドラッシュ全体が皇帝との関係に軋轢が生じることとなった。
諜報員のミサオ
搭乗車種…CELICA XX (MA61)
「ガールドラッシュ」の一員でチーム「シャドウズ」のリーダー。黒いロングヘアーにグラマラスな身体を持つ女性。
名前の通りチームの諜報員として、メンバーが皇帝のことについて触れ渡らないように目を光らせていた。
マネージャーのトモミ
搭乗車種…FAIRLADY Z (Z34)
「ガールドラッシュ」の一員でチーム「モンキービジネス」のリーダー。眼鏡にスーツ姿、緩めのウェーブのかかった長い髪の女性。文字通りアイドルのイズミのマネージャーを務めている。
イズミがレディース時代からの長い付き合いがあり、その時の通り名は「刃苦血苦（バクチク）のトモミ」。
付き人のアマネ
搭乗車種…ALCYONE SVX (CXD)
「ガールドラッシュ」の一員でチーム「カマンベールズ」のリーダー。「未来のアイドル」を自称するチーム唯一の元男性。ワインレッド色のブレイズヘアにシルクハットが特徴。文字通りイズミの付き人を務めている。
イズミの過去が記されている皇帝（ジョーカー）からの脅迫文がマスコミにリークされ、トモミがこの情報を売ったのではないかと激昂してしまうが、主人公に敗北した後はイズミから誤解だということを理解した。
アイドルのイズミ / アイドル女優のイズミ / 皆のアイドル イズミ
搭乗車種…RX-7 (FD3S) / RX-7 (FD3S) "Dreamer"（勝ち取れ！1400万円マスク！）
フルネームは「マキノイズミ」。箱根の四天王の一人でチーム「ガールドラッシュ」のリーダー。女性タレントとして有名だが、実は元レディース・「麗泥魔鈍奈（れでぃまどんな）」の総長であり、そのことで皇帝（ジョーカー）から脅迫状を送り付けられた経験を持つ。レディース時代の通り名は「魔神玩（マシンガン）のイズミ」。
普段は可愛い仕草と態度をとっているが、感情が高ぶると血の気が盛んになり、口調が男っぽくなる。
主人公に敗北した後は仲間として認め、主人公に「真鬼狼（しんきろう）」、奈美子は「大生糸（ダイナマイト）」、ついでにヒロシには「苦鎖霊亜負露（くされアフロ）」とそれぞれに通り名を授けた。
脅迫文がマスコミにリークされたため所属事務所から解雇され、その後どうするかは考えておらず、トモミからは「暴走族アイドル」で売っていこうかと言われる。

#### エリア4 美濃沢峠
穴熊のカンザブロウ
搭乗車種…MAZDASPEED Atenza (GG3P)
「マシンヘッズ」の一員でチーム「竜王会」のリーダー。将棋棋士で着物を着ている。古風な口調が特徴。
皇帝についての情報を持っている。
道楽のタダヒコ
搭乗車種…SKYLINE GT-R (BNR34)
「マシンヘッズ」の一員でチーム「ホワイトタワーズ」のリーダー。医師でリーダーのソウイチが勤める病院の次期院長。
「道楽先生」の呼び名で親しまれている。
車酔いのカズヒト
搭乗車種…LEGACY B4 (BM9)
「マシンヘッズ」の一員でチーム「フレッシャーズ」のリーダー。リーダーのソウイチが勤める病院の研修医で、タダヒコは彼の上司にあたる。眼鏡をかけ、タブレット端末をいつも所持している。
走り屋であるにもかかわらず乗り物酔いの体質を患っており、頻繁に嘔吐する。
主人公に敗北後、”皇帝”が失踪した経緯について語り出す。
赤髪のアラタ
搭乗車種…INTEGRA TYPE-R (DC5)
「マシンヘッズ」の一員でチーム「アスキーアーツ」のリーダー。黒いサングラスに赤いマッシュルームカットの少年。インターネットスラングを交えた独特の話し方が特徴。
主人公に敗北後、彼は「”皇帝”は僕の命の恩人」であると証言した。
免許取りたての頃に友人たちと峠をドライブ中にジョーカー団から勝負を受けて敗北してしまい、あやうく暴行を受けそうになるが”皇帝”が彼らを助け、ジョーカーを返り討ちにするも、”皇帝”は隙を突かれて暴行を受け、ソウイチが勤める病院に救急搬送されたものの、傷が完治しないうちに病院を脱走して今に至ると説明した。
Dr.ソウイチ / 竜王Dr.ソウイチ
搭乗車種…LANCER EVOLUTION X (CZ4A) / LANCER EVOLUTION X (CZ4A) "Forest Dragoon"（勝ち取れ！1400万円マスク！）
箱根の四天王の一人でチーム「マシンヘッズ」のリーダー。アラタの父親。医者で”皇帝”の主治医だった男。
”皇帝”が病院を脱走して失踪したことに対しいつも気にかけている様子。主人公達にバトルの特訓や皇帝の情報収集を行うなど協力的に接する。
普段は冷静だが、生半可なことには妥協せずに熱血になることもある。

#### エリア5 景虎峠
スペード
搭乗車種…IMPREZA WRX STI (GRB)
「大皇帝軍」の一員でチーム「皇骨軍」のリーダー。「皇帝親衛隊」を名乗る一人。
白く塗った顔面・耳たぶに大量のピアス、髑髏柄のバンダナで口元を覆っている。
ガールドラッシュ全員を打ちのめし、イズミのFD3Sに放火しようとした危険人物。幸い主人公達によって放火は阻止された。
ダイヤ
搭乗車種…2000GT (MF10)
「大皇帝軍」の一員でチーム「皇奇軍」のリーダー。「皇帝親衛隊」を名乗る一人。白髪混じりの高齢男性で手品師の風貌が特徴。
ハートビーツ全員の車を手品で消したが、主人公に敗北後「小娘が働いているピットに強奪した車を売りに行った」と証言。ジュンたちはすぐさまハルカのピットに行き、メンバーの車の売却は阻止された。
クローバー
搭乗車種…GTO (Z16A)
「大皇帝軍」の一員でチーム「皇剛軍」のリーダー。「皇帝親衛隊」を名乗る一人。巨漢でモヒカン刈り、顔をマスクで覆っている。
マシンヘッズ全員を打ちのめし、ソウイチのランエボXを巨石で破壊しようとするが、主人公達が駆けつけ、破壊は阻止された。
ハート
搭乗車種…SKYLINE COUPE (CKV36)
「大皇帝軍」の一員でチーム「皇妖軍」のリーダー。「皇帝親衛隊」を名乗る一人で紅一点。ベネチアンマスクで目元を覆っている。
神風連合全員を打ちのめし、チームの解散を言い渡すも、主人公達が駆けつけ、チームの解散は免れた。
メンバーの中ではかなり実力が高い。”皇帝”に心酔しており、皇帝の前では態度が大きく変わる。
皇帝(ジョーカー) / 偽皇帝のジョーカー
搭乗車種…GT-R (R35) / GT-R MY2017 (R35) "Fake or Genuine"（勝ち取れ！1400万円マスク！）
「大皇帝軍」のリーダー。”皇帝”の名を騙り、各地で悪行三昧を繰り返した男。
イズミに対し脅迫状を送ったり、一時「ジョーカー団」を作ってアラタたちを襲撃した際に”本物の皇帝”が助けに現われ、その際に彼に暴力を奮い病院送りにしている。
マッドマックス2や北斗の拳の世紀末の雑魚キャラを彷彿とさせる黒いコスチュームに、ガスマスクを装着している。スキンヘッドで顔面にタトゥーを入れている。大きい腹が目立つメタボ体型。外見とは裏腹に敬語口調。
実は「神風連合」の元メンバーで、”本物の皇帝”に対し何度もカーバトルを挑んだが返り討ちに遭ったことを根に持っており、脱退後は一時的に「ジョーカー団」というチームを作って皇帝をあぶり出そうとした。
主人公に敗北した後は奈美子を人質につけてあがこうとするが、本物の皇帝に叩きのめされる。
ストーリー第1部2周目ではAREA6での主人公と皇帝との決戦後、再び皇帝をバットで襲いかかるも、足がもつれて主人公を誤って押し潰してしまい、その後は「神風連合」にお灸を据えることとなった。

#### エリア6 土ノ湖峠
皇帝 / 先代皇帝のショウ
搭乗車種…GT-R (R35) → GT-R NISMO Special edition MY24 (R35) → GT-R Premium edition MY2024 T-spec (R35) "Augstus"
本名は「相楽 翔」(さがら しょう)。奈美子が追っている伝説の走り屋であり彼女の兄。細身で金髪の男。
かつてR32に乗っていたことがある。皇帝の名に恥じぬ速さを見せつける。
大怪我を負ったことで大半の記憶を失っていたが、完治しないうちに病院から抜け出し、怪我を負わせたジョーカーを追っていた。
ストーリー第1部2周目ではジョーカーの下敷きになり気絶した主人公の夢の中でコウテイペンギンの着ぐるみを着ながら主人公に挑戦してくる。
10周年イベント「皇帝の継承者」では第1部の一件後、皇帝を座を降りた後は引退するつもりだったが、ある”大物ドライバー”からのスカウトにより、プロレーサーとして海外で活躍している。

### 第2部 首都高/ニューヨークエリア

#### エリア1 八重樫線
アパレル店長のミズキ
搭乗車種…SILVIA K's (S13)
チーム「ミューホップ」のリーダー。緑色のパーマヘアーで黄色いシルクハットを被り、水玉模様の黄緑色シャツを着ている。
ノリが軽い性格で何かとSNSにツイートを送信している。チームメンバーのほとんどが店の従業員やSNSで知り合った常連客で構成されている。SNSで注目を集めるため伝説の車にあやかり「ライジング・サン」と名乗っていた。
箱根でヒロシとのバトルに勝利後、父の手がかりに目を付けた奈美子から逆ナンされたと思い込み、グループに引き込もうとしていたが奈美子からSNSをコケにされ、腹を立てたチームメンバーとのごたごたよりその場の空気で主人公とバトルをすることになる。
しかしメンバーが敗れるにつれ焦り始め、仲間からの手のひら返しを受け始め、主人公との一騎打ちに敗北した結果仲間から見放されてしまう。しかしバトル後にやってきたヒロシからの慰めで改めて本当の友人を作ることが出来た。一旦ヒロシと共に首都高を下りるが、再度現れ、「ライジング・サン」が現れたことをSNSで拡散し、自身も追いかけようとするも主人公にあっさりと引き離されてしまう。
歌舞伎町の王子セイヤ
搭乗車種…SKYLINE GT-R (BCNR33)
チーム「ホーリーナイツ」のリーダー。金髪のスジ盛りヘアーで赤のシャツの上に白のスーツを着ている。
名前通りホストで、メンバーのほとんどがホスト仲間や女性客で構成されている。首都高のPAでメンバーと共に梅ソーダでの飲み会を開催している。
数年前、No.1ホストにまで上り詰めた際に伝説の車「ライジング・サン」とのバトルで完敗を喫したことがあり、リベンジを果たすために借金をしてまで徹底的な車のチューンにのめり込んでいた。
売れない後輩ホストに接客業として必要な指導を行ったり、太客に対しても飴とムチの対応をとったりと仕事に涙ぐましい努力をしている。
彼に「ライジング・サン」について尋ねることはタブーとされ、奈美子から尋ねられる度に態度を一転し、主人公にバトルを申し込む。その後主人公とのバトルに敗北後、2人に「ライジング・サン」について話を切り出そうとした直後、借金先の「黒威ファイナンス」のアクツに拉致されてしまうが、主人公がアクツとのバトルに勝ったことで解放された。
その後再び借金をしてチューンし、「ライジング・サン」を追う主人公を追跡するも敗れ、かつて先輩ホストであったトオルから無計画さを叱責されたことで反省。
闇金のアクツ
搭乗車種…CHASER (JZX100)
消費者金融「黒威ファイナンス」のリーダー。大柄な短髪の男で、顔の右半分に刀傷がある。サングラスをかけ、至る所に金のアクセサリーを身に着けている。
金融企業「黒威グループ」の一員。目的を果たすためなら手段を選ばない傲慢な性格の持ち主で、相手が弱音を吐いている所をすかさず甘い言葉で誘い、直後に鼻であしらう態度をとったりと人の心を弄ぶ。
債権者であるセイヤを追いかけ、首都高のPAで彼を見つけるや否やすぐさま拉致するも、奈美子からの申しでセイヤの借金を賭けた主人公とのバトルを承知。取り立て屋メンバーでの休憩無しの連戦で主人公らの肉体と精神を追い込もうと企むが、主人公とのバトルに敗北。セイヤの借金帳消しと解放を認める上、2人が追求する伝説の車「ライジング・サン」に興味を示し、捜索の協力に応じる。
その後再び借金をしたセイヤを追いかけ、「ライジング・サン」を追う主人公らから場所を聞き出そうとするも振り切られ、代わりに債権者であるジュンをとっ捕まえようとするが逃げられてしまう。
社長秘書ヤチヨ
搭乗車種…RK Coupe
フルネームは「マキノヤチヨ」。イズミの姉で「龍崎グループ」の社長秘書。お団子ヘアーで耳にイヤリングを付けている。
社長のトシゾウの依頼でガードマンを集めて首都高のPAを封鎖し、PAにいる主人公らに帰り代を渡して退去を命じるが、彼女が「ライジング・サン」についての情報に関わっているということで2人は引き下がらなかったため、バトルで決着をつけることを提案した。主人公とのバトルに敗北するが、これ以上社長の迷惑をかけ、引き下げるわけにもいかず総出で取り囲もうとするも、社長のトシゾウからの制止によって中断。
その後も首都高を奔走するトシゾウを追いかけるも再び主人公に追い抜かれ、自信を失いかけていたものの、すぐさま駆けつけに来たイズミの激励を受け、2人のバトルを見届けることに。
黄昏のトシゾウ
搭乗車種…VIPER SRT10
本名は「龍崎トシゾウ」。「龍崎グループ」の社長。六角形のサングラスをかけた年配の男性。
「ライジング・サン」について知りたい主人公らに興味を示し、東京中のドライバーを巻き込んだレースを仕掛け、首都高を奔走。
バトル後、かつて首都高に君臨し続け「ライジング・サン」と呼ばれた赤いCTRを駆けた伝説の走り屋だったが、20年前に奈美子の父ヒュウガに敗北。彼にCTRを譲った以降は公道バトルから離れ、バイパーに乗り換えて趣味程度に首都高を走っていることを明かした。そして現在CTRはエニシという人物に渡っていることを伝えた。
主人公とエニシのバトル後にPAに現れ、エニシの説得で主人公と奈美子のためのアメリカでの費用を賄うことを了承した。
「大神グループ」総裁の大神ユウダイとはライバルであり、箱根の開発権をめぐって争い、敗れたことがある。

#### エリア2 黒羽根線
献身整備士のイロハ
搭乗車種…MR2 GT-S(SW20)
チーム「埼玉サウザンド」のリーダー。グラマラスな体格の女性整備士で作業着を着ている。
埼玉では大所帯のチームとして有名で、1000人以上のメンバーがいる。メンバーの車のチューンも手掛けている。
生真面目な性格に加え、過去の失恋がきっかけで自分に誠意が足りないと思い込んでおり、溢れんばかりの誠意を周囲に振りまいている。しかし、結果的に相手が離れてしまうことが多い。
ライバルチームである「筑波連合」とのバトルを控え、エニシの手がかりを探る主人公と奈美子に捜索と引き換えにチームへの加入を勧めようと様々なサービスを提供するも、主人公とのバトルに敗れる。しかし主人公がバトルの助っ人として協力することに感謝した。以降も知人でありライバルのジュリアと共に主人公の協力にあたる。
筑波連合のジュリア
搭乗車種…CAMARO SS
チーム「筑波連合」のリーダー。大きいポニーテールが特徴の女性で襟を立てた黒と黄色のジャージを着ている。
口調は荒いが面倒見が良く、メンバーからは「姐さん」と慕われている。家はレンコン農家で、親しくなった人物には自家製のレンコンチップスを差し上げている。
チームは茨城出身かつ純粋に走りと車が好きなヤンキー系のメンバーで構成されている。
主人公の実力を認めている上、エニシの捜索に協力すると共にチーム引き抜きを賭けたチームバトルを申し込む。
ナイトオウルのタスク
搭乗車種…FUGA (Y51)
チーム「ナイトオウル」のリーダー。オールバックの髪型と眼鏡が特徴の男で黒と白のスーツを着ている。
あまり融通がきかない生真面目な性格で、相手からの身に覚えの無い発言に訂正しなければ気が済まない。
千葉では有名なチームで一軍と二軍に分かれており、記録班によるデータで相手の走りを分析している。
ジュリアからエニシの情報と引き換えに「埼玉サウザンド」とのチームバトルを要求、主人公の未知なる実力を分析するためバトルを申し込む。
実はかつて存在した首都高最強のチーム「東京マッドブリッツ」の結成時のメンバーで、一軍メンバーが敗れるまで決して過去の話が触れ渡らないようにチーム全体で隠していた。「ナイトオウル」も10年前にエニシ打倒のために結成されたチームでもあったが、一勝も果たすことは出来なかった。
主人公とのバトル後、元メンバーを集結させ、主人公の試練としてバトルに向かわせたり、腕が落ちたレツに走りのカンを取り戻したりと、エニシに立ち向かうためにサポートを尽くしている。
人気俳優のレツ
搭乗車種…RX-8 (SE3P)
本名は「東条 烈」。日本のアクション俳優で「東京マッドブリッツ」の結成時の元メンバー。
理論よりも感情や勢いで車を乗りこなす豪快な性格で、負けず嫌い。
ハリウッドで映画撮影があったが、タスクから主人公とエニシの話を聞き、監督に事情を伝えて急遽帰国、明日の朝までに主人公とのバトルに勝利し、エニシに勝負を受けると宣言。しかし仕事の多忙による8年のブランクで走りの腕が落ちたため、タスクから走り込みを受けることとなる。しかしタスクの目論みとエニシが引退した原因を重ねて早合点し、主人公にエニシとのバトルを止めるようバトルするも敗れる。しかし「首都高最速」を求めていないことを知り、胸を撫で下ろす。
夜明けのエニシ
搭乗車種…CTR RISING SUN
かつて活動期間3年の内に最速となった首都高のチーム「東京マッドブリッツ」のリーダーで現在の「ライジング・サン」の持ち主。ポニーテールの金髪が特徴で、白いコートとチェック柄の赤いシャツを着ている。
首都高では誰にも負けないテクニックを持っており、当時「首都高最速」と呼ばれていた奈美子の父ヒュウガとのバトルに勝利し、最速の名と「ライジング・サン」を手に入れたものの、彼がわざと負けて去ったということで孤独感に蝕まれて走りへの情熱を失い、今から10年前にチームを解散して走り屋を引退。現在はチーム名と同じ名前のカースタント会社を経営している。
奈美子からヒュウガの名前を聞いた途端に会話を拒否して去ろうとするも「埼玉サウザンド」と「ナイトオウル」の事故(にみせかけた演技)で首都高の出入り口を封鎖され、主人公、レツ、タスクとの攻防を繰り広げる。これ以上逃げることは出来ないと判断し、主人公と奈美子をPAに呼び、これまでの経緯を告白した後に真剣勝負を申し込む。バトル後、車の譲渡証明からヒュウガは渡米していると伝えた。
なおヒュウガが持っていた革ジャンは元々彼の物であり、メモの「ライジング・サン 0500」は車とバトルの開始時刻ということが明らかとなっている。

#### エリア3 マネーストリート
現在、ニューヨークのストリートレース界では二大パーツメーカー「ケミック&モレック社」とニューアークから来た「グレートオクティカスタムズ」による対立が激化しており、「ビッグゲーム」と呼ばれるテリトリーと車を賭けたバトルが行われ、相手に負けたら車を渡す上、各陣営で解体して新パーツ制作の研究材料にするというルールを敷いている。
この対立に悩んだニューヨーク市は両社の仲裁役を果たす世界中から集めたドライバー集団「リブラ」を招致し、一旦均衡を保つものの依然として緊張状態であることに変わりはなかった。
主人公と奈美子の活躍により、ケミック社とオクティ社との会談がネットを介してライブ放送され、新型パーツ制作、福祉企業の参入、共同出資による会社の設立を発表するも、リブラが二社の共同計画を阻止しようと暗躍する。
技術主任のラージ
搭乗車種…ALCYONE SVX (CXD)
ニューヨークを拠点とするパーツメーカー「ケミック&モレック社」の幹部でチーム「ケミック技術部」のリーダー。肥満体型の中年男性。常に手にはハンバーガーとドリンクを持っている。語尾に「～ダス」と付ける。よく行きつけのハンバーガー屋「カイザーバーガー」で商品を買い占めている。
奈美子の父ヒュウガを探しにニューヨークを訪れた主人公と奈美子から研究材料を得られる思いチーム総出のバトルを仕掛ける。自身もオクティ社からのパーツを研究して「ラージバーガー号」ことアルシオーネのエンジン強化を図るも敗北する。
野心家のアビゲイル
搭乗車種…RK Coupe
フルネームは「アビゲイル・リー」。パーツメーカー「ケミック&モレック社」の幹部でチーム「ケミック営業部」のリーダー。おかっぱ髪のアジア系女性。得意のセールストークで2年足らずして販売員から幹部に昇進した。
主人公と奈美子が自社と接触していることを聞きつけ、専属ドライバーとして取り込むためチーム総出のバトルを仕掛ける。実際は主人公の車からパーツを分析して、オクティ社に対抗する力を手に入れ役員昇進が魂胆であったが、連戦しても衰えない主人公のスペックに驚愕し、本来の計画を明かした上で真剣勝負を申し込む。
バトル後に半年前ヒュウガとバトルしたことを3人に話し、自社の社長への取次ぎを依頼されたことを語った。
宣伝部のオリビア
搭乗車種…CHALLENGER SRT8
フルネームは「オリビア・フローレス」。パーツメーカー「ケミック&モレック社」の幹部でチーム「ケミック宣伝部」のリーダー。ウェーブがかったブロンドヘアーの女性。元々スーパーモデルとして活動していたが、クルマ好きが高じてケミック社に転職。現在は宣伝広告部課長として活動している。
明るい性格で常に物事を前向きな姿勢でとる。
新型パーツの披露会を含めた「ビッグゲーム」を開催し、宣伝部全体で主人公と奈美子と対決する。
バトル後、転職後も車での実力を見せるため練習をしていた所ヒュウガと出会い、彼の手解きを受けて成長したことと、社長リチャードの居場所を伝えたことを語った。
天才技術者リチャード
搭乗車種…RX-8 (SE3P)
フルネームは「リチャード・サマー」。パーツメーカー「ケミック&モレック社」の社長(CEO)。ブロンドヘアーの若い男性で眼鏡をかけ、パーツのアクセサリーを付けた紅色のスーツを着用。
機械への技術面は優れているものの人前に出ることが苦手で、前社長である父「メイナード・サマー」からの会社の引き継ぎを辞退していた。社員の期待に応えるため引き継ぎをしたものの、「ビッグゲーム」への行為や会社の存亡で本当に「正しい」ことは何なのかについて葛藤している。悩み事があると「社長に似た人」として素性を隠し、打ち解け合う友人らと共にニューヨークを流している。
サマンサからの連絡を受けて主人公と奈美子の前に現れ、ヒュウガの情報と引き換えに友人たちとのレースを提案する。
二か月ほど前にヒュウガからバトルを挑まれるも、エンジンルームの中を見たことによってオクティ社との対立は本意ではないことを見抜かれたことを語り、オクティ社との和平への道を切り開くことを決意する。会見会場にて自らの意志で演説、ジェレマイアを新社長として迎え入れて退社。オクティ社との交渉に向けて個人事務所を設立した。
智謀のジェレマイア
搭乗車種…M5 Helter Skelter
フルネームは「ジェレマイア・スノー」。パーツメーカー「ケミック&モレック社」の副社長(COO)にして「ビッグゲーム」の提案者。銀色のロングヘアーの男性。
役員から絶大な支持を受け、社長のリチャードの陰で大半の業務を仕切っていた。そのためリチャードを解任して新社長となり替わろうと目論む。本社のフロント前に保管されていたチューンドカー「ヘルター・スケルター」を駆け、これまでの自分の「正しさ」を証明するため主人公にバトルを申し込む。
バトル後はリチャードによって新社長として迎え入れられ、彼の考えるオクティ社との和平への道を切り開くことが「正しいこと」を承知し、全社員に「ビッグゲーム」を禁止する内容の契約を取り結ぶ。そして社長業より技術面が優れているリチャードに別の仕事をさせるため、あえて彼を解任した。

#### エリア4 ビッグストリート
パワー信者のスミス
搭乗車種…Charger R/T
パーツメーカー「グレートオクティカスタムズ」の一員でチーム「マックスパワーズ」のリーダー。ドレッドヘアーのジャマイカ系男性。
会社のメカニックだが、本業はタクシードライバー。パワー至上主義で常に「Power」を口癖にしている。2児の父親であり、最近3人目の子供が産まれるとのこと。
主人公と奈美子にヒュウガの情報を伝えて穏便にすませようと考えていたが、会話の食い違いからやむを得ず、チーム総出で「ビッグゲーム」を仕掛ける。主人公とのバトルで試作パーツを装備したエンジンがオーバーヒートで炎上するも、奈美子が持ってきた携帯用消化スプレーで鎮火し、大事に至らずに済む。
その後は「ゲレーロ」でラージとリチャードと共にエンジンへの議論を交わす。
ペインター・クロエ
搭乗車種…RX-7 (FD3S)
パーツメーカー「グレートオクティカスタムズ」の一員でチーム「ラブペインターズ」のリーダー。水色のパンクヘアーとガスマスクが特徴の女性。
会社の塗装担当でペイントショップを経営している。5人体制で車のペイントを短時間で仕上げる。口調は荒いがチームワークを大事にする一面を持つ。
ケミック社のテリトリーに侵入し、バトルを仕掛けない代わりにケミック社の車に自社のロゴが入ったペイントを塗り、挑発する形で向こうからおびき寄せる一方、高い評価を受けてもらいたいという、評判が行き渡ったことでこれ以上の手出ししないことを約束し、代表のエマの情報を主人公と奈美子にバトルを仕掛ける。
バウンサー・ビクトル
搭乗車種…GTO (Z16A)
パーツメーカー「グレートオクティカスタムズ」の一員で御用達のダイナー「ゲレーロ」のバウンサー(用心棒)。剃り込みヘアーが特徴の巨漢。仕事上では無口だが、普通に喋る。
会社の内装担当で、シートの縫合をしているため、手先は器用。昔は貧困ながらも妹の大学の費用を得るため、3年前にエマから金品を脅し取ろうとするも、裁縫が得意であることを見抜かれ、彼女に雇われる形で無事に妹を特待生で大学に行けたこととなり、エマに恩を受けている。
クロエから代表のエマと繋がりのあるウーゴがいる「ゲレーロ」を訪れた主人公と奈美子の前に立ち塞がり、主人公とのバトルを望んでいたために交代時間まで店に入れさせなかった。バトル後は主人公の実力に満足し、2人を店内に入れた。
主人公とウーゴのチームバトルの裏でウーゴのCTRに乗り、ケミックのテリトリーでジェレマイアを迎えに現れる。
ネットリ口調のウーゴ
搭乗車種…CTR
パーツメーカー「グレートオクティカスタムズ」御用達のダイナー「ゲレーロ」のオーナー。彼の舎弟で構成されたチーム「タコスムーチョズ」のリーダー。メキシカンハットを被ったメキシコ系男性。
甘くネットリとした喋り方が特徴。その喋り方で女性を口説くため、ケミック社の女性陣からの評判は悪い。また酒に弱いにも関わらず、意地を張って飲み比べをしては酔い潰れてしまう。
オクティの代表でもあるエマの連絡係であるため、彼女に会いたいと願う主人公と奈美子の実力を見極めるため、チーム総出でバトルを仕掛ける。
メンバーとのバトル中に彼の車が無いことに奈美子が気付き、サマンサの連絡で彼の車がケミックのテリトリーに現れていると明らかとなり、バトル後にジェレマイアを呼び入れ、二大企業の協力体制を敷くための会談を行うことを明かし、主人公と奈美子にエマへの先導を頼み込んだ。
昔はプロレスラーだったがパートナーを事故で失い、3年前に裏の仕事をやっていたところをエマと出会い、足を洗う形で現在に至る。
ビッグママ・エマ
搭乗車種…CORVETTE ZR1 "Brightest Nite"
パーツメーカー「グレートオクティカスタムズ」代表。豊満な体型の黒人女性。
本業は児童保護施設「ビッグママ」を経営。人格者で、母親のように慈愛を持って接してくれる。
そもそも「グレートオクティカスタムズ」は組織ではなく共同体で成り立っており、それぞれが本業の合間を縫って車のパーツを開発、製造、販売を行っている。また搭乗車のほとんどが廃車同然のものを改造・修理をし、パーツを売り込むためだけにバトルに挑むというハングリー精神を持ち、今に至る。メンバーのほとんどは貧困層で、彼女に雇われたことで人生が変わった者で構成されている。
彼女への「エスコート」はチームにとっても重要な儀式であり、メンバーが恩を返す形でチーム総出で挑戦者に真剣勝負を挑み、挑戦者の実力を認めてから彼女が「先導」という名のバトルを行う形となっている。
愛車の「ブライテスト・ナイト」のペイントはクロエ、シートはビクトル、エンジンはケミックとオクティの部品が使用されており、ありったけの技術と熱意が詰まったチューンドカーに仕上がっている。

#### エリア5 トライストリート
砂漠の悪魔ケヴィン
搭乗車種…WRX STI Type S (VAB)
フルネームは「ケヴィン・ペルナール」。グローバルドライバー集団「リブラ」の幹部で元ラリードライバーチーム「デザートデーモン」のリーダー。前髪が後退した髪と濃い髭跡が特徴のフランス人男性。レーシングスーツを着用。
元ラリードライバーで「砂漠の悪魔」の肩書を持ち、砂漠ステージで綿密な走行コースを組み、安全策を考えず、常に見えるベストラインを見抜く実力者。油断ならない性格だが、コ・ドライバーが居ないと1分で迷う方向オンチとなり、カーナビを使いこなせない一面も。現役時代は後の妻となる女性がコ・ドライバーを務めていたが、結婚後もラリーにのめり込んだことが原因で離婚してしまった。
元ラリードライバーの一人がコ・ドライバーを務め、レッキを行ったところで主人公と対決。バトル後は主人公の実力を認め、自分たちの様な走りに飢える人間にならないことを忠告する。
勝負師リッカルド
搭乗車種…Gallardo LP560-4
フルネームは「リッカルド・モレッティ」。グローバルドライバー集団「リブラ」の幹部で元耐久レーサーチーム「ギャンブルライフ」のリーダー。赤色の短髪が特徴のイタリア人男性。
攻撃的で度胸を据え、命を惜しまずに「賭け」で死線を越えてきた元サーキットレーサー。レースチームのオーダーも無視し、相手の車に接触しようが自分の車が壊れそうでも勝利を掴むためなら平然としている。それでも走りに対しては純粋で高潔である。引退後もスリルと走りへの渇望が収まらず、公道レースでの文化財破壊や自動車窃盗で幾度も逮捕された。
アビゲイルのRK Coupeを盗み、オクティ社のドライバーにビッグゲームを仕掛けて追跡してきたクロエに主人公への忠告を伝え、仲間の車に乗り換えてその場から去る。正攻法で立ち向かわずに主人公の車を盗む作戦に出るが、盗んだ車が奈美子考案のケミック社とオクティ社が制作したレプリカだった上にGPSが取り付けられていたため失敗に終わり、真っ向から主人公と決着を付けることになる。バトル後は主人公と解り合い、再戦の約束を交わした。
幸運の女神レベッカ
搭乗車種…Mustang GT FASTBACK
フルネームは「レベッカ・クロウ」。グローバルドライバー集団「リブラ」の幹部で元オーバルレーサーチーム「ゴッデス・ブレス」のリーダー。センター分けのロングヘアーが特徴の女性。薄着でインディアン系アクセサリーを身に着けている。ギャル口調で話す。
元オーバルレーサーで女性ながらデビュー戦でポールポジション獲得を初め、数々の記録を樹立し、「幸運の女神」と称されたが、1年前のレースでの大事故がきっかけで全盛期の走りを掴めず、むしろ「死と隣り合わせ」という刺激を求めるようになり、無謀なドライビングを行ったことでチームを解雇されて引退。
二大企業が和解しては自分の居場所を失うと考え、リブラ存続のため、チーム総出で主人公にバトルを仕掛ける。現役時代のファンであったオリビアが彼女たちが失った「純粋に走る楽しさ」を取り戻すために応援に回ったことでこれまでの状況が変化、周囲のお祭りムードを見てバトル本来の楽しみを思い出し、純粋な形で主人公と対決。バトル後はサマンサとの関係について明かす。
北の伝説チェイス
搭乗車種…LFA (LFA10)
フルネームは「チェイス・クロウ」。グローバルドライバー集団「リブラ」の代表。長い白髪が特徴の壮年の男性。フードを被り、インディアン系アクセサリーを身につけている。
レベッカの父親でデトロイトで小さな部品工場を経営していた。サマンサの父オスカーとは古くからの友人であり、オスカーを死なせてしまった原因を作ったと考え、罪滅ぼしのためにサマンサを引き取った。
サマンサの願いを守り、リブラ継続のために自身が選抜した元プロレーサーのチーム総出で主人公と奈美子にバトルを仕掛ける。その途中でリチャードとウーゴから二大企業へリブラの合流について提案を持ちかけられるが、リブラの性質及びオスカーの二の舞になることを理由に否定的だったが、主人公の連勝を見ていくうちに考えを改め、レースのルール「速い者こそ正義」に従い決着を付ける。バトル後はルールに従い、リブラ解散を告げてその場から去る。サマンサとの連絡でオスカーが彼に気にかけてくれたのは生活を助けるためでなく、彼が造ったパーツが優れていると伝え、自分を大事に見守っていたことに感謝される。
情報屋のサマンサ / リブラのサマンサ / 日本の装い サマンサ
搭乗車種…Ford GT "Heaven and Hell" / Ford GT 2017 "Orpheus"（勝ち取れ！1400万円マスク！）
フルネームは「サマンサ・ウォード」。ロングキャップを被ったブロンドロングヘアーの女性。情報屋であり二大企業からは「疫病神」と厄介払いされている。
主人公と奈美子の前に現れ、ニューヨークのストリートレース界に関わらないよう警告するも、2人の熱意を認め、現在のニューヨークの状況について語り、協力を承知する。
彼女の正体は元レーサー「オスカー・ウォード」の娘にしてグローバルドライバー集団「リブラ」の副代表で、二大企業の裏でビッグゲームを扇動していたことが発覚する。元々「リブラ」は走りに憑りつかれ、行き場を無くした元プロレーサーで編成されており、父の遺産を使い、4年かけて組織を設立。二大企業が和解することで「リブラ」の存在意義を失い、所属するドライバーやスタッフが路頭に迷うのを防ぐため、二大企業にビッグゲームを仕掛ける。
幹部のレベッカとは義理の姉関係で、父のオスカーが公道での事故で亡くなった後、父の親友であったチェイスの元で過ごしていた。レベッカによるとオスカーはレーシングチームからチェイスよりも優れた技術がある大企業への参入の提案に猛反発し、チームの重役に暴力沙汰を起こしたことで無期限出場停止処分を受け、ストレスを重ね、公道で無謀な走りを続けていくうちに事故死したと明かしている。
リブラ解散後は二大企業の合併式典に出席し、2社の技術を結集して製作された新チューンドカー「ヘブンアンドヘル」に搭乗、エキシビジョンマッチで主人公と対戦するが、未だリブラと父への未練が残り、再びニューヨークを混沌した状態に戻すためにルートから外れて海に沈めようとするが、主人公の決死の覚悟で阻まれる。この騒動から一週間後、チェイスの家で引きこもっていたが、主人公と奈美子が帰国した二日後、チェイスから日本にて二大企業が設立した団体主催でレースイベントを開催すると伝えられ、唯一の親友でもある奈美子との再会を勧められ、日本に行くことを考える。

#### エリア6 司馬庭園線
"神の手"ヒュウガ
搭乗車種…Fairlady Z (S30) "日向" → FAIRLADY Z Version ST (RZ34) "God Hand"
本名は「相楽 日向」。奈美子と翔の父親。逆立てた白髪と薄い髭が特徴。職業はフリーランスのテストドライバー。十数年前から家族の元を離れ行方不明となっていた。
かつて首都高でトシゾウとのバトルで「ライジング・サン」を手に入れ、戦友のエニシにその車を譲った後に渡米。現在の2か月前に「グレートオクティカスタムズ」のドライバーとして雇われるが、実際はケミック社とオクティ社が共に歩むことを望んでいる。主人公と奈美子がニューヨークでの噂になっていた頃に「止むに止まれぬ事情」があって日本に帰国。
帰国後に奈美子のS30(元々は自分の所有物)を持ち出してピットの元へ訪れ、ハルカにS30のカスタムを依頼。その間は二大企業主催の「ドリフトスピリッツ・ジャパン」のカメラマンとして大会に参加。主人公と奈美子がレースを重ねていく内にS30「日向(ヒュウガ)」に乗り換えて遂に再会を果たすが、まだ家に帰ることを拒み、大会決勝で経緯を伝えると一旦その場から去り、レースに出場して決勝進出。
ちなみに「止むに止まれぬ事情」とは奈美子が首都高での噂で心配になっていたためで、その件については本人もなかなか恥ずかしくて言い出せずにいた。
S30「日向」はRB26DETTを搭載し最大1000馬力を発揮(コースに合わせて800馬力に制限)。排気効率を優先したサイドマフラーに加え、ピーキーな足回りと、モンスターマシンに仕上がっている。

## その他バトル
ドリフトスピリッツではストーリーモードのみならずその他バトルモードも用意されている。

### 曜日限定バトル
日替わりで、勝利するごとに特定のパーツが必ず入手可能なバトル。各曜日、初級3回・中級3回・上級2回・超上級1回・超上級クリアでスピリッツ級1回の計10回で構成されている。不定期でドロップ量が２倍になる。
入手可能なパーツは以下のとおり。
- 月曜日 エンジン
- 火曜日 トランスミッション
- 水曜日 強化キット
- 木曜日 ニトロ
- 金曜日 ECU
- 土曜日 タイヤ
- 日曜日 カーメダル

### VSバトル
VSバトルではランダムに選ばれたライバルを選択しバトルすることが可能。このモードでは5勝するごとにニトロボンベを1本必ず入手可能。ライバルリストの内容が気に入らない場合は「違う相手を探す」ボタンを押せば変更可能。また、フレンドとのバトルも可能。

### 挑戦状
ストーリー第一部AREA1 葦柄峠のエリアボス“神風のトオル”を倒すと、フレンドなどに挑戦状を送ることができるようになる。これでは、勝利すると使用したニトロ＋1～2本のニトロボンベをもらえる。

### メーカー別バトル※現在廃止済み
特定のメーカーの車両に搭乗していなければ参加出来ないバトル。日産・三菱・トヨタ・マツダ・ホンダ・スバルの全6メーカーが対象。1メーカー100戦で構成されている。それぞれのメーカーで100戦用意されており、クリアすればホイールを獲得可能。※アップデートにより廃止。

### 駆動方式別バトル※現在廃止済み
特定の駆動方式の車両に搭乗していなければ参加出来ないバトル。FWD・RWD・AWDの3つに分けられている。それぞれの駆動方式で100戦用意されており、クリアすればホイールを獲得可能。※アップデートにより廃止。

## イベントバトル
期間限定で開催されるイベントでは特別なルールが用意されている。

### ボスバトル
一定確率で出現するボスキャラクターと対戦する。ボスキャラクターにはスタミナゲージが搭載されており、プレイヤーが敗北してもバトル後にスタミナが消費されボスの戦闘力が低下するようになっており、いつかは必ず勝てるような仕組みが取られている。ボスを撃破するごとに撃破ポイントが加算され、稼いだポイント総数および総合ランキングにより報酬が与えられる。ボス撃破時には一定確率でドロップアイテム (車両等) を獲得することが可能。また、「みんなで○○万回撃破」というレイドボスも存在し、プレイヤー達がそのボスを撃破した総回数が一定目標に達するごとに、1回でもボスバトルに参加した者全員に報酬が与えられる。

### 最速王者決定戦
指定されたコースのタイムアタックを行う。クラスは搭乗している車両の戦闘力により5つのクラスの中から自動的に分けられる。タイムアタックではニトロボンベの消費は行われないほか、いきなりSpirits状態でスタート出来、一度Good評価以下を出してもExcellent評価を出せば自動的にSpirits状態に戻る「魂ドリンク」の使用が可能となる。クリアタイムによりトロフィーが与えられ、獲得したトロフィー総数および総合ランキングにより報酬が与えられる。

### バトルロイヤル

#### KING of KINGS
VSバトルの発展版とも言うべきイベント。プレイヤーは現在獲得ポイントに応じチェスの駒にあたる6段階のリーグ (上から、キング→クイーン→ルーク→ビショップ→ナイト→ポーン) に属することになり、最初は必ずポーンリーグからのスタートとなる。ライバルの状態は通常(無印)・本気・超本気・覚醒・油断の5種類が存在し、本気ではニトロを1本、超本気ではニトロを2本、覚醒ではニトロを3本使用し難易度がアップする代わりに撃破ポイントがアップしている。油断では獲得ポイントは通常と変わらないが戦闘力が2～3割ほど低下している。一定確率で「補給」と書かれたライバルが出現することがあるが、撃破するとガソリンタンクを必ずドロップするようになっている。

#### ドリスピGP
2016年12月1日より開催されたバトルロイヤル。KING of KINGSとの差異はリーグ名がチェスで無くなり、「LEAGUE I」～「LEAGUE VI」となっていることと、デイリー制で午後23:00で1日の獲得ポイントがリセットされ、最初から「LEAGUE VI」になるようになった。

### チームバトルロイヤル
2016年4月21日より開催されたチーム同士によるバトルロイヤル。マッチングした対戦相手チームと、制限時間内に多くのポイントを獲得できるか競い合う。バトルを繰り返すと「絆ゲージ」がMAXとなるとガソリン消費量が-100になる。「チーム応援メガホン」を使用すると5分間チームアタックチャンスが発動し、獲得ポイントが1.5倍となる。さらにCHAIN機能が追加され、アタックチャンスを切らさずに続けさせることで、倍率が上がっていき、最大10CHAINで1.65倍になる。このチーム応援メガホンは100ゴールドで購入できる他、チーム所属のプレイヤー全員に｢当日限定メガホン｣が1つ配布され、1試合で1人5個までメガホンを使用できる。
第一回報酬車 BMW M5"Herter skerter"            
第二回報酬車 Ford GT"Heaven and hell"           
第三回報酬車 日産 Farlady Z S30"日向"
第四回報酬車 ホンダ S660 JW5"chat noir"
第五回報酬車 SORDAT CRENALE[25th anniv.]
第六回報酬車 Dodge VIPER"Jormungand"
第七回報酬車 マツダ RX-7 FC3S"Framverge"

### ドリフトサバイバル
特設の周回コースを制限時間内までに定められた規定周回数を走破するイベント。このイベント参加として「エントリーポイント」が必要となり、このイベントの開催時期はすべてのバトルでエントリーポイントを入手することが出来る。消費ガソリン量が2倍であるバトルではポイントも2倍加算される初級・中級・上級・超上級・スピリッツ級の計5戦で構成されている。難易度ごとに消費エントリーポイントが大きくなる。また周回コースを走破すると「サバイバルポイント」が加算され、稼いだポイント総数および総合ランキングにより報酬が与えられる。コース内にはパイロンの置かれた「ニトロ回復ライン」が設置され、回復ポイントまでにニトロを消費していると通過時に使用可能数が3本まで回復。コーナーでGood以上の判定で手持ちの時間がプラスされる。Excellent評価を3回出せばSpirits状態が発生する。

## イベントに登場したキャラクター
頭文字Dコラボイベント・頭文字D×湾岸ミッドナイト究極コラボイベントについては藤原拓海、高橋啓介及び頭文字Dの登場人物、湾岸ミッドナイトコラボイベント・頭文字D×湾岸ミッドナイト究極コラボイベントについては湾岸ミッドナイト#登場人物、よろしくメカドックコラボイベントについてはよろしくメカドック#登場人物を参照。
イベントボスの車両のレアリティは、全て当時実装されている最高値となっている。

### 帰って来たドーベルマン
"ドーベルマン"カズキ / "エージェント"カズキ
搭乗車種…LEGACY B4 (BM9) / RX-8 Type-S (SE3P)
幾多の戦火を潜り抜けた元傭兵レーサー。オールバックで後ろを束ねた髪型で、額には傷跡がある。
イベント「"老兵"からの頼みごと/黒威の死神」では金融企業「黒威グループ」の雇われエージェントとして再登場し、ムネノリが奪ったアタッシュケースを取り返すために主人公と勝負する。勝負を重ねるうちに主人公たちの事情を知り、間接的ながら味方に着く。なお主人公の実力を今まで経験した出来事に例える。
通常の容姿は顔の左目に眼帯を着けている。エージェント時はサングラスをかけ、黒い服を着こなしている。また左目に黒威グループの最新技術によるドライバーに必要なあらゆる機能が搭載された義眼「赤い目」を取り付けている。
イベント「2台の猛獣と3人の弟子」では「黒威グループ」と再契約し、刺客として主人公の前に立ちはだかる。この時はタカがチューンしたRX-8に乗り換えている。

### 鬼面が来りて火花を吹く
"鬼面レーサー"シノブ
搭乗車種…Fairlady Z (S30) → FAIRLADY Z Prototype
S30のワンメイクチーム「鬼面衆」のリーダー。般若の面を被り、レーシングスーツを身に着けている。古風な口調で話す。
容赦ない性格の持ち主であるが、素顔はおかっぱ頭の和風美人。
バレンタインイベントでは、デレた表情のアバターが報酬として存在していた。
1周年イベント「一周年だヨ!ボス大集合!」では、ぎこちなく不慣れではありながらも、フレーフレーと主人公を応援していた。

### お嬢様はトヨタ2000GTが好き/疾走の令嬢 ～ルリ様はZ34の方がお好き～
"執事長"シュンヤ
搭乗車種…2000GT (MF10) / S2000 (AP1)
「大神財閥」の執事長。執事服を身に着け、眼鏡をかけている。
箱根を奔走する姉妹を捜索していた。
最初の頃は2000GTに搭乗していたが、1周年イベント「一周年だヨ!ボス大集合!」ではS2000に乗り換えている。
イベント「時をかけるドリフト」では主人命令で有給休暇を取るも、姉妹を心配するあまり「箱根クラシックカーフェスティバル」の会場に赴くが主人であるユウダイから「休暇を済ませていない」としてヘリコプターに押し込まれて追い返されてしまう。
気まぐれお嬢様 リリカ
搭乗車種…2000GT (MF10)
フルネームは「大神リリカ」。「大神財閥」の長女。茶色いロングヘアーで黒いリボンを付け、耳にLのピアスを付けている。
高飛車な性格で、よくシュンヤに命令したり質問を問いかけることが多い。搭乗する2000GTは彼女の物で無く、父親のものを無断で乗り回している。
イベント「時をかけるドリフト」では普段から運転禁止を言いつけられているにも関わらず、父親や執事の不在をチャンスに妹と共に「箱根クラシックカーフェスティバル」のドリフト大会に向けて主人公と奈美子に2000GTとスポーツ800を整備工場に持ち運ぶことを手伝わせる。修理先でたまたま出会った過去の時代から来たカケル(ダイキ)の車に対する情熱を見て修理を依頼。しかし修理時間の長さに耐え切れず勝手に2000GTを走らせてしまい、故障させたことでダイキに叱責されるが、見返すために打倒主人公を掲げ、自ら2000GTの整備を行うため彼の元に師事。次第に2000GTを家族のように扱うようになった。
「箱根クラシックカーフェスティバル」では父親が主催者だということを知って慌てるも「2000GT夫」名義で参戦し、準決勝にて主人公と対決し、計量を図るため燃料を走行距離ギリギリまで調節するもゴール寸前の所でガス欠となり敗北。しかしそれでも諦めることなく自らの手で2000GTを押してゴールに到着。レースには負けたが名家の体裁を守った。
疾走の令嬢 ルリ
搭乗車種…FAIRLADY Z (Z34) / SPORTS800 (UP15)
フルネームは「大神ルリ」。「大神財閥」の次女。ブロンドのロングヘアーで黒いカチューシャを付け、耳にRのピアスを付けている。
姉とは違い、おっとりした性格。冷静な一面もあり、ドラテクの飲み込みがかなり早い。
イベント「時をかけるドリフト」では姉同様、「箱根クラシックカーフェスティバル」に参加するため、車の「声」が聞けるようになるべく、アユムと共にスポーツ800を修理。しかしある時アユムがクラッチの修復しないまま走り出すも、状況を察知しておりクラッチが壊れたタイミングで停車。過ちをおかしてしまったと思うアユムに優しく接し励ました。
「箱根クラシックカーフェスティバル」では「ヨタハチ子」名義で参戦し、1回戦にて主人公と対決するが敗北。しかし車と共に自分なりの走りが出来たことに満足した。

### 双璧のダブルエース
限界突破のアカネ
搭乗車種…LANCER Evolution III GSR (CE9A) / LANCER EVOLUTION X Final Concept
フルネームは「赤城アカネ」。レーシングチーム「Twin Color」に所属する女性レーサー。長いポニーテールの髪型で赤いレーシングスーツを着ている。
活発で明るく、常に前向きな性格。よく無気力なソウマにはっぱをかけている。本気になると名前の通り、自分の出来る範囲を越えるドラテクを発揮する。
イベント「存在しない黒と蒼」では「大神グループ」専属ドライバーとして「箱根ラリー大会」に参加。大神家が用意し、「時風オート」が手を加えたランエボXファイナルコンセプトに搭乗。しかし大会前にGDBに乗ったソウマとのバトルに負けたことでランエボXを公道で乗りこなすことは出来ないと判断し、ランエボIIIで参加する。これまで自分の車の点検をほったらかしにしていたが、アユムからの喝をきっかけに改めて車と向き合うことを決意した。
冷酷な瞳のソウマ
搭乗車種…Impreza WRX STi (GDB-C)
フルネームは「青木ソウマ」。レーシングチーム「Twin Color」に所属するレーサー。寝癖がついた様な髪型で青いレーシングスーツを着ている。
普段から無気力でよくインプレッサの中で昼寝をしている。何事にも興味を示さないが、本気になると笑みがこぼれ、口調が荒くなる。
イベント「存在しない黒と蒼」ではサーキットスクールの講師として活動している。「龍崎グループ」専属ドライバーとして「箱根ラリー大会」に参加。

### "老兵"からの頼みごと/黒威の死神
"老兵"ムネノリ
搭乗車種…CORVETTE (C3)
フルネームは「ヤナギムネノリ」。老人ながらも未だ現役の走り屋。人呼んで「老兵のムネさん」。長い白髪と白髭で、ニット帽子を被っている。
擬音を交えた話し方と寒いダジャレが特徴。
1年前に黒威グループのメンバーとバトルをするも敗北。身に覚えのない借金を背負わされた上に娘のアヤが誘拐されたため、手がかりとなる黒威グループから大事な物が入ったアタッシュケースをたまたま奪い、娘を取り戻すための取引に応じさせるバトルを申し込むために主人公たちに協力を求める。
その後レインとのバトルに備えて作戦を経てるつもりだったがレインに捕まってしまい、カズキから脱出する抜け道を教えられるも、ぎっくり腰により脱出に失敗するが、同時にアヤと再会し、娘と入れ替わりに人質にされる。
主人公がレインに勝利したことでようやく解放され、親子で平和に暮らせることに安堵した。
ちなみに彼が奪ったアタッシュケースの中身は黒威グループ会長の孫が描いた会長の似顔絵だったため、主人公たちからすれば必要ない物だったため、カズキに返した。
なお借金の件は無効にされず、イベント「彼方からの来訪者」ではドリフト星人を捕えて一攫千金を目論んでいた。
"白衣の天使"アヤ / "堕天使"ネム
搭乗車種…Silvia spec.R (S15)
フルネームは「ヤナギアヤ」。ムネノリの娘。借金の連帯保証人となり行方不明となっていたが、父に危害を加えないことを引き換えに「ネム」という名前でレインの「専属ナース」として働かされていた。
レインから主人公とのバトルに勝てば自由の身になると約束されていたが、主人公に敗北しカズキからレインの命令により拘束されてしまうも、レインに捕えられていたムネノリと再会し、父と入れ替わりに解放される。
レインの「専属ナース」だったために彼を暴走を鎮める対処法を知っており、その対処法は本人のお墨付きであるため問題は無いとのこと。
普段の姿は赤い髪でナース服を着ている。「ネム」の時は銀色の髪で黒いナース服を着ていた。
"黒威幹部"レイン / "死神"レイン
搭乗車種…RK Coupe
金融企業「黒威グループ」の幹部。年齢は若く見え、紫色の髪で黒いコートを羽織り、髑髏のプリントが入った黒いシャツを着ている。
気分屋の上に目的を果たすためなら手段を選ばない傲慢な性格。自分がやったことを棚に上げたり、相手の約束を無効にしたりと自己中心的。
パートナーとして利用したアヤを人質にしたムネノリと入れ替わりに用済みと追い出し、アタッシュケースの奪還と同時に奈美子を新たな「専属ナース」にするため、主人公にバトルを仕掛ける。
レインの名の由来は「バトルに負けた者たちが実力の差に打ちひしがれ、涙雨で身を濡らす」ことから。そのため、自分の本気度を「天気予報・降水確率」に例え、100%になると「死神」のオーラを発動する。
しかし100%の力を発揮しても主人公に敗北。それを認めずに錯乱状態に陥り、カズキが取り押さえに入っても彼を浮かばすほどの力を出すが、アヤの巨大ハリセンをくらって気絶し、部下の黒服に運び込まれて退却させられる。
その後イベント「一周年だヨ!ボス大集合!」ではすっかりグループ内から落ち目が付いたことで主人公と奈美子に逆恨みをするも、現われたツバサによって何もできないまま眠り倒される。
イベント「2台の猛獣と3人の弟子」ではチューニングショップ「ショップ もうり」を乗っ取るため店の元従業員タカと手を組んで主人公を倒し、自分の地位を取り戻そうと企む。タカにRK Coupeをチューンしてもらうも、車との相性が合わずに敗北。その後手段を選ばず、主人公とタカのバトル中に部下を使って主人公を潰そうと企むが、タカが助けたことによって計画が失敗し彼と手を切る形で撤退する。

### 前門の虎、後門の狼
新入団員のリキ
搭乗車種…GTO (Z16A)
GTOのワンメイクチーム「虎」の団員。オレンジ色のリーゼントヘアーで虎柄の鉢巻を締め、学ランを着ている。
語尾必ずに「～ッス」と付けるどこか抜けた性格。よくナオカゲから注意を受けるもあまり理解していない。
副団長のナオカゲ
搭乗車種…GTO (Z16A)
GTOのワンメイクチーム「虎」の副団長。口髭を生やし、尖ったモミアゲとオールバックの髪型で虎柄の鉢巻を締め、学ランを着ている。
チームの副団長としてリキの教育係にあたってる。
団長のキヨマサ / "無敵団長"キヨマサ
搭乗車種…GTO (Z16A)
GTOのワンメイクチーム「虎」の団長。屈強な精神とそれに見合う鍛え上げられた体格を持ち、眉毛が髪に繋がっているかのように太く、髪には虎模様の様な剃り込みを入れている。青い学生帽を被り、上半身裸の上に虎柄が裏地の青い学ランを羽織っている。
ことわざを「虎」や「米」に置き換える変わった例え方をとる。
山盛りの米を平らげることで本領を発揮するため、団員たちに炊飯器と丼を用意させている。また「限界突破」の秘術という応援のエールの回数によって覚醒するようになる。
箱根制圧を掲げ、それを阻止する主人公と対決をすることとなるが、勝負を重ねるうちに秘術をもってしてても敗れたことに負けを認め、箱根の支配を諦めて立ち去るつもりだったが、バージニアとの対決に負けたため、彼女が立ち上げたチーム「Wolf（狼）」の一員になり、彼女に「限界突破」の秘術を伝授させた。
また特訓の際にバージニアが間違えて入れてしまった砂糖入りおにぎりが意外にも力を発揮するようにもなる。
"狼"のバージニア / "金狼"のバージニア
搭乗車種…CAMARO SS → CAMARO SS "Green Monster" → CAMARO SS "Green Gigantes"
フルネームは「バージニア・ムーンライト」。アメリカからやって来た女性ドライバー。金髪のロングヘアーで、耳が付いたフードパーカーを着ている。
言葉のアクセントが少し変わった話し方で、語尾に「～だナ」と付ける。
「虎」が箱根に居ると聞き、彼らに会うために団員とバトルした主人公に接近し、「限界突破」の秘術を体得する為にキヨマサに挑戦を申し込んで勝利し、「虎」を彼女が即決で作ったチーム「Wolf（狼）」の一員にさせた。秘術を体得したい理由は純粋に速さを追い求めるためであり、飲み込みが早く、短期間の内に秘術を体得することが出来た。秘術を発動させると狼の如く攻撃的な印象に変わり、覚醒すると金色に光り輝き、髪の一部が耳の様に逆立つ。
覚醒時での主人公とのバトル後、目的を果たしたため「Wolf（狼）」の解散を考えていたが、キヨマサたちの後押しがあったため「虎」と共に更なる高みを目指すことを決める。
イベント「彼方からの来訪者」ではドリフト星人と友達になるため、主人公と奈美子と共に行動することになる。元々はアメリカで活動していた女優で演技の才能もあったが、日本の車漫画のドリフトに影響され、両親の承諾も得て女優活動を休業して来日した経歴が明らかとなった。
姉のクーラに女優復帰を賭けたバトルに勝ち目が無いと考え、主人公に代行をお願いする。

### 1周年イベント「一周年だヨ!ボス大集合!」
白鳥ツバサ / "人形遣い"のツバサ
搭乗車種…MINI COOPER S (F56) / GT-R NISMO (R35) / Fairlady Z (Z32) XD仕様 ☆7 / R89C
作詞作曲、文筆業から映画監督、フィギュア造形にバラエティ番組の司会まで幅広く活動するマルチタレントであるが、本業はセラピストで心理学の博士号を取得している。美しく整った顔つきにブロンドの天然パーマな髪型、白いシルクハットと白いスーツを身に着けている。
少しキザっぽい所があり、まったく掴みどころがない人物。
当初はR35に乗っていたが、仕事の一つであるエッセイの締め切りが過ぎていたためにマネージャーから取り上げられてしまい、その間はセカンドカーであるクーパーを代用として乗っていた。
ガソリンタンクやニトロの購入、仕事の合間の気分転換に箱根を訪れているが、実はバトルで勝負した相手に催眠術を施して意のままに操る「人形遣い」と呼ばれる走り屋で、今まで自分と互角に渡り合える相手がいなかったため、主人公に興味を示した上で彼を最高のライバルに仕上げてバトルしたいがため、今までのイベントに登場したライバルたちに催眠術をかけ、主人公の下へと差し向けて鍛えさせていた。
主人公との真剣勝負で自分が勝利するシナリオを立てていたが、敗北を喫する。
実は不治の病に侵され、死ぬ前に最強のライバルと一戦を交えたかったことを告白し、周囲を巻き込んだ騒動に幕を閉じるため、谷底へとダイブして爆発するという最期を迎えるが、実際は演技とトリックであり、その翌日には何事も無かったかのようにTV番組に生出演していた。
またヒロシとの勝負に勝った約束で彼をモデルにしたコメディドラマ「アフロのヒロシ君」を制作し、その1年後に大ヒットした模様。単行本も執筆している。
イベント「彼方からの来訪者」ではSF洋画「KAIBUTSU -アフロのヒロシ君-」のプロデューサーを務め、ヒロシを「スター」に祭り上げた。
イベント「名探偵 相楽奈美子の事件簿」では仕事で地方を転々としている時にその地元で才能を持つ走り屋に興味を示し、彼らと交流した時に心の奥底に眠る「声」を軽い催眠術で引き出して夢の中で主人公とバトルをさせる暗示をかけ、同じく新型GT-Rを手に入れたことで、4人にスペアキーをそれぞれの持ち物の中に隠した上でその中から1人の人物にGT-Rの保管場所を伝え、自らの記憶を消した。主人公と奈美子にそのことを伝えた後に自らもGT-Rの行方と呼び寄せた4人のドライバーの成長を見届けるため同行することになる。実際にツバサが新型GT-Rのドライバーに選んだのはアキトであったことが判明する。
イベント「輝け☆アイドル魂（スピリッツ）♪～ポロリ（レアドロップ）もあるよ～」では「箱根アイドルドリフト大会」の主催者として登場。ユウキを「ダイヤの原石」と確信し、バックアップを務める。彼も主催者特権超シードとして「箱根アイドルドリフト大会」に参加するが、ユウキのために準決勝を敗退する。大会後はマサルとマサヨシの悪事を把握した上で、アイドルデビューの権利を貰ったユウキとアテナを自身の事務所に引き取ることを伝えた。

### 白い悪魔がやってきた! Death!Death!Death!
"二級悪魔"ミツクニ
搭乗車種…BRZ (ZC6)
KISSを髣髴とさせる悪魔系走り屋チーム「ミート・ザ・デビルズ」のメンバー。階級は「二級悪魔」。緑色のモヒカンヘアーで、漢数字「二」のフェイスペイントが特徴。語尾に必ず「～Death」と付ける。
ヒロシとのバトルに勝ち（実際はヒロシの自滅）、バトル後を観に来た主人公たちが彼と勝負することになり、「一級悪魔」に昇格するために主人公に何度もバトルを挑んでくる。
"ミート"のヨースケ
搭乗車種…SUPRA (JZA70)
キッスを髣髴とさせる悪魔系走り屋チーム「ミート・ザ・デビルズ」のメンバー。階級は「一級悪魔」。太った体型で、オレンジ色のフォークの様な尖った髪型で、白塗りの顔に「E」と「A」の文字、耳には「M」、「T」のピアスで「MEAT」を表している。鎧の様なジャケットを着用している。
チーム専属のチューナーで、爆高仕様のランエボVを手がけたのは彼であると言われている。
常に食べることが好きで、会話の最中でも口を動かしていたり、激しく動いても何かを食べているため、カクマからもそのことで呆れて彼のことを「ザ・肉」と呼んでいる。
ミツクニが何度も主人公に敗れているために腰を上げ、主人公とのバトルを重ねていく内に彼の実力を認めるようになり、親しくなる。
元々根暗な機械オタクだったが、アオイと出会ってチームの一員になったことで人生が変わり、彼女に感謝していると同時に恋心を抱くようになり、彼女が主人公に惹かれていることに不安を感じ、主人公に確認をとったり、明るく振る舞ったりして気を紛らわせていたが、アオイの後をつけていたミツクニが「二人が密会している」という証言に主人公にはぐらかされたと思い込み、彼と敵対するが、アオイが目的を伝えたことで誤解を解く。
実際チーム名の「ミート」は「MEET（会う）」の方であるが、当の本人は「MEAT（肉）」の方を「会う」の意味だと勘違いしており、他のメンバーも彼の誤字を指摘することは無い。
"ザ"カクマ
搭乗車種…SUPRA (JZA70) / FAIRLADY Z (Z34)
フルネームは「アツミカクマ」。キッスを髣髴とさせる悪魔系走り屋チーム「ミート・ザ・デビルズ」のナンバー2。階級は「一級悪魔」。赤いロン毛で白塗りの顔に「ザ」を模ったフェイスペイントが特徴。逞しい体つきで革ベストを羽織っている。
冷静沈着な性格で、会話の所々に「ザ」を付けているが、母音で読む場合は「ジ」ではなく「ザ」と発言していたり、ヨースケの「ミート」の誤字を指摘していないため英語は苦手な模様。
かつて茨城最速の走り屋として名を馳せていたが、「最速王者決定戦 in 茨城」にてアオイとのバトルに敗北して以来、彼女からテクニックを盗み、リベンジを果たすことを目標にチームの一員となった。
トーコとは幼馴染の関係にあり、彼女曰く「昔は爽やかなイメージだった」とのこと。トーコから好意を寄せられているものの、当の本人はまったく気づいていない。
イベント「夏だ！水着だ！！モンスターマシンだ！！！～灼熱の頂上バトル！～」ではノーメイクの姿で登場。ビーチでトーコと共にシャチボートの使用権を賭けて主人公にバトルを挑む。この時はZ34に乗り換えている。
"デビルズ"アオイ / 少女A
搭乗車種…SKYLINE COUPE (CKV36) / IMPREZA WRX STI (GRB)
キッスを髣髴とさせる悪魔系走り屋チーム「ミート・ザ・デビルズ」のリーダー。階級は「超級悪魔」。金髪の派手な髪型で、白塗りの顔に「DEVILS」の文字とチームエンブレムのフェイスペイントが特徴。露出度が高い服を着ている。
威厳に満ちた態度を取り、メンバー共々「地獄から来た悪魔」と名乗っているため「茨城」から来たとは言わず「地獄」から来たと徹底した役作りをしている。時々言い間違えて言葉を詰まらせたり、素がバレそうになった場合は「我は求め、訴えたり」と叫んで平常心を取り戻している。愛車のスカイラインクーペのことを「赤き竜」と呼んでいる。
彼女の原点でチームの由来ともいえる「クロスロード伝説」という語り草があり、免許取り立ての頃は運転が上手くなく、「夜12時にとある十字路に1人で車に乗っていたら悪魔が現われ、魂と引き換えに超絶ドラテクを授けてくれる」という噂を聞き、実際にその「十字路の悪魔」と出会ってドラテクが上手くなったと語っている。
箱根支配を目的にメンバーと共に乗り込み、メンバーを打ち倒した主人公と対決することになるが、彼に何故か惹かれたことから、素性を隠した上に素顔のまま「少女A」と名乗り、2月の頃にある目的で、主人公にチョコを渡すために何度も接近する。素顔は黒髪の清楚な容姿であるが、耳にチームエンブレムのアクセサリーを付けている。
その後主人公と奈美子、ヒロシに正体がバレ、メンバーも主人公と密会していることに不安を感じて駆けつけたため、主人公にチョコを渡す目的を語り出す。実は「クロスロード伝説」自体が半分実話であり、「十字路の悪魔」は悪魔風ファッションに身を包んだ男性のことで、アオイは彼から運転の練習を教わっていた。上達していった彼女は丁度2月だったこともあり、お礼にチョコを渡そうとするが「バトルに勝てたら渡す」と言われ、彼に勝てないまま14日のバレンタインデーの夜、彼は交通事故でこの世を去り、自分が速くなっていれば事故が無かったはずだと後悔し、彼の様なファッションを尊敬の証として身に着け、最速を目指すきっかけとなる。そして主人公がその男性の走りが似ていることから、彼の代わりにチョコを渡そうとしていた。
主人公との真剣勝負後は「走り屋」として彼と固い絆を結び、チーム一丸となって主人公に再挑戦することを誓い、別れを告げる。
イベント「強者どもの宴」ではベンケイに「赤い竜」を奪われてしまったため、「ケルベロス」ことセカンドカーであるGRB型インプレッサに乗り換えて「箱根ドリフト大会」に参戦。主人公の予選1回戦の相手となる。主人公との差を埋めるため奈美子に催眠術にかけてサポート役として引き込むも、レースに敗北。その後素顔の姿で再び現れ、主人公の優勝を応援した。

### 宝玉を継ぐもの
チンピラのマスミ
搭乗車種…CROWN ATHLETE (GRS204)
フルネームは「オオムラマスミ」。兄のマスジ同様ガラの悪い風貌の走り屋。ラインが入った金髪の5分刈りで、オレンジ色のタンクトップを着ている。
喧嘩っ早く粘着質な性格で、悔しがると「マジうぜぇ」と連呼する。相手に対して威圧的な態度をとっているが、肝心のドラテクはお世辞に上手いとは言えず、蛇行運転をしていたり、何かにボディを擦ったりしていた。
また愛車のクラウンも外装以外はまともなチューニングが施されていなかったが、奈美子からの指摘である程度はチューニングを施すようになる。
マスジから運転のことでダメ出しされているために兄弟仲は良くない。
たまたま中学の先輩であったヒロシと再会し、彼からの嘘を真に受けて慕うようになり、ドラテクも向上するようになる。
秘宝「神速の宝玉」の話を聞いて「武禄軒」に向かう途中に「神風連合」を目撃したことでヒロシの嘘がバレてしまうが、弟のドラテクの向上を否定したマスジに強く反論したヒロシを改めて感心。ヒロシと共に打倒兄のため宝玉を手に入れようと伝承者候補である主人公にバトルを挑むも敗北。しかし以前と見違えるほどドラテクが上手くなり、リーからも経験を積んでおけば更に上達するとまで言われた。
その後主人公とリーの対決をおとなしく見ていたが、バトル後に最高潮にまで光り輝く宝玉に目がくらみ、誤まって宝玉にヘディングしてしまい、谷底へ落とし紛失してしまう。思わずその時は逃げてしまったが、翌日ヒロシと共にリーに謝罪して許しを得られた。
追加エピソードでは紛失した宝玉を見つけようと探している最中に割れた宝玉と壊れていた魂ドリンクの自販機を見つけ、大量に飲み干したことでとてつもない力を発揮するが、主人公とのバトル後に飲み過ぎで腹を下して病院に運ばれることになる。
中華の達人リー / "白虎"のリー
搭乗車種…NSX-R (NA2)
箱根の中華料理店「武禄軒」の店長。太った体型で、福耳で口髭を生やした男性。コック帽を被り、白虎の柄が入った白いコックコートを着ている。
以前は横浜中華街で料理人を務めており、走り屋とドリフトバトルが好きなために箱根に店を構えることとなった。
根っからの話し好きであるが、他人の「気」を読み取る感覚を持つ。
現役時代においてドラテクの技術は凄まじく、「白虎」の称号を持った中華街界隈の超級ドライバーとして名の知れた存在でもあった。現在は体力の影響もあって多少は鈍るものの、未だ陰りを見せない程高い。
その腕を見込まれ、力を解くと最速を得られる秘宝「神速の宝玉」を前の所有者から託されるも解放させることは出来ず、次の伝承者に後を託すため引退を考えていた。
些細なトラブルを解決してくれた主人公と奈美子と親しい間柄となり、主人公の「気」に興味を示し、宝玉の伝承者の候補の一人として後押しした。
その後「伝承者決定戦」では「白虎」のオーラを発動。主人公が真剣勝負に勝った所で宝玉を渡そうとするが、マスミのヘディングで宝玉が谷底へ紛失してしまったことで落ち込んでしまうが、謝りに来たマスミとヒロシを責めることなく許した。
追加エピソードではマスミが宝玉を見つけ、割れた断面から神速は得るものでなく目標として追い続けるものと古代文字で記され、伝承が誤りであったことを知るが、主人公たちにはマスミのお見舞いに行こうという解釈に留めた。
序盤のバトルではシャンランのクーパーを借りていたが、本来の愛車であるNSXに搭乗する。
イベント「強者どもの宴」では娘のジョンクーパーを借りて配達中ベンケイにバトルで挑まれて敗北。車を奪われてしまったことで娘からお詫びとして大会優勝をまくし立てられて「箱根ドリフト大会」に参戦。主人公の予選決勝戦の相手となる。
レース中シャンランの提案により最も秘術の中で最難関の秘術「四神合体」による「麒麟」のオーラ召喚によって全力を尽くすも敗北。
中華娘々のシャンラン / "朱雀"のシャンラン
搭乗車種…JOHN COOPER WORKS (R56)
リーの娘で中華料理店「武禄軒」の看板娘。茶色髪の左右のお団子ヘアにシュシュを付け、朱雀の柄が入った赤いチャイナドレスを着ている。語尾に「～アル」と付ける。
あっさりとひねくれた性格で、言い寄ろうとする者に「秘孔を突く」と脅す。
「朱雀」の称号を持つ中華街界隈の超級ドライバーで、免許取り立てで無名だった頃に「中華街最強王者決定戦」で優勝をかっさらう程ドラテクの技術は高いのだが、当の本人がバトルにはあまり興味がなく、イメージを崩したくないためにやる気を出せずにいた。
しかし父が過労で倒れたことを心配し、主人公に積極的にバトルを挑むようになり、やがて「走り」の楽しさに目覚めるようになる。
父特製の月餅が好物で、食べる個数が多いほど実力を発揮する。「中華街最強王者決定戦」に参加したきっかけも優勝賞品が月餅一年分であったためである。
その後「伝承者決定戦」ではワンから秘孔術を教えてもらい、月餅を食べてツボを押すと同時に集中力を高め、「朱雀」のオーラを発動することが出来るようになる。
追加エピソードでは谷底へと紛失してしまった宝玉を主人公と奈美子と共に探すことになる。また月餅無しでも本気を出すことに成功した。
当方不敗のワン / "青竜"のワン
搭乗車種…SAVANNA RX-7 (FC3S)
横浜中華街の走り屋の一人。武闘家の出で立ちで、肩パッドに青竜の柄が入った青いカンフー服を着ている。口癖は「無問題（モーマンタイ）」、「有問題（ヤウマンタイ）」。
気が短く、暑苦しい性格。「当方不敗」と名乗っているが、負けたりすると理由を付けて無効にするため信憑性に疑わしい所がある。
リーとはドリフトバトルでの師弟の関係を持ち、バトルで勝利を重ねて中華街界隈の超級ドライバー「青竜」の称号を手にし、秘宝「神速の宝玉」を伝承するために「武禄軒」を訪れるもリーからは見込みが見られないと言われ、認めさせるために主人公にバトルを挑んでくる。
「当方不敗秘孔術」という、自らの身体に「禁穴」と呼ばれる禁断のツボを押して「気」を増幅し、身体能力を高めて本領を発揮する秘術があるが、使用後は筋肉痛になる問題点がある。
その後主人公に敗れたことで修行を重ねてパワーアップし、「伝承者決定戦」では「青竜」のオーラを発動することが出来るようになる。
仮面武闘のキョウ / "玄武"のキョウ
搭乗車種…SAVANNA RX-7 (FC3S)
横浜中華街の走り屋の一人。三つ編みの髪型の女性で、仮面を被り、玄武の柄が入った紫色のチャイナ服を着ている。日本語が話せないため、中国語で話す。
「仮面武闘流」という武術の使い手で「玄武」の称号を持った中華街界隈の超級ドライバー。秘宝「神速の宝玉」を伝承するために「武禄軒」を訪れるため、たまたま出会ったヒロシとのバトルに勝って道を尋ねるも、間違った道を教えられて途方に暮れていたが、主人公と奈美子に会ったところでようやく辿り着く。
「武禄軒」に訪れた際にシャンランからの助言で主人公にバトルを挑む。奥義「増加霊導拳（ますかれいどうけん）」を発動して本領を発揮する。
後にヒロシが前述のことを誠実に謝罪したことで許し、また先輩としての器に悩む彼を応援、ヒロシがそのお礼を述べたことへお返しに彼の前で素顔を見せた。素顔は目元辺りが黒く覆われているため明らかになっていないが、ヒロシ曰く「とびきりの美人」。
その後主人公に敗れたことで修行を重ねてパワーアップし、「伝承者決定戦」では「玄武」のオーラを発動することが出来るようになる。

### 赤蜻蛉と雀蜂
チャラリーマンのレン
搭乗車種…SKYLINE GT-R (BCNR33)→BCNR33 爆ハン仕様
フルネームは「サクマレン」。自動車用品会社「クオックス・モーターズ 箱根店」に勤める会社員。オレンジ色の無造作な髪型で赤紫色のスーツを着ている。
見た目通りチャラチャラした軽い性格で、軽率な言動で同僚のサトミや上司のアカイとの関係を悪くしていた。
兄のジンと比べて劣等感を抱き、自信を失いかけていたが、奈美子から「自分の兄」の話を聞いたお蔭で自信を取り戻し、兄に対して向き合うようになっていく。
内心サトミに好意を寄せており、彼女のことをからかっていたのも手のひらを返したものである。
その後主人公と兄に勝つ目標を持って「GT-RED」のメンバーとなり、「ハンドリングのキレが良い」という点でアカイの手によりR33を爆ハン仕様に施される。速くなる方法に考え込んでいたが、仕事でのクレーマーだったマスミと再会し、彼との会話で「ひたすら走り込む」という答えを見つけ実力を高めていくようになった。
"爆走田舎OL"サトミ
搭乗車種…SKYLINE GT-R (BNR34)→BNR34 爆エコ仕様
自動車用品会社「クオックス・モーターズ 箱根店」に勤めるOL。額を見せた三つ編みの髪型で丸眼鏡を掛けている。青森出身で津軽弁で話す。
元々おとなしい性格で普段から方言で話していたが、同僚のレンに方言のことをからかわれたせいで控えめな標準語で話すようになり、人目が付かない場所で大声で叫んでストレスを発散していたところを主人公と奈美子と会い、相談とバトルを重ねる内に打ち解け、本来の自分を取り戻す。
ドリフトバトルとは無縁だったが、主人公とのバトルで楽しさに目覚め、才能を開花していく。
レンのことを悪いとは思わず、むしろ自信を失いかけていた彼を心配していたりと気にかけているも、彼が好意を寄せていることには気づいていない。
その後主人公に勝つ目標を掲げて「GT-RED」のメンバーとなり、「いつでも走りやすい」という点でアカイの手によりR34を爆エコ仕様に施される。自分に足りない所を自問していたが地元を走っていた頃、車との「一体感」をレンとの会話で思い出し、格段に腕が上達していった。
学者チューナーのジン
搭乗車種…SKYLINE GT-R (BNR32)→BNR32 爆高仕様
フルネームは「サクマジン」。レンの兄で横浜の大学の考古学准教授。白衣を羽織い、迷彩柄のつなぎを着ている。
冷静であるが、物事に熱中すると周りが見えないほど探究する。趣味の一環であるがドライバー、チューナーとしての腕も一流で業界でも名が知られている。
伝説のチューナー「赤蜻蛉」に興味を示し、「赤蜻蛉」が手掛けたR32を運良く手に入れ、見かけでは分からない高性能の秘密を解明していた。主人公とのバトルで車との「違和感」の謎を解き明かし、一度自らのフィールに合うチューニング仕様に施した。
アカイが「赤蜻蛉」だったことを知り、彼から車との向き合い方を学ぶためチーム結成を提案。「GT-RED」のメンバーとなり、アカイとの共同制作によりR32を爆高仕様に施した上に改良を重ね、残りの「一体感」を得る為、走り込みで更なる飛躍を遂げるようになる。
アカイ課長 / "赤蜻蛉"のアカイ
搭乗車種…SKYLINE COUPE (CKV36)→SKYLINE GT-R (BNR34) HIGH SPEC "赤蜻蛉"→SKYLINE GT-R (BNR34) HIGH SPEC "真・赤蜻蛉"
自動車用品会社「クオックス・モーターズ 箱根店」に勤める社員でレン、サトミの上司にあたる人物。七三分けで前髪の一部が白髪の眼鏡をかけた中年男性。灰色のスーツを着ている。
気が弱く、謙遜な性格。不器用であるが、ドラテクや整備の腕は高いことは確か。
実は伝説のチューナー「赤蜻蛉」と呼ばれた人物であったが、20年前にある理由で表舞台から姿を消し、自分の過去を隠していた。
彼のチューニング哲学は高性能なパーツを一切取り付けず、車とその所有者との「一体感」により性能を向上させている。また「赤蜻蛉」の名前は彼が手掛けたR34のことを指し、彼がチューンを施した車は証にドアの裏側に赤蜻蛉のステッカーが貼られている。
主人公とのバトルを重ねる内に走りへの想いが蘇り、ガレージに眠っていたR34「赤蜻蛉」に乗り出すと同時に、ジンの提案によりGT-Rのチーム「GT-RED」を結成。しばらく乗っていなかったR34をセッティングなどの調整を重ねて最高のものに仕上げ、主人公に挑む。
ヒカリとは元夫婦の関係で、彼女に技術を伝えていくうちに結婚、地道な生活を送るために二人でチューニングショップを開く予定だったが、当時新車で入手困難であったR34を手付金で手に入れたことが原因でヒカリに別れを告げられ、ショップの件も白紙となる。その後一人でR34「赤蜻蛉」を作り上げ、各地で快進撃を遂げるも喜びを分かち合ってくれた彼女が居ないことに虚しさを感じ、表舞台から消えていった。
その過去に燻ぶっていたことがあったため、ヒカリとのバトルでは本気を出せずに敗北したが、彼女と主人公とのバトルを見て、走り込みやセッティングを更に重ね、全盛期の頃を取り戻し、主人公、ヒカリとの三つ巴の対決でヒカリと互角の戦いを繰り広げ、惜敗するも悔いのない結果、自分自身と向き合えたことに安堵した。その後ヒカリと復縁し、主人公に再挑戦するために共にマシンを組み立てている。
電光石火のヒカリ
搭乗車種…S2000 (AP1) HIGH SPEC "雀蜂"→S2000 (AP1) HIGH SPEC "真・雀蜂" / RX-7 (FD3S)
フルネームは「ナルカミヒカリ」。浅草のチューニングショップ「スピードショップ・ライトニング」代表。前髪の一部が稲妻の様な黄色い巻き髪に茶色のロングヘアーで、黄色いレーシングスーツを着ている。
「最速王者決定戦 in 台場」での10連覇をはじめ、数々の記録を保持する有名女性チューナー。
とある目的で「赤蜻蛉」を倒すために素性を隠し、走りのオーラが似ている主人公とのバトルでS2000「雀蜂」のセッティングやチューニングを調整、完成させていた。
彼女のチューニングは「赤蜻蛉」のチューニング哲学に反した短期決戦型の攻撃仕様となっている。
実は「赤蜻蛉」ことアカイの元妻。当時レディースで「麗泥魔鈍奈（れでぃまどんな）」の初代総長だった若い頃に単車でアカイとのバトルに敗北し、チューニングを知るために彼の元へ弟子入り。後に結婚して地道な生活を送るつもりだったが、アカイが最速を追うために手付金でR34を購入することを了承するも、それに耐えられずに彼のもとから去っていった。
現役復帰したアカイとの真剣勝負を望んでいたが、バトルにあっさりと勝利したことに落胆し、新たなターゲットとして主人公に挑んでくるが、それは未だ過去を向き合えずにいたアカイに向き合わせるためにしていた。
主人公、アカイとの三つ巴の対決でアカイと互角の戦いを繰り広げて勝利するが、彼との本気のバトルが出来たことに満足。その後ヒカリと復縁し、主人公に再挑戦するために共にマシンを組み立てている。
なお、年齢のことについてはご法度で、尋ねられたり「四十代」と言われると容赦しない。
イベント「強者どもの宴」ではベンケイには勝利するもウシワカとのバトルで「雀蜂」を奪われ、イズミからFD3Sを借りて「箱根ドリフト大会」に参戦。主人公の本戦の二回戦相手となる。

### 箱根の沙汰も金次第
たこ焼き屋のミサキ
搭乗車種…LANCER Evolution IX MR GSR (CT9A)
大阪から来たエンジン専門の女性チューナー。ウェーブがかった三七分けの髪型が特徴。関西弁で話す。
レーシングチーム「ブラックスワン」からエンジンチューンの依頼を受け、調整に行き詰っていたため箱根に訪れる。同時に滞在中はたこ焼き屋「たこスピ」を開いて、生計を立てている。
主人公と奈美子が最速の走り屋を目指していることを聞いて親しくなり、テスト走行に付き合う形でバトルをする。
愛車のランエボIXに依頼されたエンジン「たこ焼きエンジン」を搭載し、セッティングと馴らし運転を繰り返し、ほぼエンジンを完成させた。
チューナーだったためドラテクの方はイマイチだったが、次第に上達していくようになる。
テルの目的を知った後は彼にたこ焼きの作り方を厳しく指導し、彼の怠けた性根を叩き直した。
またおまけとして「たこ焼きエンジン」に音声認識型会話機能をこっそり取り付けたことが功を成すことになる。
ボンボンのテル
搭乗車種…LANCER EvolutionVIII MR GSR (CT9A)
フルネームは「銭持テル」。銭持兄弟の三男。お坊ちゃまのような風貌で、小太りの体型にマッシュルームカットの髪型が特徴。語尾に「～もんね」と付ける。
常に手にはキャンディーとたこ焼きを持っている。部下の黒服のことを「下僕」と呼んでいる。
初対面の人に対して常に上から目線で話し、自分の思い通りにならないと愚痴をこぼす。
ミサキの作るたこ焼きに感激し、彼女を専属のたこ焼き屋として雇おうとし、それを阻止しに来た主人公と奈美子に勝負を挑む。
チューニングを内装のものを最高級の品質に交換すれば速くなると誤解していたが、走り込みは欠かさずに行っているため、ドラテクは上達している。
その後マサル、タケルと共に主人公にリベンジを果たすべく、部下がミサキのノートを手に入れたことで「たこ焼きエンジン」を再現したエンジンを搭載、主人公にバトルを挑むも敗北する。実はミサキを雇おうとした目的は、彼女の味が末弟のセイが好きだった味と似ていたことだったため、主人公との勝負に負けた約束として彼女からたこ焼きの作り方を教わる。彼女の厳しい指導を渋々受けながらも、自分で作ることに楽しさを感じ始め、彼女の弟子として「たこスピ」で働くことを決意。心を改めた。
マッチョのタケル
搭乗車種…LANCER EvolutionVIII MR GSR (CT9A)
フルネームは「銭持タケル」。銭持兄弟の次男。鍛え抜かれた肉体とスキンヘッドが特徴。語尾に「～マッチョ」と付ける。常にダンベルを持っている。
毎日欠かさず筋力トレーニングを続け、自ら設計した乗馬マシン「マッチョスター1号」やシミュレーター型の「マッチョスター2号」、特製プロテインを作ったりなど筋肉のことに関して積極的である。
筋肉のためのテーマパーク「マッチョパーク」を建設することが夢であり、ハルカの「カーファクトリー・ピット」が丁度いい土地の広さだったため、彼女から土地を買い取ろうとし、それを阻止しに来た主人公と奈美子に勝負を挑む。
その後マサル、テルと共に主人公にリベンジを果たすべく、「たこ焼きエンジン」を再現したエンジンを搭載して主人公にバトルを挑むも敗北。
愛車のランエボVIIIを鍛え上げるために悪路を走らせたり、ボディにヘコミや傷を付けて強化を図ったと思っていたが、ハルカから「車を大事にしていない」という言葉に胸を刺され、洗車や板金塗装などで車を綺麗な姿に変え、乗り心地が変わったことで初めて車に対して無知だったことを痛感し、「マッチョパーク」の建設計画を凍結。「ピット」の常連客となり、心を改めた。
建設目的は、末弟のセイが病弱だったこともあって体に苦労を持った人たちのためを想って作ろうとしていた。
イベント「箱根ドリフト捕物帳」では主人公たちに協力するために「筋肉GPS」という特技を使い、ロードスター強盗一味を的確に見つけ出すも、腕の振り過ぎでダウンしてしまう。
成金のマサル
搭乗車種…LANCER EvolutionVIII MR GSR (CT9A)
フルネームは「銭持マサル」。銭持兄弟の長男。角刈りの髪型でサングラスをかけ、金色の目立つ装飾に溢れている。歯は全て金歯に差し替え、本気を出すと金色に輝く。語尾に「～ガネ」と付ける。
「銭持グループ」代表でディーラーショップ「銭持販売」のオーナー。高性能なパーツを安く売るという如何わしい商売をしている。
非常にいやらしく、成金を絵に描いたような性格の持ち主で、トーコの「BNワークス」の向かいに店を設立して彼女の店を潰そうとし、それを阻止しに来た主人公と奈美子に勝負を挑む。
ヨースケやヒカリにチューンの依頼や「たこ焼きエンジン」を再現したエンジンを搭載してマシン強化を図るも、肝心のドラテクが下手なためになかなか主人公に勝てずにいたが、サトウをコーチとして雇い、基本的なドラテクを教わったことで腕が上達するようになる。
商売を始めた目的も末弟のセイのためにあり、とにかく儲けてチェーン展開で世界中に店を立てて彼の目に入れるようにしようと考え、改心したタケルとテルにも心を改めるように促されても、主人公に何回負けても自分の信念を貫くために意地を張っては負けを認めずにいた。
「秘密兵器」であるセイを利用して主人公を倒そうと目論むが、セイに自分の企みがバレてしまい、ケジメをつけるためにどちらかが勝っても負けてもタケル特製プロテインを飲む約束をされ、バトル後は約束を守って飲み干し、心を改めた。
イベント「箱根ドリフト捕物帳」では自ら経営する金融会社から借金をしているヨシノブから非合法な手段で彼が所有する車を差し押さえて「飛燕」を手に入れ、ロードスターのイベント「箱根ロードスターフェスティバル」の抽選品として売ろうとするがヨシノブたちに取り返されてしまう。
その後非合法な手段で手に入れたことが周囲に発覚したことでヨシノブから奪った車を正式に返すことで観念し、警察に介入されると面倒事に巻き込まれたくないために彼が自首することを思い留めさせた。
イベント「輝け☆アイドル魂（スピリッツ）♪～ポロリ（レアドロップ）もあるよ～」では芸能業界に着目し、「箱根アイドルドリフト大会」のスポンサーとなる。自身がスカウトしたアテナを優勝させるため主人公に様々な手段で妨害しようとするもことごとく失敗。それに気づいたアテナにも見切られそうになり、スポンサーのイメージダウンを防ぐため、大会最終日は手出ししないことを主人公らに約束する。大会後は主催者であるツバサに八百長を把握されていることを受け、不正の暴露を恐れてアテナの事務所移籍を許した。
ブラックスワンのセイ
搭乗車種…LANCER Evolution IX (CT9A) "BlackSwan" / FAIRLADY Z (Z34)
フルネームは「銭持セイ」。銭持兄弟の末弟。目元以外は3人の兄とは似つかぬほどの美形。金髪のオールバックで後ろ髪を束ねた髪型で、レーシングスーツを着ている。普段は情報過多で疲れないように目を閉じている。
レーシングチーム「ブラックスワン」に所属するプロレーサー。あるレース中に起こった大事故の中を無傷で走り抜けたことから「奇跡のレーサー」の異名を持つ。
礼儀正しい性格で、また車の「声」が聞こえるという第六感の持ち主。ランエボIXのことを「スワン」と呼び、彼の「声」を聞いてコースのルートを読み取ることが出来る。
兄弟仲は良く3人の兄から大事にされている。多忙のため兄たちとはなかなか会えずにいたが、マサルからの連絡を受けて箱根に訪れた。
マサルに促されて主人公と対決することになるが、搭載された「たこ焼きエンジン」の「声」を聞いてマサルの企みを知り、彼のことを想ってケジメをつけるようにタケル特製プロテインを飲む約束を取り決めて主人公と対決する。
イベント「強者どもの宴」ではベンケイとのバトルで「ブラックスワン」を奪われてしまったため、セカンドカーであるZ34に乗り換えて兄たちと共に「箱根ドリフト大会」に参戦。主人公の本戦の一回戦相手となる。
主人公にどう距離を縮めていけば悩んでいたが、ミサキとテルの会話から「誰かに相談する」ということを聞き、自分から兄たちに相談した結果、兄たちから最大の激励をもらった上、今まで「ブラックスワン」に頼っていたことに、自分も成長していかないといけないと悟り、覚醒するも惜敗を喫してしまう。

### 2周年イベント「彼方からの来訪者」
ドリフト星人α & β
搭乗車種…Dart GT
箱根に突如現われた宇宙人。姿は「しんぐんデストロ〜イ!」のドリスピコラボイベントに登場したのと同一で、αは青っぽい色に対し、βは緑っぽい色が特徴。
主人公と奈美子などの箱根のドライバーたちが本物の宇宙人と思い込み、捕まえようと躍起になるが、その正体は野次馬ドライバーの2人がバイトのために着ていた着ぐるみだった。
彼らが現われたのもSF洋画「KAIBUTSU -アフロのヒロシ君-」の話題作りの一環であった。
P専用ドリフト星人
搭乗車種…Dart GT
ドリフト星人のリーダーと思われる宇宙人。赤っぽい個体で角が生えている。
その正体は白鳥ツバサで、SF洋画「KAIBUTSU -アフロのヒロシ君-」のプロデューサーとして出演を兼ねて着ていた。
暴れ馬のマシュー
搭乗車種…CHALLENGER SRT8
フルネームは「マシュー・ゴメス」。アメリカ出身のアクション男優でSF洋画「KAIBUTSU -アフロのヒロシ君-」のメインキャストの一人。大柄な金髪の黒人男性。やや片言口調。
映画『エリミネーター』で主役で有名。その映画で使われたセリフ「I'll be there.（あそこに行くぜ）」が口癖。
見かけとは裏腹に控えめな性格で、口下手であるため台詞を発することは少ないが、道端に落ちているゴミを拾い集めたりとマナーを守っているなどしっかりとしている。
映画に関わっている人物の中で唯一ヒロシを本物の「スターでチャンピオン」と思い込んで擁護していたが、主人公たちとのバトルを重ねて誤解を解き、自分の意志で意見を述べたりと成長した。
美の化身ノア
搭乗車種…CHARGER SRT8
フルネームは「ノア・ウォーカー」。アメリカ出身の男優でSF洋画「KAIBUTSU -アフロのヒロシ君-」のメインキャストの一人。女性っぽい容姿でドラァグクイーンを彷彿とさせる奇抜な衣装を着ている。オネエ言葉で話す。
表情豊かで幅広い演技力が特徴であるがヒステリックな性格で、奈美子が失神寸前に陥る程のお喋り好き。ただし恋愛話については禁句。
ヒロシが本物の「スター」でないことは理解しており、彼を撮影環境の「滑稽役」としてあしらっていた。
ドリフトバトルを「お遊び」と見下していたが、主人公とのバトルを重ねる内に高揚感を感じ、俳優活動で見失っていた本当の自分を取り戻せるようになり、他人に対して慎み深く接するようになった。
怪獣監督マルコ
搭乗車種…Charger R/T
ハリウッドの映画監督でSF洋画「KAIBUTSU -アフロのヒロシ君-」の監督。口髭を生やして眼鏡をかけ、丁髷の様なモヒカンヘアーが特徴。ワギャンランドのワギャンのプリントが入ったシャツを着ている。
数々の有名映画の監督を任せられる程優れた人物で、ツバサですらも先を読めない独自の思考を持っている。映画製作に対して真剣に取り組む姿勢を見せるが、テンションが高くなると自分の世界に入りこみ、子供の様な一人芝居を始めてしまう癖を持つ。
ドラテクの腕も高く、マシューやノアも彼から教わっていた。
ヒロシの要望でツバサと共に、映画撮影のために箱根全面を占拠計画を立てていたが、主人公がバトルと同時にロケハンに協力することで計画を取り消すことを約束、引き換えに主人公と奈美子に映画出演をオファーする。
伊達男ランベルト
搭乗車種…CTR
アメリカ・シカゴ出身の有名ハリウッドスターでSF洋画「KAIBUTSU -アフロのヒロシ君-」のメインキャストの一人。鼻筋が高い二枚目の顔立ちで、金髪の外にはねた髪型が特徴。
草レースに出場するほどのレース好きで、箱根の凄腕ドライバーである主人公に興味を示し、映画撮影にいち早く来日した。
業界内では数々の女優に手を出し、共演NGが多い女たらしという不評が絶えないが、実際は車の「イエローバード」に愛情を注ぐほど車を愛し、車を大切に理解してくれる女性パートナーを求めていただけであった。また築き上げた財産も車に充てているため、見かけとは裏腹に貧乏セレブである。
主人公とのバトルで熱い絆を分かち合うようになる。
完璧女優クーラ
搭乗車種…Countach LP500 / LANCER EVOLUTION X (CZ4A)
フルネームは「クーラ・ムーンライト」。バージニアの姉でアメリカ出身の女優。SF洋画「KAIBUTSU -アフロのヒロシ君-」のヒロインを務める。妹とは対照的に銀色の様な色合いが特徴。
役作りのためなら監督の要求をより完全な形で表現することから、監督たちの間では彼女のことを「完璧女優」を揶揄する隠語が生まれた。
ドラテクも役作りの一環として技術も優れ、ハンドルを握ることに一ヶ月足らずでランベルトとのレース対決にも勝利し、来日した際にはマルコ監督の要望で関東の峠に赴き、数々の走り屋に勝利している。
奔放なバージニアに芸能活動を復帰させるために彼女とのバトルに勝利して連れて帰ろうとするが、バージニアに代行を任された主人公にバトルを挑む。
彼女と和解するために地元のお土産を持ってくる主人公と奈美子に次第に心を許し始め、妹が日本に滞在する理由もを理解したことで帰国話を取り下げた。
また日本食、特に即席ラーメンにハマるようになり、撮影終了して帰国後も理由をつけて来日しようとしていた。
イベント「強者どもの宴」ではお忍びで来日していたところベンケイにバトルを挑まれ、ちょっとした気のゆるみで敗北、カウンタックを奪われてしまう。当初は車を失ったことに気にしていなかったが、車を失って立ち往生していたところ一部始終を見ていたミサキからランエボXを貸され、「大会に優勝すれば車を取り戻せる」ということで半ば強引に「箱根ドリフト大会」に参加、主人公の予選2回戦の相手となる。
あまり素を出すことに抵抗している上に助けに来てくれたミサキに申し訳ないと思って参加したが、主人公とのレースで走りへの情熱に目覚め、全力で挑みにかかるも敗北。主人公に後を託した。

### 箱根ドリフト捕物帳
自警団のリンタロウ
搭乗車種…Roadster (ND5RC)
箱根自警団のリーダー。岡っ引の格好をして、丁髷のかつらを被っている。
江戸っ子気質で、それに似あった口調で話す。時代劇「三匹が盗る!」に登場する岡っ引役者「平七」に憧れてこの格好をしている。
箱根で車上荒らしや車強盗が頻繁に発生しているため見回りにあたっていたところを主人公と奈美子と出会い、親しくなる。
車強盗の件でヒロシから主人公が犯人であるといういい加減な推理に一度主人公を疑うも、誤解を解く。
ヨシノブとは面識があり、彼が車強盗の首謀者だったことに困惑していた。
イベント「ドリフト西遊記」でカツラの下が坊主頭であることが判明。
電波のワカナ
搭乗車種…Roadster (ND5RC)
科学者の格好をした女性で、ロードスター強盗計画の参加者。後髪をまとめた紫色の髪型にアンテナのような髪飾りを付けている。
宇宙に関連した言い回しが特徴で、口癖は「宇宙的に考えて」。
ある支援施設の元で育ち、施設の運営をヨシノブが負担していたため、里帰りした際に彼が抱え込む事情を知り、奪回計画に参加。
福引を利用してハルカが家族と温泉旅行に行かせている間に彼女に変装、「ピット」にマサルの所から奪回した数台のロードスターを保管し、正体がバレる前に全て運び去った。
その後ロードスター「飛燕」を盗みに入る前に主人公たちに見つかって捕えられるが、ヨシノブの放った白煙で上手く逃げ切った。
「箱根ロードスターフェスティバル」のイベントの最中に「飛燕」を奪還、他の三人の庇うために自ら主人公にバトルを挑む。バトル後はリンタロウに捕まる前に白煙で逃げ去る。
年齢のことについてはかなり気にしている。
主人公に敗北した後は彼らを先に行かせ、自らはヨシノブの借金の原因を調べ、マサルの経営する金融会社の実態を暴いた。
メイドのメイ
搭乗車種…Roadster (ND5RC)
メイドカフェ『ドリ猫』のNo.1メイドで、ロードスター強盗計画の参加者。猫耳リボンを付けた銀髪のロングヘアーでメイド服を着ている。
律儀で丁寧な言葉遣いで話し、語尾に「にゃ」と付ける。元々本当のメイドとして働いていたが、「萌え」を勉強するため今の仕事に転職した。
ある支援施設の元で育ち、その施設の運営をヨシノブが負担していたため、里帰りした際に彼が抱え込む事情を知り、奪回計画に参加。
トーコに偽りの商談を持ちかけて出掛けている間に彼女に変装、「BNワークス」に別の場所から奪回した数台のロードスターを保管していたが、正体がバレる前に全て運び去った。
その後ロードスター「飛燕」を盗みに入る前に主人公たちに見つかって捕えられるが、ヨシノブの放った白煙で上手く逃げ切った。
その後主人公たちに見つかり、男性ファンを利用して身を隠そうとするも失敗。トーコから「ヨシノブに恩を仇で返している」と言われて心に迷いを見せる。
ヨシノブを助けるため主人公とバトルするが捨て身覚悟の走りでガードレールに接触事故を起こし、軽傷であったがヨシノブに心配されたことで身を引いた。
慢性疲労のキクオ
搭乗車種…Roadster (NCEC) ☆7
ある支援施設の職員でロードスター強盗計画の参加者。細身の青白い肌、陰気めいたやつれた顔が特徴。
職務の多忙でまともに睡眠をとれず、無気力でよく「しんどい」と愚痴をこぼしているが、目的を果たすためならそれなりに任務をこなす。
ヨシノブから施設の職員になった祝いでロードスターを譲ってくれたことに恩を感じ、施設を守るために彼の奪回計画に参加した。
奈美子に変装して、彼女が不在の隙に主人公に接近し、主人公と奈美子を仲違いさせようとするも失敗。
その後ロードスター「飛燕」を盗みに入る前に主人公たちに見つかって捕えられるが、ヨシノブの放った白煙で上手く逃げ切った。
「飛燕」を取り返したヨシノブを助けるために主人公とバトルをするが、走ることに楽しさを感じ始め、過労を覚悟に全力で挑み、敗北後は眠りについた。
起床後は調子を取り戻したのか今までにない高いテンションを見せて主人公にバトルを申し込むも、バトル後は体力を使い果たした。
カゼマカセのヨシノブ
搭乗車種…Roadster (NCEC)"飛燕"
ロードスター専門の中古車ディーラー「カゼマカセ」のオーナー。眼鏡をかけた白髪の年老いた男性。「風」に関連する言葉を交えて話す。
伝説のチューナー「土ノ湖の烈風」の名を持ち、ロードスター「飛燕」の持ち主。
一連のロードスター強盗計画の首謀者であり、マサルが経営する金融会社からの借金によって売る車を差し押さえられたため開店休業状態となり、自ら惜しみなく負担している支援施設を守るために車を取り返そうと奪回計画を始める。
最初はマサルから「飛燕」奪還に成功するも主人公に捕まり、返したことで一度は失敗するが、「箱根ロードスターフェスティバル」で「飛燕」奪還に成功。
しかし主人公たちに追い込まれてしまい、盗んだ車を返すことと引き換えに「飛燕」で真剣勝負を申し込む。
その後周りに迷惑をかけたことで自首を決意するが、皆からの説得とマサルが自らの悪行を反省したため車自体は取り戻したことで思い留まり、各所にお詫びに行きながら店を立て直すことに励む。

### 春一番の家族ゲーム
桜花のツヅラ
搭乗車種…Dart GT
権田原家の末妹。名前のツヅラは芸名。未成年と間違われてしまう程の小柄な美少女。大学四年生で年齢は22歳。裾が長い和服の様な桜色の衣装を身に纏っている。
天真爛漫な明るい性格で、未熟ながらも要領よくできる。
父が事業で考案した「キツキャラ」の強引な活動が逆効果であることに気づいていない父と兄たちに説得をするため、主人公と奈美子に協力を求める。
しかし父から「今まで自分一人で掴み取ったものはあるか」と諭され、主人公たちに頼らずして父の考えを改めさせるために箱根の走り屋たちに無差別にバトルを申込み、キツキャラ事業反対運動の協力を促していたが、奈美子から自分から頼ることと相手から手伝うことによる誤解を解き、主人公たちが手伝ってくれることに感謝した。
また次第にキツキャラに対しても強引なやり方で進めようとする父に対抗して、清楚な格好で役所に自ら作った企画書を提出し、父の考えを改めさせた。
その後は学生発の行政とのプロジェクトのリーダーとして注目し、父と共に熱心に取り組み、また姉のツクモのナビ担当となり姉妹で最速を目指すことになった。
剛気のモノノフ
搭乗車種…Dart GT
ツヅラの兄で権田原家の次男。上半身裸のプロレスラー姿でオオルリのマスクを被っている。性格は真面目で努力家。
相談サイトを立ち上げており、的確なアドバイスから人気が高い。
兄と父と共に着ぐるみ集団「箱根八里」の看板「キツキャラ」で成功を収めようと奮起。箱根の自然をこよなく愛し、開発によって失われつつある箱根の自然を売り上げ金で森を守ろうと考えていた。
営業先で名前を売るため奮闘するも妹、主人公と奈美子に説得を促されるが、ドラテクの腕を磨いて主人公にリベンジする目標に切り替える。
相談サイトにツヅラが匿名で投稿した「家族」の相談事に次第に心が揺れ、主人公との全力のドリフトバトルに敗れたことで強引な活動する考えを改めた。
その後は行政と共に箱根の自然理解を深めるため、ガイドとして活躍している。
剛毅のマスラオ
搭乗車種…Dart GT
ツヅラの兄で権田原家の長男。保育士で、右腕にミスタードリラーのホリ・ススムのパペットを付け、ヒナコウモリのマスクを被っている。世話好きで勤務先の保育園の子供たちからも親しまれている。
母がいなかった権田原家の母代わりとして弟妹の面倒を見てきた。
弟と父と共に着ぐるみ集団「箱根八里」の看板「キツキャラ」で成功を収めようと奮起。自身も保育士をしながらマスクを被ってアピールしている。
穏やかであるが厳しく、家族総出の計画を辞めさせようとする妹のツヅラ、主人公と奈美子に敵意を見せる。
しかし妹を心の底から心配しており、彼女を未だ一人前の大人として認めずにいた。
主人公との全力のドリフトバトルに敗れたことで自らの過ちを認め、考えを改めた。
天下のケン
搭乗車種…VIPER SRT10
ツヅラたちの父親。熊の着ぐるみに股旅の格好をしている。現実主義で何事にも慎重に考えている。
広告代理店勤務で『トレンドを生み出す天才』という腕利きの仕掛け人として有名。
着ぐるみ集団「箱根八里」の事業の立案者。ゆるキャラの対極「キツキャラ」を考案し、人脈を生かして各所から資金を集め、強引なやり方で活動することが発端で娘のツヅラと対立してしまう。
亡き妻が好んだ場所が箱根だったために恩を返す形として箱根で活動を始める。
自ら箱根の頂点となって皆に「キツキャラ」を認めさせるために主人公と奈美子に協力を求めようとするが、幾度バトルに敗れたため、しばらくは箱根での活動を自粛するも事業を諦めずにはいた。
その後ツヅラたちの事業方針を「非効率」として抵抗し、娘が作った役所公認の企画書を見ることにも拒んでいたが主人公との全力のドリフトバトルに敗れたこと、娘の企画案を読んで彼女が成長したことを認め、家族との関係が丸く収まった。
ツヅラのプロジェクトの元、補佐として広告業界を暗躍して彼女をサポートしている。
岩隠れのツクモ
搭乗車種…M5 F10M
ツヅラの姉で権田原家の三番目の長女。石仮面を被り、裾が長い和服の様な藍色の衣装を身に纏っている。努力家で自分が楽しいと思うところまで趣味を極める。
本職はイラストレーターで「キツキャラ」のキャラクターデザインも彼女が考えたものである。
どれだけ努力を積み重ねても誰にも褒められない、認めてくれないことで次第に日陰者と僻み、対照的で周囲にちやほやされる妹に個人的な理由も含めて嫉妬していた。
事業のために本職を休業し、父が「BNワークス」で購入したM5でドラテクの特訓をしていたが、「箱根八里」の事業方針を切り替えた家族を恨み、自ら箱根の頂点に君臨することを宣言。バトルに負けた相手の車に「負け犬!」のステッカーを貼り付けていた。実際は箱根の頂点になることは無理と判断しており、虚勢を張っていただけであった。
妹からの「一度も無かった姉妹喧嘩をする」ことに動揺し、純粋な妹と真っ向勝負することに抵抗を感じていたが、妹の前で正直な気持ちをぶつけ合ったことで和解。
その後峠の入り口に「箱根八里」の五体のキャラのイラストの看板を描き上げた後は本職へ戻ると同時に妹と共に最速を目指すこととなった。

### 強者どもの宴
車狩りのベンケイ
搭乗車種…Supra RZ (JZA80) ☆7
紀伊半島方面から来た走り屋。白いバンダナを被り弁慶を髣髴とさせる容姿が特徴。口数が少なく無愛想で、細かいことにはいい加減なガサツな性格の持ち主。ただしバトルに関しては正々堂々とした姿勢をとる。
ベンケイという名前は本名ではなく、バトルの手法が弁慶になぞえているためそう名乗っている。
主に速いドライバーをターゲットにバトルに敗れた相手から車を奪い取る「車狩り」の異名で恐れられているが、1年前は車ではなく「キー」を勝利の証としてバトルしていたが、ウシワカに敗北したことがきっかけで彼と手を組むようになる。
ウシワカと共に箱根に現れ、彼から走りを上達するために、わざと負ける形で主人公に勝負を申し込んでくる。
主人公と奈美子は彼が「車狩り」ということを知り、「箱根ドリフト大会」で主人公の優勝と引き換えに奪った車を持ち主に返すことを約束する。
「箱根ドリフト大会」では本戦準決勝まで勝ち上がり、主人公と対決。「負ける」という反復練習により次第に本領を発揮しデッドヒートを交わすも惜敗を喫した。
天衣無縫のウシワカ
搭乗車種…Gallardo LP560-4
紀伊半島方面から来た走り屋。肌が白い美形で長い後ろ髪を束ねている。常に冷静さを持ち洞察力に長けている。その腕前は天性の物と言われ、相手に余裕を持たせない程底が見えない。
ウシワカは本名ではなく、ベンケイに合わせて名乗っている。
1年前にベンケイに勝利して彼とコンビを組み、箱根制覇を目標に遠征に来た。「車狩り」は彼が提案したもので、知名度を上げるために行っていた。
「箱根ドリフト大会」では予選から本戦準決勝まで相手とのタイム差をすべてコンマ5秒という正確に勝利を収めている。本戦決勝にて主人公と対戦し、接戦を繰り広げるが最終セクションにて敗北。
大会後は皆の元に車を返し、ベンケイと共に最速を目指すため北へ向かった。
イベント「名探偵 相楽奈美子の事件簿」ではベンケイと離れ離れになり一旦箱根に戻っていたところ、おうどんマスクのことをベンケイと思い込んで説得していたが、走りの違いで別人と間違いを理解。その後新型GT-Rに興味を持ち、深夜の箱根で主人公と奈美子との再開後にそのGT-Rと遭遇するが、幅寄せをされたため路肩に回避した。

### 時をかけるドリフト
見習い整備士アユム / 自動車整備士アユム / "黒槍騎兵"アユム
搭乗車種…COSMO SPORTS (L10B) / LANCER EVOLUTION X Final Concept
フルネームは「乃村アユム」。整備工場「時風オート」の整備士。明るい茶髪でメガネをかけている。
性格は真面目でプレッシャーに弱く胃痛持ち。祖父譲りの自動車の『声』を聞く耳を持ち、ドライバーに合わせたチューンを行っている
旧車の修理に持ち込んだ主人公が有名であることに興味を示し、車の修理と引き換えにバトルを申し込む。
祖父のカケルから整備の技術を叩き込まれ、耳にたこが出来るほど旧車の整備について聞かされたが、彼の採算度外視の仕事による赤字経営が元で後を継ぐこと、手間がかかる旧車を修理することに対して抵抗を抱いていた。
車のコスモスポーツは彼から借りたものを使っている。
当初主人公の車の修理と誤解し旧車の修理の方だということに動揺を隠しきれていなかったが、大神姉妹から報酬として工場の出資を出すことを約束され、過去の時代から来た祖父(ダイキ)とともに修理することを決める。
ある時、ルリが乗るスポーツ800のクラッチの修復をしないままターボを取り付けたことでいつクラッチが壊れてもおかしくない状態のまま走り出したことで不安と自責に陥るがダイキからの言葉、ルリから優しく励まされたことで自信を取り戻す。
この一件の後に祖父が旧車の技術を後世に伝えることだけでなく、現代の技術を使ってどのように走るかを考えさせるものだと理解し、正式に工場の後継ぎを決意。
「箱根クラシックカーフェスティバル」では決勝戦にて主人公と対決するが、祖父から譲り受けた車に無茶をさせないため全力で踏み込めずにいたが、ダイキ(カケル)の言葉を思い出して車を信頼し、全力で挑むも惜敗。
その後旅行から戻ってきたカケルにコスモスポーツを返されてしまい、大神姉妹からフェスに使われたスバル360を譲られるが、馬力が低すぎることで走りやすくするため改造。ネットで載せたところ反響を呼び、結果「時風オート」は大盛況となって経営を立て直すことができた。
イベント「存在しない黒と蒼」ではアカネからランエボIIIの修理の依頼を受け、セッティングを行っている際に主人公と再会し、テスト走行に協力を求めた。なお前回の一件で以前よりも体調を崩しており、看板車である360は大神姉妹に持っていかれてしまい、自分の車でドライブする機会を無くしている。「箱根ラリー大会」ではBRZSTIコンセプトで爆走するキララを止めるため、大神家から正式に譲渡されたランエボXファイナルコンセプトに搭乗。主人公と共にスリップストリームの連携で奮闘する。主人公とキララの決着直後にVSコースをゴールしたことで優勝したことになってしまい、「整備士」として参加であることでの責任を感じて辞退。その後祖父の独断より龍崎グループ出資の整備工場「乃村オート」の整備士を任される。
偽名の整備士ダイキ / 熱血整備士カケル
搭乗車種…SKYLINE 2000GT-R (KPGC10) / Miura P400SV
本名は「時風カケル」。整備工場「時風オート」の主人であるが、物語では先に1971年の若い頃の姿で登場。水玉模様のワイシャツを着ている。
1971年に明日のバトルのためコスモスポーツを整備後に睡眠をとっていた間、突然2016年の現在にタイムスリップしてしまう。
修理の依頼に来た大神姉妹との会話のずれで「園田ダイキ」という名前となってしまうが、混乱が生じないように身分を隠し、なりゆきで未来の孫であるアユムと共に2000GTとスポーツ800の修理を行う。
車に対する情熱は人一倍でセイのように車の「声」が聞こえるという特別なセンスを持っている。
「箱根クラシックカーフェスティバル」でユウダイから実力を見込まれ彼からハコスカを借りて主人公と対決。この車は後に自分がチューンする車だと知り、次第に本領を発揮するも敗北。
レース後、ユウダイから過去の時代から来たことを見抜かれ、彼から過去に戻る方法を知り、フェス最終日に過去の時代に戻る前にユウダイからミウラを借り、主人公との最後のレースを申し込むが、レースの最中に過去の時代に戻ってしまう。過去に戻った以降はミウラと共に一代を築き上げることとなった。
過去の自分が去った後に現在の老人の姿で再登場。過去の自分と鉢合わせすることで混乱が生じないようにミウラで東北一周の旅行をしていた。老人になっても性格は変わらず、本人にとっては45年間も中断していた主人公とのレースを再開。レース後はユウダイと共にふもとまでバトルを繰り広げた。
ちなみに40年もユウダイと再会することがなかった理由は結婚することで走り屋を引退せざるをえなくなり、知らせることがしづらくなったとのこと。
暴れん坊会長ユウダイ
搭乗車種…SKYLINE 2000GT-R (KPGC10) / Miura P400SV
フルネームは「大神ユウダイ」。「大神財閥」総裁(会長)でリリカ、ルリの父親。壮年の男性で灰色と白髪が混じった髪が特徴。
威厳と貫禄に満ち溢れた人物で一代で財閥を築いたという敏腕の持ち主。娘たち同様意地を張ることも。
各所からクラシックカーを集め、旧車ファンの集い「箱根クラシックカーフェスティバル」を開催。
今まで娘2人を過保護に育てたことを心配していたが、大会で成長した2人を見て感心し、成長させるきっかけとなったアユムとダイキ(カケル)に感謝した。
「箱根クラシックカーフェスティバル」のドリフト大会で優勝した主人公に副賞として挑戦権を与えて対決。荒っぽいドラテクであるが熟知しており、プレッシャーの駆け引きを使い追い詰めていくが敗北。その後カケルの実力を見込み、彼にハコスカを貸した。
実はカケルとは古くからの関係があり、40年前に彼がハコスカをチューンした後、ある手紙を託されて以来再会せずにいた。手紙の内容はこの「箱根クラシックカーフェスティバル」中で起こる出来事が把握されている内容で、イベント開催の真の目的は久しぶりにカケルとバトルするためであり、偽名を使っている若い頃のカケルが来ることを既に見抜いていた。
フェス最終日に本場イタリアからミウラに乗り換え、主催者にチャレンジする催しにて主人公にリベンジ。このときカケルの手紙には「このバトルでも負ける」という予言が記されていたが、主人公が自分より真のライバルであることに納得がいかず、その予言に反して勝利に対する信念を曲げず、敗北しても諦めきれずにいたが、現在のカケルとようやく再会して熱いバトルをすることができた。

### 2台の猛獣と3人の弟子
箱根の怪物 モトエ
搭乗車種…BRZ (ZC6) ☆7
「箱根が生んだ怪物チューナー」と呼ばれているチューニングショップ「ショップ もうり」のオーナー。70歳越えの大柄な老婆、白髪のお団子巻ヘアーで黄土色のつなぎを着ている。
最近では「妖怪ドリフト説教ババア」と呼ばれるほど箱根の走り屋から恐れられており、彼女とのバトルに負けた者は正座をさせられ1時間ほど説教を食らわされる。高齢ながら豪快な性格で走りもそれが表れているが、長期戦であると冷静的な走りに切り替わる。
ヨシノブとは古くからの知り合いで、40年前に活動していたレーシングチームに在籍し、この頃からチューナーとして名は高かった。
最近は走りに出向くことは無かったが、店の跡継ぎに関わる事情により箱根に出向き、偶然出会った主人公と奈美子の実力に目を付け、彼らに事情を悟られないように弟子のミカゲにお灸を据えさせるためのバトルを促した。
次にハルヒコに「走り」を目覚めさせるため、主人公に5周の耐久レースを持ちかけてハルヒコに主人公の粘り強さを見せつけた。
タカが店に戻ってきた後、体力の限界を感じ始めたため主人公に引退試合をお願いするが、実際は客を集めるためのウソであり、今後も体力がある限り走り続けることを語った。
主人公とミカゲの決着後、ここまで成長した3人の弟子に「三矢の教え」をかんざしに置き換えて例え、3人で力を合わせて店を支える、主人公を乗り越えるという期待を送り締めくくった(もっとも、かんざしは三本束ねても折ってしまったが)。
名前の由来は毛利元就から。
メモリストのハルヒコ
搭乗車種…86 (ZN6) →86 爆ハン仕様 → OROCHI (MSP1) "白蛇"
チューニングショップ「ショップ もうり」の従業員でモトエの弟子の一人。丸眼鏡をかけ、青い帽子と作業服を着ている。
謙遜的で普段からゆっくりとしているため、覚えたことは忘れないように常にメモにまとめている。
ミカゲから主人公のデータ収集を頼まれ、主人公にバトルを申し込む。自分の実力を主人公の足元にも及ばないと思っていたが走り込む内に自分でも気付かないほど上達しており、主人公とモトエの5周耐久レースで主人公の持つ「諦めの悪さ」を体感し、意気消沈しているミカゲを励ますために改めて主人公に再挑戦を申し込む。
主人公に再挑戦の際に86を爆ハン仕様にチューンしたことでよりコーナリングに速く走りやすくなり、走り込むごとに成長の兆しを見せるようになる。
ミカゲやタカの考えを見ていくうちに二人の問題が一致したことに気付き、奈美子からの意見から「2人の車を交換させる」のを提案し、解決の糸口を見つけた。
名前の由来は吉川元春から。
男勝りのミカゲ
搭乗車種…BRZ "Greyhound" → 86 "Serval Cat" → 86 "Serval Cat Neo"→ GR86 "Cruel Cat"
チューニングショップ「ショップ もうり」の従業員でモトエの弟子の一人。褐色肌で茶色いショートパーマの髪型が特徴。
女性ながら活発で気が早く、感情的なドライビングを得意とする。
店の跡継ぎとなるためモトエからショップのデモカー"Greyhound"を譲り受け、目標の対象となる主人公にバトルを申し込むが、モトエからの手解きを受けて驕り高ぶった自信がバトルで戸惑い始め、クルマの調整やドラテクを入念に取り組むも勝てず、思いこんでいた才能の限界に打ちひしがれてしまう。
しばらくは意気消沈し、仕事にも精を出せずにいたが、ハルヒコの諦めない気持ちに感化され調子を取り戻し、改めて主人公に再挑戦を申し込む。
タカが店に戻ってきた後も彼との店の跡継ぎを賭けるため"Greyhound"を強化するも十分に性能を引き出してないことに悩んでいたが、ハルヒコの提案でタカの"Serval Cat"に乗り換えたことで思い通りに乗りこなせるようになり、命を削る様な勢いのある走りで主人公と決着を着けるも惜敗。しかし前の自分と見違えるほど変わことに主人公やモトエたちに感謝した。
名前の由来は小早川隆景から。
怪物の一番弟子 タカ
搭乗車種…86 "Serval Cat" → BRZ "Greyhound" → BRZ "Greyhound Neo" → BRZ R "Assault hound"
チューニングショップ「ショップ もうり」の元従業員でモトエの弟子の一人。黒いジャケットを羽織り、オウムのように言葉を話すカラス「アーサー」と共にしている。
モトエとの考えにそりが合わず店を出て行き、自分の考えが間違っていないことを証明するためレインと手を組み、主人公に勝てば店の跡継ぎを条件にバトルを申し込む。
彼のチューニングのセンスは高いが、ドライバーと車の相性を考えていない問題点をモトエに指摘され、その考えを改めることが出来ずにいた。
主人公とのバトルで彼の走りにイラつきを見せるが、それが自分の求める「理想の走り」に気付き、一時勝負を中断。2回目のバトル中にレインの仕掛けた罠に掛かろうとする主人公を助け、岩壁に衝突するが"Serval Cat"が頑丈に作られていたため無傷に至った。
バトル後は今回の騒動に責任を感じ身を引こうと考えたが、モトエが許したことで一から出直す形で店に戻ることとなった。
ミカゲと同じく店の跡継ぎを賭けるため"Serval Cat"を強化するも十分に性能を発揮させていないことに気になっていたが、ハルヒコの提案でミカゲの"Greyhound"に乗り換えて主人公に挑むもあと一歩及ばす惜敗を喫す。
名前の由来は毛利隆元から。

### 3周年イベント「名探偵 相楽奈美子の事件簿」
おうどんマスク
搭乗車種…Ford GT
マスクを被った巨漢のプロレスラー。名前通り、マスクからうどんのようなものが垂れ下がり、手にはどんぶりに入ったうどんを持っている。
四国のフォー・アイランド・プロレス所属で「おうどん同盟」のリーダー。うどんを愛してやまず、自ら作るだけでなく、車にも「香川県の主食」と付けるほど。自身が認めた好敵手には手作りのうどんを進呈する。
自身が求める「讃岐うどん走法」を実現できる車としてフォードGTに乗っている。
小田原で「箱根八里」と試合をする巡業中に箱根を訪れ、夢で「おうどん神」のバトルに勝てば試合に勝てるというお告げで主人公にバトルを申し込む。
ツバサとは一度うどんのCMで共演し、未だどちらがおいしく音を立てているか張り合っている。
その後試合の願掛けを賭けた主人公との真剣勝負に敗北するが「おうどん神」もとい自身に眠る心の底からの声により、走りの「楽しみ」によりドラテクに急成長を遂げる。
その後プロレスの試合ではプロレスラー仲間の「ダム・デ・徳島」と「豪州コアラ」の裏切りに合うも「箱根八里」含め勝利を収めた。
婿探しのスズカ
搭乗車種…MUSTANG BOSS 302
本名は「日高スズカ」。ピンク色の服装のカウガールで胸には蹄鉄のバッヂを付けている。
北海道出身で言葉遣いが訛っている。
実家である牧場の跡取りであるが、彼氏を作っておらず、競走馬を買いに牧場に訪れたツバサからの催眠術から夢で「蹄鉄様」からのお告げにより、「箱根の凄腕」と呼ばれている主人公を運命の婿として婚約させるため箱根にやってきた。
両親に紹介させるため早く婚約を取り決めようと主人公に猛烈なアプローチをかけに来るも、3回目のバトルの敗北でハッキリと断られ断念する。
その後奈美子から未来の旦那（ヒロシ）の紹介を賭けた主人公との真剣勝負に敗北するが「蹄鉄様」もとい自身に眠る心の底からの声により、忘れかけていた走りの「楽しみ」を取り戻し、ドラテクに急成長を遂げる。
唐獅子のボタン
搭乗車種…M3 COUPE E92 → CIVIC TYPE-R (FK8) "Onyx Carbucle"
本名は「古川ボタン」。九州の老舗の温泉旅館「鎮西温泉郷」の女将。法被と着物姿で温泉グッズを入れた桶を持ち、左手にアヒルのおもちゃを持っている。
元々銀行員を務めていたが、実家である旅館を継ぐために1年前に退職、女将になるも旅館が僻地にあることで経営が上手くいかないため、立て直すため箱根の温泉地を訪れた。
一度旅館に訪れたツバサからの催眠術より、夢でアヒルのおもちゃ「ドン・ダックちゃん」のお告げで主人公と奈美子にバトルに勝ったら地元に連れて旅館の山道を走り屋の聖地にさせる旅館復興の協力を求める。
その後温泉郷の復興を賭けた主人公との真剣勝負に敗北するが「ドン・ダックちゃん」もとい自身に眠る心の底からの声により、走りの「楽しみ」を取り戻し、ドラテクに急成長を遂げる。
隻眼のアキト
搭乗車種…HIACE (KZH100) / GT-R (R35) MY2017
本名は「広瀬アキト」。東北のずんだ餅を製造している会社に勤める青年。伊達政宗の甲冑を身に纏い、前髪は金髪で眼帯を付け、手にはずんだもちを乗せたお盆を持っている。
優柔不断な性格で常に緊張しているためか標準語では声が詰まっているが、方言だと普通に喋る。
ツバサとのTVでの交流後、夢で「ずんだもち殿」からのお告げにより、主人公とバトルするために道の駅での物産展の宣伝に合わせて箱根にやってきた。
宣伝するために素早いドライビングを身に着けたり、目立つように今の格好に至るものの客足や実力が伸びないことに悩んでいたが、「ずんだもち殿」からのお告げで自信をつけようとする。
その後新型GT-Rのドライバーの正体をつかむ奈美子からずんだもちの宣伝を賭けた主人公とのバトルに敗北するが「ずんだもち殿」もとい自身に眠る心の底からの声により、ドラテクに急成長を遂げる。
実は深夜の箱根に突如現れ、主人公と奈美子にバトルを仕掛けた新型GT-Rに搭乗していたのは彼であり、自身も気が付かないうちに「ずんだもち殿」の本能だけでGT-Rを乗り回していた。なお正体がバレないように黒い全身タイツの上に眼鏡とつけ鼻で顔を隠していた。ツバサは新型GT-R以外の車かつ主人公との全力のバトルでないと彼の真価は引き出せないとでないと考えていた。奈美子は4人の内、彼だけは走りへの「楽しみ」を出しきれていなかったことに気付いた。
主人公との最後のバトルで本当の自分を取り戻し、ずんだもちを食べることで内気な性格から一転し豪傑な性格へと変貌を遂げる。なおツバサからは無期限でGT-Rを貸し出され「世界最速のずんだもち売り」として任され、以降は日本中を回りながら宣伝をしている。

### 存在しない黒と蒼
「箱根ラリー大会」は大神グループと龍崎グループの共同出資によって企画されたレースイベントで、主人公と奈美子が中立的立場として主催とコース設計を依頼される。「安全性」と「無制限で誰もが参加できる」という考慮の結果、主人公と対戦する「VSコース」とクイズを解きながら進む「クイズコース」の二種類に分けた「クイズラリー」というルールを定めた。
半人前のエナ
搭乗車種…Focus RS
本名は「佐伯エナ」。大神家の家事使用人。メイド服姿で丸い瓶底眼鏡をかけている。
家令のオサムと共に主人公と奈美子に「箱根ラリー大会」の主催とコース設計を依頼する。
大神家に勤めて3年になるにも関わらず、初歩的なミスを犯すこともある。
実は龍崎家のメイドでありキララの教育係でもある。スパイとして大神家に潜入して情報を流していたが、ユウダイやオサムは既に正体を見抜かれており、彼女への再教育と大神グループの良さを知らせる役割として利用していた。正体が判明した後はオサムから龍崎家へと戻る勧告を受けて龍崎家へと戻り、キララをサポートする。
イベント「お嬢様はトヨタ2000GTが好き/疾走の令嬢 ~ルリ様はZ34の方がお好き~」から先行登場しており、その時の搭乗車種はロードスター(NC)。
大神家令オサム
搭乗車種…Focus ST
大神家の家令。白髪白髭で眼鏡をかけており、モーニングコートを着用している。
ユウダイよりも箱根を40年も走り込んでいるため全ての道を把握している。
エナ同様、主人公と奈美子に「箱根ラリー大会」の主催とコース設計を依頼を求め、バトルを申し込む。2つの企業グループの対立の表面化を避けるため、中立的な立場かつ箱根のコースに最も精通していることで2人を主催に選んだ。
彼自身も「大神家」として大会に参加。クイズコースで優勝を狙うも、エナがVSコースを選んだことを知り、コースを切り替え、エナと主人公を追跡する。
イベント「お嬢様はトヨタ2000GTが好き/疾走の令嬢 ~ルリ様はZ34の方がお好き~」から先行登場している。その時の搭乗車種はS2000。
生真面目なキララ / "蒼き六連星"キララ
搭乗車種…IMPREZA WRX STI (GRB) / BRZ STI Performance Concept
龍崎トシゾウの孫娘。和装姿で星柄の青い着物を着ている。真面目な性格であり、強い信念を持っている。
サーキットスクールに通っており、講師であるソウマに師事している。弱冠18歳でありながらカートレース歴13年、実車でのサーキット歴5年とキャリアは長い。
ソウマから「箱根ラリー大会」に参加すると聞き、龍崎家の誇りを取り戻すために参加を希望する。公道でのレースは初体験で、主人公やソウマのバトルを見る内に「速く作られた車」と「長く共にした車」の公道での速さの違いを感じ始め、本当に自分に合った車で走るのを希望。出場大会当日に龍崎家が手配したBRZSTIコンセプト(会場の車検場で許諾済み)に乗り換え、主人公と対決するが、コースの最終ヘアピンコーナーが急であるため、大事故を危惧した主人公とアユムとの連携、コーナー前で停止した。その後龍崎グループ出資の整備工場「乃村オート」の社長に就任し、大学で経営学を志すこととなった。

### 光より速く
カレー屋のクマール
搭乗車種…SKYLINE RS-X（R30）
インドと日本のハーフのカレー屋「ナマステスピリッツ」店長。濃い顔と太い眉毛が特徴で、顔の元ネタはカルロス・ゴーンと思われる。
東京でカレー屋を営んでいるも彼が作るナンの出来はイマイチで、箱根のあるカレー屋から「伝説のタンドール窯」を譲ってもらうため調理と走りの腕を磨いている。しかし現在そのカレー屋が潰れて「クオックス・モーターズ箱根店」になっていたことを知り、主人公と奈美子と共に「伝説のタンドール窯」を探すことになる。
その後「伝説のタンドール窯」の件は保留し、LI-NEとR35"Tachyon"の修理費を集めるため首都高で金持ちの走り屋から金額の交渉とバトルを行った。主人公とナツメのバトル後、ナツメが箱根に戻ることを知り、カレー屋を箱根に移転することを決めた。
Dr.スカイ
搭乗車種…GT-R （R35） "Tachyon" → R35 "Tachyon MK-II"
フルネームは「小林空男(コバヤシソラオ)」。30年前から「超光速理論」の研究に没頭している博士。鋭い顎、側面の髪が残った禿げ頭とカイゼル髭が特徴で、モノクルをかけている。
車のチューニング技術は高いものの、タキオン粒子が発生することによって車が速くなると考えて科学者となったが、これまで実験が成功したことは無く、多額の借金を抱えている。
彼が改造したR35"Tachiyon"は本来娘のナツメに運転させる予定であったが、彼女が家出してしまったため、自ら運転して実験を行っている。
以前「クオックス・モーターズ箱根店」の土地にあったカレー屋の物を引き取って実験の材料に使ったことで、「伝説のタンドール窯」の在処を巡って主人公と対決することになる。
その後ヒューマノイドのLI-NEにR35に託して勝負に勝とうと目論むも敗北。タキオン粒子発生装置「TAKKY」が「伝説のタンドール窯」を基に作られたことを明かす。主人公とナツメのバトル後に「TAKKYマークII」を制作し、「TAKKY」を本来あるべき使われるべきと考え、クマールに譲った。
強気バイトのナツメ
搭乗車種…SKYLINE GTS-R（R31）/ GT-R （R35）"Tachyon"
フルネームは「小林ナツメ」。Dr.スカイの娘。ヘアバンドで留めたロングヘアーでエスニック系の服装を身に着けている。
ドラテクの素質はあり、ここぞの場面で攻めに行くなど攻撃的な走りを得意とする。
父の「超光速理論」の研究についていけず、父が改造する予定だったR31に乗って家出。東京でクマールのカレー屋で、生計を立てていた。
店に帰ってこないクマールを探しに箱根を訪れた所で主人公と奈美子と出会い、その経緯で父と再会する。
その後LI-NEの言葉を託しR35"Tachyon"に乗り換え、主人公とのバトルを申し込む。バトル終盤に「TAKKY」の出力を100%の状態にして勝負に出るも、僅差で負ける。その直後に緊張が解けたことで制御不能となるも、前回のデータのナビゲーションより事故を回避。
人工体のLI-NE（リーネ）
搭乗車種…GT-R （R35）"Tachyon"
Dr.スカイが制作した女性型ヒューマノイド。娘のナツメをモデルにしている。
Dr.スカイに代わってR35"Tachiyon"を運転する。その性能は高く、主人公とのバトル前にアカイ率いる「GT-RED」を撃破した。
主人公とのバトルでは差をつけるために「TAKKY」の出力を100%の状態にした上でリミッター解除を発動するものの一歩及ばず、制御不能となり壁に激突。バトル後はナツメに機密保持のためメモリーの内容が初期化することと父の元へと戻って欲しいことを告げ、活動を停止した。その後クマールが首都高で修理費を集めたことで修復が完了した。

### 輝け☆アイドル魂（スピリッツ）♪～ポロリ（レアドロップ）もあるよ～
期待の超新星 アテナ
搭乗車種…Miura P400SV ☆7
本名は「スズモトアテナ」。「箱根アイドルドリフト大会」の優勝候補。容姿、ダンス力、歌唱力、ドラテクを兼ね揃えた天賦の才の持ち主。
元々自撮り写真をSNSにアップしていたことがきっかけでマサルにスカウトされるが、八百長で優勝させようと企てていることを知り、同じくそれに立ち向かう主人公やユウキの言葉に共感し、正々堂々と戦うことを決意。
大会最終日の準決勝で主人公と対戦。バトル終盤でこれまで経験したことが無い逆境にさらされ、動揺するもユウキの言葉を思い出し、最後の粘りを見せるものの僅差で敗北。人生で初めて「負け」を知り、これからも逆境を乗り越えて一人前のアイドルを目指すことを主人公に伝えた。
大会後はツバサの事務所に移籍し、ユウキと共にユニット「ヴィーナス&ブレイブス」としてデビューを果たす。
新人アイドルのユウキ
搭乗車種…Roadster (NCEC) / Aventador LP700-4
本名は「ノリモトユウキ」。アイドルプロダクション「ドリプロ」所属のアイドル候補生。
アイドルになって日が浅い上に運転もままならないが、「箱根アイドルドリフト大会」に出場するため、主人公から運転技術をレクチャーを受ける。その影響もあってか大会1日目は難なく準決勝進出を果たす。
母子家庭で貧しい上に母が病気であることで、マサヨシから報酬で解決させようと八百長を強要されるも、主人公の立ち向かう姿を見て、マサヨシの誘惑を断ち切る。
ツバサは彼女の謙虚な姿勢を見て、「秘めた才能」があることを確信。決勝戦で彼からアヴェンタドールを授かり、主人公と対戦する。集中すると同時に周囲を静寂に包ませるプレッシャーを放ち、主人公を圧倒。
これまで女性の仕草を取っていたが終盤で全力を見せるため、黒髪ロングのウィッグを外し「男」であることが発覚する。母子家庭でずっと母の真似をしていく内に女性思考になっていたためであった。
主人公の大会優勝後、特典のアイドルデビューの権利に譲られたことでアテナも誘い、ツバサの事務所に移籍してユニット「ヴィーナス&ブレイブス」としてデビューを果たす。
誠実なマサヨシP / 外道のマサヨシ
搭乗車種…INTEGRA TYPE-R (DC5)→M3 COUPE E92
本名は「ミツルギマサヨシ」。アイドルプロダクション「ドリプロ」のプロデューサー。
所属アイドル候補生のユウキを「箱根アイドルドリフト大会」に出場させるため、主人公と奈美子に特訓の依頼を申し込む。
しかし、大会スポンサーであるマサルの八百長に加担。大会初日の準々決勝で戦う主人公とウシワカの進出を阻止するため、差し入れとしてドリアンを2人の関係者(ベンケイ、ヒロシ)に渡したものの、ほぼ失敗に終わる(ウシワカは食べたものの、主人公の方はヒロシが渡さずに食べたため免れた)
元々はプロレーサーであったがチームの資金を横領したことで逮捕されレース界から追放、芸能事務所に流れ着いた経歴がある。礼儀正しさを装っているが、実際は異常とも言える自己中心かつ傲慢。
大会初日終了後、八百長としてユウキに決勝戦の敗退を命じるが、それを主人公と奈美子に目撃され、口封じをすべく10連続のバトルを仕掛ける。その際にマサルから借金して、レーサー時代に乗っていたM3に乗り換える。ユウキの家庭の事情やあえて自分を戒めて周囲を油断させている隙を突いて勝利を目論もうとするが敗北に終わる。ちなみに完全な本性を表したその顔は「ジャスティス」のシャウトで有名なピン芸人に似ている。
大会後は主催者であるツバサに八百長を把握されていることを受け、不正の暴露を恐れてユウキの事務所移籍を許した。

### ドリフト西遊記
ボケのキンジ
搭乗車種…LANCER Evolution III GSR(CE9A) / LANCER EvolutionVIII MR GSR (CT9A)
首都高を拠点とするチーム「ビーフサタン」のメンバーで双子のお笑いコンビ「ひょうたんズ」のボケ担当。金髪で瓢箪の被り物を被っている。
常に会話の中にボケを挟む。走りは感覚寄りで、一瞬のセンスは鋭いも全体のまとめは弱いのが欠点。
ツッコミのギンジ
搭乗車種…LANCER Evolution III GSR(CE9A) / LANCER EvolutionVIII MR GSR (CT9A)
首都高を拠点とするチーム「ビーフサタン」のメンバーで双子のお笑いコンビ「ひょうたんズ」のツッコミ担当。銀髪で瓢箪の被り物を被っている。
「シルバー・ゴールド・俺、○○るど!」が決め文句。走りは思考寄りだが、相手に手の内を知られるのが欠点。
兄弟共にリンタロウに勝利するも主人公には苦戦を強いられ、2人で作り上げたランエボVIIIに乗り換えて最後の一戦に挑むも敗北する。
羅刹のノリコ
搭乗車種…S2000(AP1)
首都高を拠点とするチーム「ビーフサタン」のNo.2。羅刹女を彷彿とさせる紫色のドレス姿の女性。
ドライバー歴はリーダーのギュウタよりも長く、レディース時代の頃は「横浜の羅刹姫」の異名を持っていた。力士時代からギュウタを溺愛しており、彼の通訳も任せている。
双子のひょうたんズからは「師匠」と慕われている。普段はスーパーマーケットのパートで働いているため、見た目とは裏腹に質素な生活を送っている。
ヨースケに何度も勝利した後に主人公を対決するが、2戦目で中速域区間で隙を突かれ敗北する。
牛魔王のギュウタ
搭乗車種…NSX TYPE-R(NA1)
首都高を拠点とするチーム「ビーフサタン」のリーダー。牛魔王を彷彿とさせる出で立ちの大柄な男だが、何故か「モー」としか喋らない。
元力士で「牛魔」という四股名を持っていたが、運転好きが原因で破門された。ノリコから強烈な好意を寄せられているも、本人にその気は無い。
チームと首都高の秩序を守るべく主人公と対決、終盤で頭の兜を割る「兜割り」で最大限の力を発揮するも敗北。
元々チームは内輪の集まりで構成され、速さを追求すること無く走りを楽しむことをモットーとしていたが、ミクラのターゲットにされたことでメンバーが離脱していき、彼女を追い出すことを語る。
極楽乙女のミクラ
搭乗車種…S660(JW5) / S800
冠のアクセサリーを付けた金髪で色白肌の女性。元々首都高の走り屋だったがチーム「ビーフサタン」に狙われ、身を潜めるため箱根へと向かっていたところ主人公と出会い、助けを求める。ほとぼりが冷めるまで一時ヨシノブの元でS660を保管し、S800を借りて走っている。
主人公と奈美子の打倒「ビーフサタン」のため箱根のドライバーに声をかけ、彼女の元にヒロシ、リンタロウ、ヨースケの3名が集まる。
純粋無垢な性格に見えるが、各チームのリーダーを骨抜きにしてチームを乗っ取ったり、チームを潰し合わせたりと、混乱状態に陥れる元凶。楽しく走るだけのドライバーが気に食わず、バトルで勝って追い出したりと内面は悪意に満ちている。
主人公と奈美子が「ビーフサタン」と戦っている間に箱根に戻って来たヒロシ、リンタロウ、ヨースケを巧みな話術で手玉に取り、箱根から弱小ドライバーを追放して、自身の「遊び場」を広げようと目論み、主人公と対決する。決着後は後日改めてリベンジすることを誓い、箱根から去る。
一見少女に見えるが、15年前から各地の高速道路に出没していた噂があるため、実年齢は少なからず30を超えており、運転技術も長けている。

### キツネとタヌキのドリバトル!
天真爛漫のフウリ
搭乗車種…ALTO WORKS(HA36S)
化け狸の一族の少女。人間の姿では緑の帽子と茶色いオーバーオールを着用している。語尾に「～ポコ」と付ける。
負けず嫌いのアヤコ
搭乗車種…CELICA XX(MA61)
神社の巫女を務める妖狐の少女。人間の姿ではツインテールのロングヘアーで、巫女服を着用。台詞に「コン」を強調している。
姑息なソウタン
搭乗車種…CTR
妖狐一族の長。人間の姿では年老いた男性で、はげた頭と長い顎髭が特徴。一族の象徴でもある杖を持っている。
冷静と激情のコハク
搭乗車種…MARK X G's(GRX133)
神社の神主を務める妖狐の青年でアヤコの兄。人間の姿では銀色のロングヘアーでまぶたを閉じた目つきが特徴、白い装束を着用。

### 夏だ！水着だ！！モンスターマシンだ！！！～灼熱の頂上バトル！～
ヒロシのカーチャン
搭乗車種…JUKE-R 2.0 / SPRINTER TRUENO (AE86) ☆3
ヒロシの母親。美容院を経営している。オレンジ色の大きいアフロヘアーが特徴。
実直で息子に厳しく、豪放な性格。元走り屋の経歴を持ち、他のドライバーの走りの癖を言い当てることが出来る。
粘着レーサーロベルト
搭乗車種…IMPREZA WRX STI (GVB)
フルネームは「ロベルト・オリベイラ・サントス・サトウ」。日系ブラジル人レーサー。褐色肌で前髪を残したスキンヘッドが特徴。
血の気が多いが、怒れば怒るほど闘志を燃やし、冷静なドラテクを発揮する。
貴公子カール
搭乗車種…SLS AMG GT (C197) / JUKE-R 2.0 / NSX (NC1)
フルネームは「カール・ヴィルヘルム」。ドイツのプロレーサーで「世界最速王者決定戦」のチャンピオン。銀色の髪で青い瞳が特徴で自他共に認める美形で常にサインペンを持ち歩いている。
昨シーズンの大会で彗星の如く現れ連戦連勝、人気No.1と言われている。紳士的な振る舞いで常に余裕を見せている。
グズのヨハン / "真の貴公子" ヨハン
搭乗車種…SLS AMG GT (C197) / NSX (NC1)
フルネームは「ヨハン・ヴィルヘルム」。カールの弟。銀色の髪で青い瞳は兄と同じで、そばかすが特徴。
優柔不断な性格で走りにもそれが表れている。アイドルユニット「ヴィーナス&ブレイブス」のユウキのファンでもある。

### テッペンをねらえっ！！ ～峠最速の風～
一本気のケイジ
搭乗車種…WRX STI Type S (VAB)→RX-8 (SE3P) "松風"

根無し草のトシマツ
搭乗車種…RX-8 (SE3P) "松風"

マッドのデイモン
搭乗車種…ARISTO V300 (JZS161)

営業スマイルのカヤノ
搭乗車種…RX-7 (FD3S) ☆7

### 4周年イベント「ドリフトアドベンチャー～呪われた峠の秘宝～」
コーラ王のロバート
搭乗車種…CORVETTE ZR1

ホテル王のヤン
搭乗車種…LFA (LFA10)

風魔のコタロウ
搭乗車種…Silvia (S15) "朧月" → Silvia (S15) "宵月"

考古学者ネフェルティ / 絶対女王ネフェルティ
搭乗車種…SKYLINE GT-R (BNR32) ☆7 → GT-R NISMO 2017

### よみがえる紅の獅子
焼きそば屋のロク / "紅獅子"のロク
搭乗車種…HIACE (KZH100) / SUPRA RZ (JZA80) "紅獅子"

優男のユウジ
搭乗車種…COPEN Robe (LA400K) / Giulia 2.9 V6 BI-TURBO Quadrifoglio

女番長のアイリ
搭乗車種…GTO (Z16A) ☆7

王太子ルクト
搭乗車種…CTS-V / DeLorean / SKYLINE GT-R (BNR32 NISMO S-tune)

### シュヴァリエ -首都高最速の薔薇-
癒し系女子のマリエ / 白薔薇のマリエ
搭乗車種…SWIFT SPORT (ZC32S) "Hummingbird" / Fairlady Z （S30） ☆7

黒薔薇のアンジュ
搭乗車種…Fairlady Z (Z32) ☆7

緋薔薇のローズ
搭乗車種…FAIRLADY Z (Z34) "Chevalier" → Fairlady Z （S30） ☆7 → FAIRLADY Z (Z34) "Grand-Croix" オーラ仕様

純粋無垢のモモ
搭乗車種…Fairlady Z (Z31) ☆4 → FAIRLADY Z (Z34) "Chevalier"

### 箱根ドリフトヒーローズ!
自警団見習いのイチカ
搭乗車種…ROADSTER (ND5RC) ☆7

"ハコネマン"アキラ
搭乗車種…Silvia K's (S14) 前期型

会社員のオトマロ / 混沌のオトマロ
搭乗車種…Mercedes-Maybach S-Class (X222)

怪力のライゾウ
搭乗車種…VIPER SRT10

TA仮面ブルー / サスケ・シュナイダー
搭乗車種…Focus RS / Rt35

TA仮面イエロー
搭乗車種…SWIFT SPORT (ZC32S)

TA仮面レッド / 商店街理事のタニヤ / "ワルの顔役"タニヤ
搭乗車種…AMG GT S 130th Anniversary Edition / SKYLINE COUPE (CKV36) ☆5 / GT-R NISMO 2017 (R35)

### 最速ペア決定戦～チョイ悪親父は二度針を刺す～
チョイ悪親父のレオ
搭乗車種…RX-7 HIGH SPEC "Fatal Stinger"(FD3S)→FD3S HIGH SPEC "Fatal Stinger・改"

キューピッド サイトウ
搭乗車種…LFA Nurburgring Package(LFA10)

### ドリフトサーカスへいらっしゃい!
道化師のピエコ
搭乗車種…FAIRLADY Z(Z33) / NISMO FAIRLADY Z S-tune GT (Z33)

猛獣使いのタケシ
搭乗車種…SAVANNA RX-7(SA22C)

マジシャンのジョージ
搭乗車種…ColtGalant GTO-MR (A53C) / NSX-R HIGH SPEC "Bald Bird"(NA2)

"奇跡の幻術師"ミキ
搭乗車種…NSX-R HIGH SPEC "Bald Bird"(NA2) → NSX-R (NA2) "Harpy Eagle”

### 箱根巌流島
"伝説の男"ムサシ
搭乗車種…SKYLINE GT-R NISMO R-Tune(BNR34)

"無敗の燕"コジロウ
搭乗車種…86  TRD 14R(ZN6) ☆7

ケツカッチンのハマダ
搭乗車種…RGT

心配性のアオバ
搭乗車種…MIRA TR-XX Avanzato R (E-L502S)

### 襲来!地底家族!
陽気な地底人 ガイア
搭乗車種…BALLADE SPORTS CR-X Si (AS)

怖がり地底人 マグマ
搭乗車種…COSMO SPORTS (L10B)

母性の地底人 ママ
搭乗車種…718 Cayman S 982c

"七光り"のイッセイ
搭乗車種…Z4 sDrive35is (E89) ☆7

### 5周年イベント「Rollin' 35 ～史上最強の敵～」
"技巧菩薩"タイガ
搭乗車種…GT-R NISMO 2017 (R35)

"一番槍"ツキオ
搭乗車種…GT-R (R35)

"超速姫"サンゴ
搭乗車種…GT-R (R35) MY2017 ☆7

"鬼神"ガリュウ
搭乗車種…GT-R MY2017 HIGH SPEC "不知火"(R35) ☆7

### オフロード、はじめました！
パンチパーマのヤス
搭乗車種…ALCYONE SVX (CXD) ☆7

オフロード天女 アキナ
搭乗車種…LANCER EVOLUTION X HIGH SPEC "Neptune"(CZ4A)

"爆速王子" カイト
搭乗車種…Impreza WRX STi Version VI HIGH SPEC "Minotaurus"(GC8)

オフロード仙人 / なまはげドライバー
搭乗車種…LANCER Evolution V GSR(CP9A) XD仕様 ☆7 / R2 R (RC2)

### 塚本奈々美コラボレーションイベント「美しすぎるドライバーからの招待」
三刀流のナナミ / 鬼部長のナナミ
搭乗車種…Silvia K's (S14) 後期型 えっくす☆きゅーと 773 / 86 (ZN6) 三刀流のナナミ86 → S2000 (AP1) ナナメ773

暑苦しいタクヤ
搭乗車種…FOCUS RS

地味系のクニエ
搭乗車種…MARK X G's(GRX133) ☆7

"鷲の戦士"ヨシロウ
搭乗車種…SKYLINE GT-R (BNR32) XD仕様 ☆7

### 決めろ雪上ドリフト！－北欧最強チーム、ユグドラシル襲来－
プロフェッサー ボリス
搭乗車種…Impreza WRX STi Version VI (GC8) XD仕様 ☆7

"オーディン"ユキオ
搭乗車種…VIPER SRT10 HIGH SPEC "Jormungand"

戦乙女のヒルダ
搭乗車種…WRX STI Type S (VAB) ☆7

### NO MUSIC, NO DRIFT.
"ゼウス"ヒサト
搭乗車種…NSX (NC1) HIGH SPEC "PHELIOS"

"ヘルメス"マサノリ
搭乗車種…MUGEN CIVIC TYPE-R EURO (FN2) → MUGEN CIVIC TYPE-R EURO (FN2) "Resonance Surge"

"アポロン"シンジ
搭乗車種…M3 COUPE E92 ☆7

"ギター女子"ヒビキ
搭乗車種…INTEGRA TYPE-R (DC5) XD仕様 ☆7

### 走れ1000万ドライバー! ～カフェと父娘とライバルと～
じゃじゃ馬娘のケイ
搭乗車種…MR2 GT-S(SW20) HIGH SPEC "Peacemaker"→SW20 HIGH SPEC "Peacemaker・改"

マスターのミキハル
搭乗車種…MR2 GT-S(SW20) HIGH SPEC "Peacemaker"→SW20 HIGH SPEC "Peacemaker・改" / ESTIMA (TCR11W)

団子屋のジョー
搭乗車種…STARION GSR-VR (A187A)

### あげあげ☆サマーフェスティバル～チャリティーバトルでメイク¥(マネー)～
"浜王"a.k.a.ノリオ
搭乗車種…CIVIC TYPE-R (FK8)

荒波のサブロウ
搭乗車種…LEVORG 2.0GT-S EyeSight (VMG)

MCナギ
搭乗車種…RAM 1500 Sport QuadCab 4x4

### 最速の系譜 ～受け継がれる魂の絆～
雑草レーサーのゲンキ
搭乗車種…GT-R (R35) MY2020 50th Anniversary

雑草オーナーのチセ
搭乗車種…NISMO 400R (BCNR33)

### 走れ! Zに乗って－フェアレディZアイドルプロジェクトだゼ～ット－
奇跡の清純派 エリナ
搭乗車種…FAIRLADY Z 50th Anniversary (Z34)

日本大好きっ娘 ローラ
搭乗車種…FAIRLADY Z Heritage Edition (Z34)

黒ギャルのココア
搭乗車種…Fairlady 240ZG (HS30) → Fairlady Z (S30) HIGH SPEC "黒鷺"

地下アイドルのアイカ
搭乗車種…Fairlady Z (Z32) HIGH SPEC "Strafe"

### 6周年イベント「神と呼ばれたドライバー ～最速の挑戦者～」
首都高の魔女 イサミ
搭乗車種…911 Turbo Flatnose (930) HIGH SPEC "Walpurgis"

代理店社長のヤマト / "神速"のヤマト
搭乗車種…86 MODELLISTA (ZN6) → GT-R NISMO MY2020 (R35)

### 6周年イベント「箱根ドリフト忍法帖」
伊賀のジライヤ
搭乗車種…Silvia (S15) "涼月"

流浪の菓子職人 アズキ
搭乗車種…FTO (DE3A) "暁月"

甲賀のツチグモ
搭乗車種…Celica GT-FOUR ラリー仕様車(ST205) → SKYLINE GT-R Group A Version (BNR32) → FTO (DE3A) "朔月"

### 徹底検証！ 箱根ドリフト七不思議
のんびり屋のセッカ
搭乗車種…SKYLINE GT-R (BCNR33) HIGH SPEC "風花"

オカルトマニアのリノ
搭乗車種…LEGACY B4 2.0GT spec.B (BL5)

パリピ気取りのエイゴ
搭乗車種…IMPREZA S203

### MURAMASA
"夜の蝶"マリヤ
搭乗車種…GTO (Z16A) HIGH SPEC "村正・影打"→GTO (Z16A) HIGH SPEC "村正・真打"

配達員のミツグ
搭乗車種…CIVIC TYPE-R MUGEN RR (FD2)

呪われた男 リュウジ
搭乗車種…LAUREL 25 CLUB-S TURBO TypeX (GC35)

### 峠のジャンヌ・ダルク
神がかりのジャンヌ / "選ばれし者"エアロ
搭乗車種…GR SUPRA RZ (DB42) XD仕様 ☆7→NSX TYPE-R (NA1) HIGH SPEC "La Pucelle"

世界のリンゾウ
搭乗車種…SOARER 2.5GT-TWINTURBO (JZZ30)→CAPPUCCHINO (EA11R) XD仕様 ☆7

### 箱根ドリフトブライド！
本格派女優のサユリ
搭乗車種…SKYLINE 400R (RV37)

二枚目俳優のコージ
搭乗車種…IMPREZA R205

ステージママのカツヨ
搭乗車種…SKYLINE 25GT-TURBO 4DOOR (ER34)

### 箱根を守れ！～迫る巨大資本の影～
13課のヒヤマ / 冷血のヒヤマ
搭乗車種…SILVIA K's (S13) HIGH SPEC "Nightmare"

レストハウスのコマチ
搭乗車種…SKYLINE 2000GT-R (KPGC110)

ガソスタのマミ
搭乗車種…CHASER (JZX100) XD仕様 ☆7

中古車クイーン ユイ
搭乗車種…SAVANNA RX-7 GT-X(FC3S) ☆7

### 塚本奈々美コラボレーションイベント「美しすぎる女子カート部からの挑戦」
司令塔のミサキ
搭乗車種…SPRINTER TRUENO (AE86) デロハチ

プロゲーマーのチョコ
搭乗車種…RX-7 (FD3S) D'zgarage7

ミスコン女王のサリア
搭乗車種…ROADSTER (ND5RC) Odula TONE idiaロードスター

### やさぐれ整備士と2人のレーサー
野生児のミライ
搭乗車種…S2000 (AP1) XD仕様 ☆7

ド根性のテツオ
搭乗車種…SAVANNA GT (S124A)

やさぐれ整備士 マヒロ
搭乗車種…LANCER Evolution X (CZ4A) XD仕様 ☆7 / SUPRA RZ (JZA80) HIGH SPEC "黒獅子"

### 7周年イベント「最速のメゾット～箱根頂上決戦～」
閃光のルチア
搭乗車種…Aventador SVJ

なりきり勇者のシンゴ
搭乗車種…718 Cayman S (982c) HIGH SPEC "Excalibur"

最速ドクターのクズミ
搭乗車種…GLORIA GranTurismo ULTIMA (HY33)

### 7周年イベント「甘い衝撃～美人レーサーはスイーツがお好き～」
甘党レーサー ショコラ
搭乗車種…GT-R Premium edition MY2020 (R35) XD仕様 ☆7

洋菓子職人 ノエル
搭乗車種…SWIFT SPORT (ZC33S)

甘いカリスマ ログラム
搭乗車種…CORVETTE 3LT Z51 Performance Package (C8)

### 箱根ドリフト御伽草子～鬼面有り遠方より来る～
"最速法師"スクナ
搭乗車種…ROADSTER S Special Package (ND5RC) "HIGH SPEC" Crimson Dagger

"闘限競"キビツ
搭乗車種…MARK X G's (GRX133) "HIGH SPEC" Grave Digger

"機斧刃"サカタ
搭乗車種…SPRINTER TRUENO (AE86) "HIGH SPEC" Ifrit

### 謎のGRヤリスを追え！～名探偵奈美子の帰還～
ワケアリ美容師 ミツキ
搭乗車種…CIVIC TYPE-R (EK9) HIGH SPEC "Wild Wing"

紙袋のミユキ/ドリ太郎(謎のヤリスドライバー)
搭乗車種…2002 Turbo (E20)→GR YARIS 1st Edition RZ "High performance" (GXPA16)

ひねくれ者のサトル
搭乗車種…2002 Turbo (E20)

### 燃えよドリフト～バトルの祭典・ドリフトコロッセオ開幕！～
烏天狗のイダテン
搭乗車種…CELICA GT-FOUR WRC仕様車 (ST205) HIGH SPEC "迦楼羅" ☆7

チェーンソーゴトウ
搭乗車種…CIVIC TYPE-R (FD2) ☆7

北の怪童 ニコライ
搭乗車種…Silvia spec.R(S15) XD仕様 ☆7

### 箱根チューナー物語 ～継承する匠の魂～
"勝ち組経営者"ゴウ
搭乗車種…CTS-V HIGH SPEC "Out of Blue" ☆7

"極みの匠"ハガネ
搭乗車種…86 (ZN6) INGS仕様 ☆7

編集者のユタロウ
搭乗車種…PRIMERA 2.0Te (HP10) ☆7

### 熱血、箱根ドリフト！ ～レーシングチーム誕生秘話～
ゲン担ぎのヒマワリ
搭乗車種…EVORA GT430 SPORT ☆7

苦労知らずのシュウゴ
搭乗車種…FAIRLADY Z (Z34) XD仕様 ☆7

熱血一路のトドロキ
搭乗車種…MAZDA3 FASTBACK X Burgundy Selection (BPEP)

### 8周年イベント「世界最速の奏者」
"麒麟の娘"モンファ
搭乗車種…NSX TYPE-R (NA1) HIGH SPEC "麒麟"

"白澤の使い"ユァン
搭乗車種…PULSAR GTI-R (RNN14)

"応龍の長"ロン
搭乗車種…OROCHI (MSP1)

### 8周年イベント「SNSにご用心！」
闇属性のマユリ
搭乗車種…NSX (NC1) XD仕様 ☆7

ノマドワーカー ダイチ
搭乗車種…WRX STI EJ20 Final Edition (VAB)

清純派女子アナ モエ
搭乗車種…IDx NISMO

No～！のノーマン
搭乗車種…BOON X4 (M312S)

### ドリフトバトル百花繚乱
"花神"キョウカ
搭乗車種…Centenario LP770-4

そこつ者のランコ
搭乗車種…MARKII TOURER V (JZX100)

剛球投手のエイス
搭乗車種…LANCER Evolution IV RS (CN9A) XD仕様 ☆7

調香師のミレイ
搭乗車種…M3 COUPE (E92) HIGH SPEC "Ray of Light"

### かぐや姫の挑戦状
十二単のカグヤ
搭乗車種…Silvia (S15) "朧月" Gold Edition ☆7

御曹司のユウマ
搭乗車種…IS350 F SPORT Mode Black S (GSE31)

No.2のエイキチ
搭乗車種…COROLLA LEVIN GT APEX (AE86) 2door 前期 XD仕様 ☆7

ドン マイコ
搭乗車種…FIT 1.3S (GD1)

### 最速にイチバン近いヤツ
勇猛果敢のシオン
搭乗車種…CIVIC TYPE-R (FD2) "Purple Haze" ☆7

自由奔放のチカコ
搭乗車種…ALTO WORKS (HA36S) XD ☆7

一刀両断のヒナ
搭乗車種…CAST SPORT SAII(LA250S)

### 箱根ドリフトラーメン道
"出前迅速"のサヤ
搭乗車種…RX-7 (FD3S) "Immortal Stinger" → RX-7 (FD3S) "Shining Stinger"

"百人伝票"のノブ
搭乗車種…SKYLINE Hardtop 2000 GT-E・S Type (C210)

"イケ麺"社長のダン
搭乗車種…GR86 RZ (ZN8) XD仕様 / Urus

### 9周年イベント「"謎マスター"の挑戦 ～箱根ナゾトキドリフト～」
謎ドライバーのタカオ / "常勝の王者"タカオ
搭乗車種…Supra RZ (JZA80) "金獅子"→918 Spyder Weissach Package

"謎マスター"レイラ
搭乗車種…LANCER Evolution X (CZ4A) "Neptune Nova"

大地主のカメタロウ
搭乗車種…SKYLINE 2000GT-R (KPGC10) "九龍"

新米編集者のミカ
搭乗車種…COROLLA LEVIN GT APEX 3DOOR (AE86)

### 9周年イベント「日本縦断アフロ探しの旅」
いつもと違うヒロシ
搭乗車種…Project Black S Concept Prototype

誇り高きチビっ子 リサ
搭乗車種…Fairlady Z (Z32) "Schuld"

航海士のコウ
搭乗車種…SKYLINE HT 2000 Turbo RS (DR30)

麦わら帽子のケンゾー
搭乗車種…CR-X SiR (EF8) "Spriggan"

### 走れ、ドリフトスクールライフ！
"峠の新世代"ライナ
搭乗車種…SKYLINE GT-R (BNR32) "Bahamut"

万全サポートのカナ
搭乗車種…COLT RALLIART Version-R Special (Z27AG)

レーシング教員のユカ
搭乗車種…RX300 F SPORT (AGL25W) ☆6

クールなシャーロット
搭乗車種…Mustang BOSS 302 "Maximum Star"

### ロケットバニー/パンデム コラボ
魔法少女 ミミコ
搭乗車種…RC F Performance package (USC10) Rocket Bunny仕様

### ル・マン24時間レース コラボ (2023)
剛腕店長のタキノ
搭乗車種…787B / M4 Coupe (F82)

接客スタッフのマナミ
搭乗車種…VIPER GTS

厨房チーフのリアナ
搭乗車種…NISMO GT-R LM (BCNR33)

ホール主任のトキワ
搭乗車種…R390 GT1 Road car

### レトロに決めろ！ 90'sドリフト
イケてるコウジ
搭乗車種…FIGARO (FK10) → FIGARO (FK10) "Oberon"

ギャルママのリナ
搭乗車種…Be-1 (BK10)

鉄拳乙女のカワラ
搭乗車種…S-CARGO (G20)

### 箱根ドリフト年代記
最凶眼力のイオリ
搭乗車種…GT-R MY2017 (R35) "Anubis" / GT-R MY2017 (R35) "Razzle Duzzle"

Eチューナーのカノン
搭乗車種…SKYLINE COUPE 350GT PREMIUM(CPV35) ☆6

上昇志向のユキコ
搭乗車種…2018 Nissan GT-R50 by Italdesign Rosso Rubino

### 10周年イベント「皇帝の継承者」
風読みのヒナタ
搭乗車種…ROADSTER RS RHT (NCEC) "疾風"

粋な男 ショーグン
搭乗車種…SKYLINE HT 2000 Turbo RS（DR30）"黒鬼灯"

相楽家の母 ミナコ / 謎の覆面ドライバー / 初代皇帝のミナコ
搭乗車種…CEFIRO SPORT CRUISING (CA31) / GR SUPRA 3000GT CONCEPT

### お前らトゥギャザーしろ！
リバティーなカンナ
搭乗車種…LFA (LFA10) "Chronos"

感性系参謀のウメ
搭乗車種…ALTEZZA RS200 LIMITED II (SXE10) "Loki"

"漢"一文字のカエデ
搭乗車種…IMPREZA WRX STI (GVB) "Sylphid" → IMPREZA WRX STI (GVB) "Grand Sylphid"

### 異世界箱根ドリフトバトル
荒ぶるドリフト魂
搭乗車種…FAIRLADY Z NISMO (RZ34)

スピードのキング
搭乗車種…718 Cayman GT4 RS (982C)

パワーのウィザード
搭乗車種…SKYLINE 25GT-TURBO 2DOOR (ER34) "Kerukeion"

テクニックのナイト
搭乗車種…ALTO WORKS (HA36S) "Joyeuse"

### ル・マン24時間レース コラボ (2024)
”奏走”のハルキ
搭乗車種…GT-One TS020'99 / Diablo VT

イベンターのヒデオ
搭乗車種…R390 GT1'97 / SAVANNA RX-7 Turbo SE-Limited(SA22C) "烈風" Gold Edition

レコード会社のセリナ
搭乗車種…CORVETTE Z06 (C6)

### デウス・エクス・マキナ ～機械仕掛けの"神の手"～
ロボヒュウガ 1UG
搭乗車種…FAIRLADY Z Version ST (RZ34) "God Hand"

ショウマシン C4U
搭乗車種…GT-R Premium edition MY2024 T-spec (R35) "Augstus"

メカナビ子 7B5
搭乗車種…Fairlady Z (Z32) -Version 735- '24

超ロボ工学のエイミー
搭乗車種…SILEIGHTY (RPS13) "金剛"

### ドリフト肝試し ～消えたドライバー達～
九尾のタマモ
搭乗車種…SKYLINE 2000GT-R (KPGC110) "不死鳥"

アクティビティー リオ
搭乗車種…2002 Turbo (E20) "焔"

陰陽師のタイセイ
搭乗車種…SAVANNA GT (S124A) "深碧"

BBQマスターのミア
搭乗車種…Falcon XB GT

### TRUST/GReddy コラボ
豪放磊落のコンドウ
搭乗車種…GReddy GR86 RZ (ZN8) TimeAttack号 → GReddy GR86 RZ (ZN8)

堅忍不抜のヒジカタ
搭乗車種…GReddy GT-R 35RX spec-D'24 (R35)

明鏡止水のオキタ
搭乗車種…GReddy FAIRLADY Z Version S (RZ34) / SPRINTER TRUENO GT APEX BLACK LIMITED (AE86) / LANCER Evolution III GSR (CE9A) "Uranus Evolve" / SILVIA K's (S13) "Deep Nightmare"

質実剛健のナガクラ
搭乗車種…GReddy SWIFT SPORT (ZC33S) / MAZDA3 FASTBACK X Burgundy Selection (BPEP) "Caladbolg" / CIVIC TYPE-R EURO (FN2) HONDA ACCESS "Resonance Echo"

当意即妙のハジメ
搭乗車種…GReddy WRX STI Type S (VAB) / 911 Turbo S (930) "Nacht" / GTO (Z16A) "村正・幽玄"

### 最強の証明 ～受け継がれる意志と車～
リバーシ好きのタマキ
搭乗車種…SOARER (MZ11) "絢爛"

ストライクのユウト
搭乗車種… CELICA XX 2800GT (MA61) "剛健"

森ガールのコトリ
搭乗車種…SKYLINE 2000 turbo GT-E・S (C211) "新風"

コンビニ店員のカツオ
搭乗車種…LAUREL HARDTOP 2000SGX (KGC130) "威風"

### 11周年イベント「箱根最速ランキング ～そろそろイチバンを決めようか？～」
激アゲ★社長のナツミ
搭乗車種…NSX MUGEN RR Concept (NA2)

無表情な姉 ユナ
搭乗車種… RX-7 MAZDASPEED GT-Concept (FD3S)

ご陽気な妹 ルナ
搭乗車種…CIVIC TYPE-R Limited Edition (FK8)

### NISMO 40th Anniversary コラボ
灰かぶりのエラ / 最速ドリフト姫 エラ
搭乗車種…PAO (PK10) / NISSAN GT-R NISMO Special edition MY25 (R35)

最速プリンス オリバー
搭乗車種…SKYLINE NISMO Limited (RV37)

ドリフト魔女 デレラー
搭乗車種…SKYLINE GT-R (BNR34 NISMO S-tune)

### 舞えっ！　箱根ドリフト能楽師
浮雲レーサーのユヅキ
搭乗車種…SIÁN FKP 37

ドリフト能楽師ヒジリ
搭乗車種…NSX-R (NA2) ”Harpy Eagle”

お跡目の世話役シズナ
搭乗車種…MR-S V edition (ZZW30) ”Ironscale Salamander”

パイロットのエミリア
搭乗車種…MR2 G-Limited (AW11)

### J'S RACING コラボ
新社会人のアラシ
搭乗車種…J's RACING 魔王 S2000 ☆8

無骨なヨシカゲ
搭乗車種…CIVIC TYPE-R (FL5) J'S RACING

新無職のタモツ
搭乗車種…CIVIC TYPE-R (FK8) J'S RACING

好奇心のチカゲ
搭乗車種…INTEGRA TYPE-R (DC2) "Wonder Monkey"

### ハイスペック祭り
無鉄砲女子のマツリ
搭乗車種…GR COROLLA RZ (GZEA14H)

ほわほわ女子のミヤビ
搭乗車種…SKYLINE GT-R (BNR32) "Another Bahamut"

未来の販売王レイリン
搭乗車種…COMFORT GT-Z SUPERCHARGER (SXS13Y) "疾雷"

ビターな教官のチヨコ
搭乗車種…SKYLINE 2000GT-R (KPGC10) "九龍・改"

### 1500万DL記念
カポクオーカのアンナ
搭乗車種…Reventón

パスタイオのカリナ
搭乗車種…Huracán STO

ガストロノミアのレダ
搭乗車種…4C (96018)

### TRUST/MOONTECH コラボ
祭り好きのマルタ
搭乗車種…GReddy SOARER TWIN TURBO (MZ12)

近未来祭りのマサフミ
搭乗車種…FAIRLADY Z GReddy Stance (RZ34)

伝統祭り主催者 ミコト
搭乗車種…MOONTECH/GReddy SUBARU 2018 WRX STI Type S (VAB)

憧れを目指すモナ
搭乗車種…GReddy 35RXver.2 (R35)

### その他
寿セイジュウロウ
搭乗車種…GT-R (R35)
2014年の「正月限定イベント 新春福引祭」に登場したライバル。歌舞伎の出で立ちで、赤い髪に派手な袴が特徴。
本気になると衣装が紫色になり、隈取が浮かび上がる。
2016年から期間限定イベントの間に開催される「戦闘力強化キャンペーン」で、ヒロイン三人のいずれかを倒すとごく稀に、野次馬ドライバーのどちらかを倒すと確実に登場する。
野次馬ドライバーA
搭乗車種…180SX (RPS13)
名前は「ヤジカワ」。初登場イベントは「新劇場版頭文字D-覚醒-コラボレーションイベント」から。
よくウマノとつるんでおり、バトルの観戦や情報の交換などをしている。
野次馬ドライバーB
搭乗車種…LANCER Evolution V GSR (CP9A)
名前は「ウマノ」。初登場イベントは「新劇場版頭文字D-覚醒-コラボレーションイベント」から。
よくヤジカワとつるんでおり、バトルの観戦や情報の交換などをしている。

### 最速王者決定戦
基本TA仮面ジャーズはイベント専用の車に搭乗していたが、真・最速王者決定戦から専用車種となった。
TA仮面レッド / TA仮面ゴールド
搭乗車種…AMG GT S 130th Anniversary Edition / GT-R NISMO 2017 (R35)
TAの文字が入ったマスクを被っている。主に司馬庭園線をエリアとしている。
また第23回最速王者決定戦からゴールドの姿として登場。ランダムで全エリアに出現し、勝てばトロフィー100個を獲得できる。
イベント「箱根ドリフトヒーローズ!」からキャラクターデザインが一新された。
TA仮面ブラック
搭乗車種…JUKE-R 2.0
鎧武者姿で黒豹のマスクを被っている。主に土ノ湖峠をエリアとしている。
TA仮面イエロー / ターメリック カオル
搭乗車種…SWIFT SPORT (ZC32S)
黄色いコスチュームを着た金髪ツインテールの少女。いつもスプーンを握っている。主に早乙女峠をエリアとしている。
イベント「箱根ドリフトヒーローズ!」からキャラクターデザインが一新された。
TA仮面ブルー / サスケ・シュナイダー
搭乗車種…Focus RS
金髪で青い忍者服を着ている。口調から外国人と思われる。景虎峠をエリアとしている。
イベント「箱根ドリフトヒーローズ!」からキャラクターデザインが一新された。
TA仮面ピンク
搭乗車種…S2000 (AP1)
ピンクのコスチュームを着た銀髪ロングヘアーの女性。猫耳と青いサングラスが特徴。主に足柄峠をエリアとしている。
"魂ドリGIRL"ユキ / TA仮面スピリッツ
搭乗車種…BRZ (ZC6)
魂ドリンクのキャンペーンガール。彼女に勝てば魂ドリンクを手に入れることができる。ボクっ娘。
また第1回真・最速王者決定戦からTA仮面の姿として登場。

## ランキング
レースを行うとRS(ランキングスコア)という成績ポイントが与えられる。クラスは上からS→A→B→C→Dの5段階に分かれており、最初は必ずDクラスのスタートとなる。報酬はクラスが上になるほど豪華になっていく。

スコア集計は1週間おき。獲得スコアに応じて5段階のグレードに分けられ、グレード報酬が与えられるほか、クラスの昇格・降格が行われる。
| グレード | 条件          | 次節クラス昇格・降格判定 |
| 1        | 上位5％以内   | 昇格                     |
| 2        | 上位6～10％   | 昇格                     |
| 3        | 上位11～20％  | 昇格                     |
| 4        | 上位21～50％  | 現状維持                 |
| 5        | 上位51～79％  | 現状維持                 |
| 5        | 上位80～100％ | 降格                     |

## レアリティ
レアリティは☆の数で表記され、☆の数は最大8つ(2023年10月25日現在)となる。パーツの売却・素材利用時に☆3以上のものが含まれていると警告が表示されることから、☆3以上は事実上のレア扱いとなる。また、車は☆3以上しか存在しない。
なお、2016年1月1日からは車のみ☆7解禁だったが(解禁第1号はCountach)、同年12月28日から☆7パーツも解禁となった。2022年10月27日から☆8が解禁された(解禁第1号は918Spyder)。

## メダル
不要な車はメダル (TRADE MEDAL)に引き換えることが可能。(メダルは車処分のほか、ランキング報酬・イベント報酬で入手することも可能)。集めたメダルは、現在所持している車の中から任意のものを選択し貰うことが可能 (ただしメダル→車交換時には＋,＋＋付きのものを貰うことは不可能)。
| レアリティ | 処分時入手枚数 | 交換時必要枚数 |
| ☆3         | 1枚            | 5枚            |
| ☆3＋       | 2枚            | ×              |
| ☆3＋＋     | 3枚            | ×              |
| ☆4         | 4枚            | 50枚           |
| ☆4＋       | 8枚            | ×              |
| ☆4＋＋     | 12枚           | ×              |
| ☆5         | 16枚           | 300枚          |
| ☆5＋       | 32枚           | ×              |
| ☆5＋＋     | 48枚           | ×              |
| ☆6         | 64枚           | 2000枚         |
| ☆6＋       | 128枚          | ×              |
| ☆6＋＋     | 192枚          | ×              |
| ☆7         | 256枚          | 12000枚        |
| ☆7＋       | 512枚          | ×              |
| ☆7＋＋     | 768枚          | ×              |
| ☆８        | 1024枚         | 72000枚        |

## 車の合成
車は"同一仕様"のものを合成させると「＋マーク」が付く。＋マークは2つあり、合成を3回行うとレアリティが1アップする。レアリティがアップすると基礎性能が大幅にアップするほか、取り付け可能なパーツサイズがアップし、一部を除き外観の変更やカラーリングの追加・変更が可能となる。
例としてS30は通常仕様に加え爆高、悪魔のZ、北見チューン、北見チューン改、ワタナベスーパーZ、ワタナベゼロヨン仕様、version 735などの計23種類が存在するがそれらをごちゃ混ぜにして合成することは当然ながら不可能である。

## パーツ
パーツを車両に設けられた各スロットに装着することにより性能が向上する。パーツを取り付けるのには時間がかかり、大きいサイズのパーツほど所要時間が長くなる。また、「パーツ取り付けチケット」を消費することで待ち時間を一気にゼロにすることが可能。パーツには「サイズ」というパラメーターが用意されており、車が持つ取付可能サイズを超えるパーツは取り付けられないようになっている。パーツの最大レベルはサイズ×10となっている。パーツはスマートフォン向けのカードRPG等と同じく、成長させたいベースパーツに不要なパーツを素材として合成させることでレベルを上げる方式となっている。合成を行うには素材の他に「コイン」と呼ばれるゲーム内通貨が必要。コインはレース報酬で必ず貰うことが可能。また、「パーツ」や「車」を売却してコインを貰うこともできる。
合成専用素材として「強化キット」という工具箱状パーツが存在する。01～06の6種類が存在し、数字が大きいほどレアリティ・性能が高い。本来であれば合成には相性問題が存在し、サイズ問わず同種類のパーツでなければ成長効率が下がるのだが、強化キットではパーツ種類を問わず高い効率で成長させることが可能。
またパーツにもサイズがありその車の取り付け可能サイズより大きい場合は取り付け不可能となる。
メインパーツは26(エンジン、トランスミッションは２５まで)までサイズアップ可能である。
フリーパーツは1５(限定の一部のみ１６)までサイズアップ可能である。
パーツは以下の6カテゴリに分類される。
メインパーツ
エンジン
高速性能・最高速度が向上。
トランスミッション
加速性能が向上。
タイヤ
ハンドリング性能・コーナリングスピードが向上。
ニトロ
ニトロ使用時の到達最高速度・加速力が向上。
ECU
ガソリン消費率を減らす。
フリーパーツ
1台につき2枠用意されており、加速強化・最高速強化・ハンドリング強化の中から好きな選択が可能。該当パーツは6種類あり、
- クラッチ＆ドライブシャフト：加速強化
- マフラー＆タービン：最高速強化
- タワーバー＆サスペンション：ハンドリング強化

## 戦闘力
戦闘力は、車が持つ基礎パラメーター＋取り付けられたパーツをもとに割り出される能力値。当然ながら値が大きければ大きいほど高性能である。戦闘力の計算式は、燃料消費率を除く能力値÷20 (小数点以下切り捨て) となる。

## 闘気
2017年11月21日のメンテナンスより追加。どちらかの数値を上回った方が車の戦闘力を下げることが出来る。車の愛着度、レアリティのグレードアップに応じて最大値が上昇する。
また車によって最大闘気に差がありレアな車ほど最大闘気が上がる。
また、2018年2月14日のメンテナンスにて、自身の闘気が相手の闘気より下回っていた場合、戦闘力が下がるように設定されていたが、メンテナンスにより、その仕様は無くなった。

## オーダー
このゲームにおける「ガチャ」のことをオーダーと呼ぶ。

### 無料オーダー
- CPオーダー

レース後に貰えるCP(カーポイント)を消費し行う。1回300CP or 10連3000CPを消費する。プレイヤーが貯蓄可能な最大CPは99999。上限に達した場合、バトル自体は可能だがCPの獲得は0になる。一日一回１０連を無料でオーダー出来る。なお、イベント未開催時に1回2000CP or 10連2万CPを消費する代わりにレアガチャが行える「SP(スペシャル)CPオーダー」も開催される。
- チケットオーダー

特定の敵撃破報酬やログインボーナスボーナス等で貰える「チケット」を使って行う。

### 有料オーダー
- ゴールドオーダー

このゲームにおける”レアガチャ”にあたる。取得可能車・パーツは☆５・仲間は☆3以上確定。仮想通貨の「GOLD」を消費して行う。

## 仮想通貨 (GOLD)
このゲームでは実際にお金を払って「GOLD」と呼ばれる仮想通貨を購入することが可能。イベントポイント交換でも無料で入手可能。意匠は金の延べ棒。ゴールドオーダーのほか、アイテムショップでニトロボンベやガソリンタンク等を購入する時にも消費する。レートは1GOLD＝1円以下となっており、最低160GOLD 160円から購入可能。なお、2015年7月22日からボリュームディスカウント制が導入され、大きい単位のGOLDを購入した場合、最低単位をバラで買うよりもより多くのGOLDを得ることが可能となった。
価格(2023年10月26日現在)
| GOLD数 | 価格    | 1GOLDあたりの価格 ※小数点第3位切り上げ | バラ買いよりもおトクになるGOLD数 |
| 160    | 160円   | 1円                                    | ×                                |
| 500    | 480円   | 約0.96円                               | 20                               |
| 1650   | 1500円  | 約0.91円                               | 150                              |
| 3300   | 2900円  | 約0.88円                               | 400                              |
| 5650   | 4900円  | 約0.87円                               | 750                              |
| 12300  | 10000円 | 約0.82円                               | 2300                             |

## 登場車種
通常車種に派生する特別な車種には以下のシリーズが存在する。

### 爆◯◯仕様シリーズ※現在入手不可
通常仕様をベースに特定分野の基礎性能を大幅に強化しているもの。見た目・変更可能なドレスアップパーツは通常仕様と変わらない。◯◯の中に入るワードは以下のようになる。
- 高→高速性能強化
- 加→加速性能強化
- ハン→ハンドリング性能強化
- トロ→ニトロ性能強化
- エコ→ガソリン消費量節減

### HIGH SPECシリーズ
通常車種として登場している中からピックアップされた特定の車種が大幅な性能強化を受け、エアロパーツや専用塗装をまとったチューニングカーとして登場している。車両アイコンには「HS」と書かれた金色のエンブレムが表示されている。

### コラボ車種
他作品とのコラボ車種。なお、これらの車種のドレスアップは基本的にホイールのみ変更可能である（例外として頭文字D×湾岸ミッドナイト究極コラボイベントの車種はステッカーの装着の有無の切り替えが可能。また、2022D1GPコラボ車種は車高調整が可能となった。）。

### 特別仕様
上記に当てはまらない特別な仕様の車種。Fairlady Z(S30) version-735-、SKYLINE GT-R (R33) 3rd aniv.、LANCER EVOLUTION Ⅳ 4th aniv.、NSX-R(NA2) -Version Halloween-、LANCER EVOLUTION X (CZ4A) Final Concept などが該当。

### eXtra Dress upシリーズ
Ver.5.0.0より追加された自由度の高いドレスアップが可能となっている車種。車合成を行いレアリティを上げることで対応する「アンロック用素材」、またGOLDの消費でドレスアップ項目を解禁することができる。またノーマル車両よりも基本性能が高くなっている。

### 登場車種リスト
車両の並び順は数字順→アルファベット順→五十音順で記載。派生車種はそのベースとなった車両の直下に数字順→アルファベット順→五十音順で記載。

#### アルファロメオ
| 車両名                              | 初期レアリティ | ☆7解禁済 | ☆8解禁済 |
| Alfa 155 Q4                         | ☆5             | ◯        |          |
| 4C (96018)                          | ☆8             | ◯        | ◯        |
| ┣ 96018 北原望仕様                  | ☆5             | ◯        |          |
| ┗ 96018 北原望 アニメタッチ仕様     | ☆6             | ◯        |          |
| Giulia 2.9 V6 BI-TURBO Quadrifoglio | ☆6             | ◯        |          |

#### アルピーヌ
| 車両名                            | 初期レアリティ | ☆7解禁済 |
| A110 PURE (DFM5P)                 | ☆7             | ◯        |
| ┣ DFM5P 沢渡光輝仕様              | ☆7             | ◯        |
| ┗ DFM5P 沢渡光輝 アニメタッチ仕様 | ☆7             | ◯        |

#### BMW
| 車両名                               | 初期レアリティ | ☆7解禁済 |
| 2002 Turbo (E20)                     | ☆3             | ×        |
| ┗ E20 HIGH SPEC 焔仕様               | ☆7             | ◯        |
| JOHN COOPER WORKS (R56)              | ☆3             | ×        |
| M1 (E26)                             | ☆5             | ◯        |
| M3 CSL (E46)                         | ☆5             | ◯        |
| M3 COUPE (E92)                       | ☆5             | ◯        |
| ┣ E92 HIGH SPEC Ray of Light仕様     | ☆7             | ◯        |
| ┣ E92 HIGH SPEC Sacred Light仕様     | ☆7             | ◯        |
| ┗ JAPAN FIGHTER TMS E92 高橋和己仕様 | ☆6             | ◯        |
| M4 Coupe (F82)                       | ☆7             | ◯        |
| ┣ ASSIST M4 魔王仕様                 | ☆7             | ◯        |
| ┗ M4 柳田拓也仕様                    | ☆6             | ◯        |
| M5 (F10M)                            | ☆5             | ×        |
| ┗ M5 Helter Skelter仕様              | ☆5             | ◯        |
| M6 Gran Coupe (F06)                  | ☆5             | ×        |
| MINI COOPER S (F56)                  | ☆3             | ×        |
| ┗ F56 HIGH SPEC Rumble Mouse仕様     | ☆5             | ◯        |
| Z4 sDrive35is (E89)                  | ☆4             | ◯        |

#### キャデラック(ゼネラルモーターズ)
| 車両名                                    | 初期レアリティ | ☆7解禁済 |
| CTS-V ※3代目                              | ☆5             | ×        |
| ┣ CTS-V HIGH SPEC Out of Blue仕様         | ☆6             | ◯        |
| ┗ CTS-V HIGH SPEC Out of Blue Fortune仕様 | ☆6             | ◯        |

#### シボレー (ゼネラルモーターズ)
| 車両名                                         | 初期レアリティ | ☆7解禁済 |
| CAMARO SS RS ※5代目                            | ☆4             | ×        |
| ┣ CAMARO HIGH SPEC Green Gigantes仕様          | ☆6             | ◯        |
| ┗ CAMARO HIGH SPEC Green Monster仕様           | ☆5             | ◯        |
| CAMARO ZL1 Extreme Track Package ※6代目        | ☆7             | ◯        |
| CORVETTE (C3)                                  | ☆4             | ×        |
| CORVETTE Z06 (C6)                              | ☆7             | ◯        |
| ┣ CORVETTE ZR1                                 | ☆5             | ×        |
| ┣ SUNOCO MONSTER CORVETTE 斎藤太吾仕様         | ☆5             | ×        |
| ┣ SUNOCO MONSTER CORVETTE Z06 GT3 斎藤太吾仕様 | ☆5             | ×        |
| ┗ ZR1 Brightest Nite仕様                       | ☆5             | ◯        |
| CORVETTE ZR1 ZTK Track Performance Package(C7) | ☆7             | ◯        |
| CORVETTE 3LT Z51 Performance Package (C8)      | ☆6             | ◯        |

#### ダイハツ工業
| 車両名                          | 初期レアリティ | ☆7解禁済 |
| BOON X4 (M312S)                 | ☆4             | ◯        |
| CAST SPORT SAII(LA250S)         | ☆4             | ◯        |
| COPEN Robe (LA400K)             | ☆4             | ×        |
| MIRA TR-XX Avanzato R (E-L502S) | ☆3             | ×        |

#### デロリアン
| 車両名   | 初期レアリティ | ☆7解禁済 |
| DeLorean | ☆7             | ◯        |

#### ダッジ (クライスラー)
| 車両名                                        | 初期レアリティ | ☆7解禁済 |
| CHALLENGER SRT8 ※3代目                        | ☆4             | ×        |
| ┗ CHALLENGER SRT8 HIGH SPEC Ogre仕様          | ☆7             | ○        |
| Charger R/T ※初代                             | ☆4             | ◯        |
| CHARGER SRT8 ※3代目                           | ☆4             | ◯        |
| Dart GT ※5代目                                | ☆3             | ◯        |
| VIPER GTS ※初代                               | ☆7             | ○        |
| ┗ VIPER GTS TOKYOブローカー 仕黒仕様          | ☆5             | ×        |
| VIPER SRT10 ※2代目                            | ☆5             | ◯        |
| ┣ SRT10 HIGH SPEC Great Jormungand仕様        | ☆7             | ◯        |
| ┣ SRT10 HIGH SPEC Great Jormungand オーラ仕様 | ☆7             | ◯        |
| ┗ SRT10 HIGH SPEC Jormungand仕様              | ☆5             | ◯        |

#### フィアット
| 車両名    | 初期レアリティ | ☆7解禁済 |
| NUOVA 500 | ☆4             | ×        |

#### フォード・モーター
| 車両名                                | 初期レアリティ | ☆7解禁済 | ☆8解禁済 |
| Falcon XB GT                          | ☆5             | ×        |          |
| Focus RS                              | ☆4             | ×        |          |
| Focus ST                              | ☆4             | ×        |          |
| GT                                    | ☆5             | 〇       |          |
| ┗ GT Heaven and Hell仕様              | ☆5             | ◯        |          |
| GT 2017                               | ☆8             | 〇       | 〇       |
| ┗ GT 2017 Orpheus仕様                 | ☆8             | 〇       | 〇       |
| MUSTANG Mach1                         | ☆6             | 〇       |          |
| MUSTANG BOSS 302(2012年モデル)        | ☆5             | ×        |          |
| ┗ BOSS 302 HIGH SPEC Maximum Star仕様 | ☆7             | 〇       |          |
| Mustang GT FASTBACK(2015年モデル)     | ☆5             | 〇       |          |

#### 本田技研工業
| 車両名                                                 | 初期レアリティ | ☆7解禁済 | ☆8解禁済 |
| BALLADE SPORTS CR-X Si (AS)                            | ☆4             | ×        |          |
| ┣ メカドック CR-X ミッド 風見潤仕様                    | ☆5             | ×        |          |
| ┗ メカドック CR-X ミッド 風見潤 リアル仕様             | ☆5             | ×        |          |
| CR-X SiR (EF8)                                         | ☆4             | ◯        |          |
| ┣ EF8 ミッド HIGH SPEC Spriggan仕様                    | ☆7             | ◯        |          |
| ┗ EF8 ミッド HIGH SPEC Spriggan オーラ仕様             | ☆8             | ◯        | ◯        |
| CIVIC SiR II (EG6) XD仕様                              | ☆6             | ◯        |          |
| ┣ EG6 PANDEM仕様                                       | ☆5             | ◯        |          |
| ┣ EG6 妙義ナイトキッズ 庄司慎吾仕様                    | ☆6             | ×        |          |
| ┗ EG6 妙義ナイトキッズ 庄司慎吾 原作タッチ仕様         | ☆6             | ◯        |          |
| CIVIC TYPE-R (EK9)                                     | ☆3             | ◯        |          |
| ┣ EK9 HIGH SPEC Wild Wing仕様                          | ☆6             | ◯        |          |
| ┣ EK9 XD仕様                                           | ☆5             | ◯        |          |
| ┣ EK9 東堂商会デモカー 舘智幸仕様                      | ☆5             | ×        |          |
| ┣ EK9 東堂商会デモカー 舘智幸 原作タッチ仕様           | ☆7             | ◯        |          |
| ┣ EK9 爆ハン仕様                                       | ☆3             | ×        |          |
| ┗ PASSION CIVIC 本田未央SP                             | ☆3             | ×        |          |
| CIVIC TYPE-R EURO (FN2) MUGEN仕様                      | ☆5             | ×        |          |
| ┣ FN2 HONDA ACCESS HIGH SPEC Resonance Echo仕様        | ☆7             | ◯        |          |
| ┣ FN2 HONDA ACCESS HIGH SPEC Resonance Surge仕様       | ☆7             | ◯        |          |
| ┗ FN2 HONDA ACCESS仕様                                 | ☆5             | ◯        |          |
| CIVIC TYPE-R (FD2)                                     | ☆4             | ◯        |          |
| ┣ FD2 HIGH SPEC Purple Hazer仕様                       | ☆6             | ◯        |          |
| ┣ FD2 MUGEN RR仕様                                     | ☆5             | ◯        |          |
| ┗ FD2 SEEKER仕様                                       | ☆6             | ◯        |          |
| CIVIC TYPE-R (FK8)                                     | ☆5             | ×        |          |
| ┣ FK8 8th anniv.仕様                                   | ☆5             | ◯        |          |
| ┣ FK8 Candy Carbucle仕様 (2023年ハロウィン特別企画車)  | ☆5             | ◯        |          |
| ┣ FK8 HIGH SPEC Carbucle仕様                           | ☆6             | ◯        |          |
| ┣ FK8 HIGH SPEC Carbucle オーラ仕様                    | ☆6             | ◯        |          |
| ┣ FK8 HIGH SPEC Onyx Carbucle仕様                      | ☆7             | ◯        |          |
| ┣ FK8 J'S RACING仕様                                   | ☆6             | ◯        |          |
| ┣ FK8 Limited Edition仕様                              | ☆7             | ◯        |          |
| ┗ FK8 前園和宏仕様                                     | ☆5             | ×        |          |
| CIVIC TYPE-R (FL5) J'S RACING仕様                      | ☆8             | ◯        | ◯        |
| CR-Z (ZF2)                                             | ☆3             | ×        |          |
| ┣ ZF2 R.T.(リアルタイム)Black仕様                      | ☆3             | ×        |          |
| ┗ CR-Z デレステSP                                      | ☆3             | ×        |          |
| FIT 1.3S (GD1)                                         | ☆3             | ◯        |          |
| INTEGRA TYPE-R (DC2) XD仕様                            | ☆5             | ◯        |          |
| ┣ DC2 HIGH SPEC Wonder Monkey仕様                      | ☆7             | ◯        |          |
| ┣ DC2 東堂塾 酒井仕様                                  | ☆5             | ×        |          |
| ┣ DC2 東堂塾 酒井 原作タッチ仕様                       | ☆5             | ◯        |          |
| ┗ DC2 友也仕様                                         | ☆5             | ×        |          |
| INTEGRA TYPE-R (DC5)                                   | ☆3             | ×        |          |
| ┗ DC5 XD仕様                                           | ☆5             | ◯        |          |
| NSX (NC1)                                              | ☆6             | ◯        |          |
| ┣ NC1 CONCEPT 前園和宏仕様                             | ☆6             | ×        |          |
| ┣ NC1 CONCEPT 前園和宏 アニメタッチ仕様                | ☆7             | ◯        |          |
| ┣ NC1 HIGH SPEC PHELIOS仕様                            | ☆7             | ◯        | ○        |
| ┣ NC1 HIGH SPEC PHELIOS Silver Edition仕様             | ☆7             | ◯        |          |
| ┣ NC1 LB★PERFORMANCE仕様                               | ☆7             | ◯        |          |
| ┣ NC1 LB WORKS仕様                                     | ☆7             | ◯        |          |
| ┣ NC1 PAC-MAN(パックマン43周年特別車)                  | ☆7             | ◯        |          |
| ┣ NC1 Type S仕様                                       | ☆7             | ◯        |          |
| ┗ NC1 XD仕様                                           | ☆7             | ◯        | ◯        |
| NSX TYPE-R (NA1)                                       | ☆5             | ×        |          |
| ┣ NA1 HIGH SPEC La Pucelle仕様                         | ☆6             | ◯        |          |
| ┣ NA1 HIGH SPEC 麒麟仕様                               | ☆7             | ◯        | ○        |
| ┣ NA1 LB-WORKS仕様                                     | ☆6             | ◯        |          |
| ┣ NA1 Rocket Bunny仕様                                 | ☆7             | ◯        |          |
| ┣ NA1 XD仕様                                           | ☆5             | ◯        |          |
| ┣ NA1 サイドワインダー 北条豪仕様                      | ☆5             | ×        |          |
| ┣ NA1 サイドワインダー 北条豪 10th仕様                 | ☆6             | ◯        |          |
| ┣ NA1 サイドワインダー 北条豪 原作タッチ仕様           | ☆5             | ◯        |          |
| ┗ NA1 サイドワインダー 北条豪-究極コラボ-仕様          | ☆5             | ×        |          |
| NSX-R (NA2)                                            | ☆5             | ×        |          |
| ┣ NA2 HIGH SPEC Bald Eagle仕様                         | ☆5             | ◯        |          |
| ┣ NA2 HIGH SPEC Harpy Eagle仕様                        | ☆7             | ◯        |          |
| ┣ NA2 HIGH SPEC Harpy Eagle オーラ仕様                 | ☆8             | ◯        | ◯        |
| ┣ NA2 HIGH SPEC Storm Wind仕様                         | ☆8             | ◯        | ◯        |
| ┣ NA2 MUGEN RR Concept仕様                             | ☆8             | ◯        | ◯        |
| ┣ NA2 -Version Halloween- (2016年ハロウィン特別企画車) | ☆5             | ◯        |          |
| ┗ NA2 首都高バトル 夢見の生霊仕様                      | ☆7             | ○        |          |
| ODYSSEY (RB1)                                          | ☆6             | ◯        |          |
| S2000 (AP1)                                            | ☆4             | ◯        |          |
| ┣ AP1 HIGH SPEC 雀蜂仕様                               | ☆5             | ◯        |          |
| ┣ AP1 HIGH SPEC 雀蜂 Gold Edition仕様(1000万DL記念)    | ☆7             | ◯        | ◯        |
| ┣ AP1 HIGH SPEC 真・雀蜂仕様                           | ☆6             | ◯        |          |
| ┣ AP1 MUGEN S2000                                      | ☆5             | ◯        |          |
| ┣ AP1 XD仕様                                           | ☆5             | ◯        |          |
| ┣ AP1 パープルシャドウ 城島俊也仕様                    | ☆5             | ×        |          |
| ┣ AP1 パープルシャドウ 城島俊也 10th仕様               | ☆6             | ◯        |          |
| ┣ AP1 パープルシャドウ 城島俊也 原作タッチ仕様         | ☆5             | ◯        |          |
| ┣ AP1 パープルシャドウ 城島俊也-究極コラボ-仕様        | ☆5             | ×        |          |
| ┣ ARVOU S2000                                          | ☆6             | ×        |          |
| ┣ J's RACING 魔王 S2000 ※初代                          | ☆6             | ◯        |          |
| ┣ J's RACING 魔王 S2000 ※2代目                         | ☆8             | ◯        | ◯        |
| ┣ K'spec TONE S2000 日比野哲也仕様                     | ☆5             | ×        |          |
| ┣ S2000 ナナメ773                                      | ☆5             | ×        |          |
| ┗ COOL S2000 渋谷凛SP                                  | ☆4             | ×        |          |
| S2000 (AP2) YM SPEED 岸田ユウジ仕様                    | ☆5             | ×        |          |
| ┣ AP2 椎名エリ仕様                                     | ☆4             | ×        |          |
| ┣ AP2 椎名エリ-究極コラボ-仕様                         | ☆4             | ×        |          |
| ┗ AP2 椎名エリ 原作タッチ仕様                          | ☆5             | ○        |          |
| S660 (JW5)                                             | ☆4             | ×        |          |
| ┣ JW5 HIGH SPEC Chat noir仕様                          | ☆5             | ◯        |          |
| ┣ JW5 HIGH SPEC Chat noir Gold Edition仕様(10周年記念) | ☆7             | ◯        | ○        |
| ┣ JW5 MUGEN RA仕様                                     | ☆7             | ◯        |          |
| ┗ JW5 ファミスタ仕様                                   | ☆4             | ×        |          |
| S800                                                   | ☆3             | ×        |          |
| ┗ S800 AUTUMN FESTA仕様                                | ☆7             | ○        |          |
| メカドック CITY 中村一路仕様\|☆5                       | ×              |          |          |

#### インフィニティ
| 車両名                                        | 初期レアリティ | ☆7解禁済 |
| Q60 RED SPORT 400(CV37)                       | ☆5             | ◯        |
| ┣ CV37 HIGH SPEC Walkure仕様                  | ☆7             | ×        |
| ┣ CV37 HIGH SPEC Walkure Zwei仕様             | ☆7             | ×        |
| ┣ CV37 SHIBATA INFINITI Q60 蕎麦切広大仕様    | ☆6             | ×        |
| ┣ CV37 SHIBATA INFINITI Q60'21 蕎麦切広大仕様 | ☆6             | ◯        |
| ┣ CV37 SHIBATA INFINITI Q60'22 蕎麦切広大仕様 | ☆6             | ◯        |
| ┣ CV37 SHIBATIRE Q60'23 蕎麦切広大仕様        | ☆7             | ◯        |
| ┗ Project Black S Concept Prototype           | ☆7             | ◯        |

#### いすゞ自動車
| 車両名                          | 初期レアリティ | ☆7解禁済 |
| PIAZZA (JR130)                  | ☆3             | 〇       |
| ┗ JR130 ハイギャード 東條誠仕様 | ☆4             | ×        |

#### ランボルギーニ
| 車両名                                      | 初期レアリティ | ☆7解禁済 | ☆8解禁済 | ☆9解禁済 |
| Aventador LP700-4                           | ☆6             | ◯        |          |          |
| ┣ Aventador LP700-4 イシダヨシアキ仕様      | ☆7             | ◯        |          |          |
| ┗ Aventador SVJ                             | ☆7             | ◯        | ○        |          |
| Centenario LP770-4                          | ☆7             | ◯        | ○        |          |
| Countach LP400                              | ☆5             | ◯        |          |          |
| Diablo VT                                   | ☆5             | ◯        |          |          |
| Gallardo LP560-4                            | ☆6             | ×        |          |          |
| Huracán LP610-4                             | ☆6             | ◯        |          |          |
| ┣ Huracán LP610-4 大石代吾仕様              | ☆7             | ◯        |          |          |
| ┣ Huracán LP610-4 大石代吾 アニメタッチ仕様 | ☆7             | ◯        |          |          |
| ┣ Huracán LP610-4 大石代吾 原作タッチ仕様   | ☆7             | ◯        |          |          |
| ┗ Huracán STO                               | ☆9             | ○        | ○        | ○        |
| Miura P400SV                                | ☆5             | ◯        |          |          |
| Reventón                                    | ☆9             | ○        | ○        | ○        |
| SIÁN FKP 37                                 | ☆8             | ○        | ○        |          |
| Urus                                        | ☆7             | ○        |          |          |

#### レクサス
| 車両名                                       | 初期レアリティ | ☆7解禁済 | ☆8解禁済 |
| IS350 F SPORT Mode Black S (GSE31)           | ☆6             | ◯        |          |
| LC500 S package (URZ100)                     | ☆6             | ◯        |          |
| ┣ LC500 LB-WORKS仕様                         | ☆7             | ◯        |          |
| ┣ URZ100 HIGH SPEC Saturn仕様                | ☆7             | ◯        |          |
| ┣ URZ100 E・ハンニネン仕様                   | ☆6             | ◯        |          |
| ┗ URZ100 E・ハンニネン アニメタッチ仕様      | ☆6             | ◯        |          |
| LFA (LFA10)                                  | ☆5             | ◯        |          |
| ┣ LFA Nurburgring Package                    | ☆6             | ◯        |          |
| ┗ LFA10 HIGH SPEC Chronos仕様                | ☆8             | ◯        | ◯        |
| RC F (USC10) Performance package仕様         | ☆6             | ◯        |          |
| ┣ TMAR × TEAM VERTEX LEXUS RC-V 上野高広仕様 | ☆7             | ◯        |          |
| ┣ USC10 Rocket Bunny仕様                     | ☆7             | ◯        |          |
| ┗ VERTEX elf LEXUS RC-V 上野高広仕様         | ☆7             | ◯        |          |
| RX300 F SPORT (AGL25W)                       | ☆5             | ◯        |          |

#### ロータス
| 車両名                            | 初期レアリティ | ☆7解禁済 |
| EVORA GT430 SPORT                 | ☆6             | ◯        |
| EXIGE S ※3代目                    | ☆5             | ◯        |
| ┣ EXIGE S 八潮翔仕様              | ☆5             | ×        |
| ┣ EXIGE S 八潮翔 アニメタッチ仕様 | ☆6             | ◯        |
| ┗ EXIGE S 八潮翔 原作タッチ仕様   | ☆5             | ◯        |

#### マツダ
| 車両名                                                                 | 初期レアリティ | ☆7解禁済 | ☆8解禁済 |
| 787B                                                                   | ☆8             | ◯        | ◯        |
| CHANTEZ (KMAA) RE雨宮スーパーシャンテ13B NA                            | ☆6             | ×        |          |
| COSMO SPORTS (L10B)                                                    | ☆5             | ×        |          |
| EUNOS Cosmo Type-S(JCESE)                                              | ☆5             | ×        |          |
| EUNOS ROADSTER (NA6CE)                                                 | ☆3             | ×        |          |
| ┣ NA6CE EXEDY HID信玄 H.D.O. 岩井照宜仕様                              | ☆4             | ×        |          |
| ┣ NA6CE セブンスターリーフ 末次トオル仕様                              | ☆4             | ×        |          |
| ┗ NA8CE スーパーぽち メイクヒロタ RSワタナベ ロードスター 岩井照宜仕様 | ☆4             | ×        |          |
| MAZDA3 FASTBACK X Burgundy Selection (BPEP)                            | ☆3             | ◯        |          |
| ┗ BPEP HIGH SPEC Caladbolg仕様                                         | ☆7             | ◯        |          |
| MAZDASPEED Atenza (GG3P)                                               | ☆3             | ×        |          |
| ROADSTER RS (NB8C) チーム246 大宮智史仕様                              | ☆5             | ×        |          |
| ┗ NB8C チーム246 大宮智史 原作タッチ仕様                               | ☆6             | ◯        |          |
| ROADSTER RS RHT(NCEC)                                                  | ☆3             | ◯        |          |
| ┣ NCEC HIGH SPEC 疾風仕様                                              | ☆7             | ◯        |          |
| ┣ NCEC HIGH SPEC 疾風 オーラ仕様                                       | ☆8             | ◯        | ◯        |
| ┣ NCEC HIGH SPEC 飛燕仕様                                              | ☆4             | ◯        |          |
| ┣ NCEC HIGH SPEC 飛燕 Gold Edition仕様(1200万DL記念)                   | ☆7             | ◯        | ○        |
| ┣ NCEC XD仕様                                                          | ☆5             | ◯        |          |
| ┗ NCEC 爆加仕様                                                        | ☆3             | ×        |          |
| ROADSTER S Special Package (ND5RC)                                     | ☆5             | ◯        |          |
| ┣ ND5RC 30th Anniversary仕様                                           | ☆5             | ◯        |          |
| ┣ ND5RC HIGH SPEC Crimson Dagger仕様                                   | ☆6             | ×        |          |
| ┣ ND5RC Odula TONE idiaロードスター                                    | ☆5             | ×        |          |
| ┗ ND5RC XD仕様                                                         | ☆5             | ◯        |          |
| RX-7 (FD3S)                                                            | ☆5             | ◯        |          |
| ┣ FD3S 7th anniv.仕様                                                  | ☆5             | ◯        |          |
| ┣ FD3S D'z7 Sayaka Special 下田沙也加仕様                              | ☆5             | ×        |          |
| ┣ FD3S D'zgarage7仕様                                                  | ☆5             | ×        |          |
| ┣ FD3S FEED 魔王仕様                                                   | ☆6             | ◯        |          |
| ┣ FD3S HIGH SPEC Dreamer仕様                                           | ☆7             | ◯        |          |
| ┣ FD3S HIGH SPEC Fatal Stinger仕様                                     | ☆4             | ◯        |          |
| ┣ FD3S HIGH SPEC Fatal Stinger・改仕様                                 | ☆5             | ◯        |          |
| ┣ FD3S HIGH SPEC Immortal Stinger仕様                                  | ☆7             | ◯        |          |
| ┣ FD3S HIGH SPEC Shining Stinger仕様                                   | ☆7             | ◯        |          |
| ┣ FD3S MAZDASPEED GT-Concept仕様                                       | ☆8             | ○        | ○        |
| ┣ FD3S Rocket Bunny仕様                                                | ☆7             | ○        |          |
| ┣ FD3S RS-R                                                            | ☆5             | ×        |          |
| ┣ FD3S -Version Halloween- (2018年ハロウィン特別企画車)                | ☆5             | ×        |          |
| ┣ FD3S XD仕様                                                          | ☆5             | ◯        |          |
| ┣ FD3S RGO 荻島信二仕様                                                | ☆4             | ×        |          |
| ┣ FD3S RGO 荻島信二-究極コラボ-仕様                                    | ☆4             | ×        |          |
| ┣ FD3S RGO マサキ仕様                                                  | ☆5             | ×        |          |
| ┣ FD3S R Magic 黒セブンさん仕様                                        | ☆5             | ×        |          |
| ┣ FD3S 頭文字D Ver. 高橋啓介仕様                                       | ☆4             | ×        |          |
| ┣ FD3S 頭文字D 赤城レッドサンズ 高橋啓介 10th 特別仕様                 | ☆7             | ◯        |          |
| ┣ FD3S 頭文字D 赤城レッドサンズ 高橋啓介 30th 擬音仕様                 | ☆7             | ◯        |          |
| ┣ FD3S 頭文字D 赤城レッドサンズ 高橋啓介 擬音仕様                      | ☆4             | ◯        |          |
| ┣ FD3S 頭文字D 赤城レッドサンズ 高橋啓介 原作タッチ仕様                | ☆7             | ◯        |          |
| ┣ FD3S 頭文字D 夢現Ver. 高橋啓介仕様                                   | ☆4             | ×        |          |
| ┣ FD3S 頭文字D 高橋啓介 プロジェクトD仕様                              | ☆5             | ×        |          |
| ┣ FD3S 頭文字D 高橋啓介 プロジェクトD 10th 特別仕様                    | ☆8             | ◯        | ◯        |
| ┣ FD3S 頭文字D 高橋啓介 プロジェクトD オーラ仕様                       | ☆5             | ◯        |          |
| ┣ FD3S 頭文字D 高橋啓介 プロジェクトD 原作タッチ仕様                   | ☆7             | ◯        |          |
| ┣ FD3S 頭文字D 高橋啓介 プロジェクトD-究極コラボ-仕様                  | ☆5             | ×        |          |
| ┣ FD3S 木村チューン 瀬戸口ノブ仕様                                     | ☆4             | ×        |          |
| ┣ FD3S 木村チューン 瀬戸口ノブ 原作タッチ仕様                          | ☆6             | ○        |          |
| ┣ FD3S 首都高バトル 白いカリスマ仕様                                   | ☆7             | ○        |          |
| ┣ FD3S 首都高バトル 白いカリスマ オーラ仕様                            | ☆8             | ◯        | ◯        |
| ┣ FD3S 林チューン オキ仕様                                             | ☆4             | ×        |          |
| ┣ FD3S 林チューン オキ 擬音仕様                                        | ☆5             | ×        |          |
| ┣ RE雨宮 GruppeM RX-7 末永正雄仕様                                     | ☆5             | ×        |          |
| ┣ RE雨宮 K&N RX-7 松井有紀夫仕様                                       | ☆5             | ×        |          |
| ┣ RE雨宮 K&N RX-7'20 松井有紀夫仕様                                    | ☆6             | ×        |          |
| ┣ RE雨宮 Matsukiyo RX-7 松井有紀夫仕様                                 | ☆6             | ◯        |          |
| ┣ RE雨宮 Matsukiyo RX-7'23 松井有紀夫仕様                              | ☆7             | ◯        |          |
| ┣ RE雨宮 過給圧"魔王"上昇7 9号機                                       | ☆7             | ◯        |          |
| ┣ RE雨宮 SUNOCO RX-7 末永正雄仕様                                      | ☆5             | ×        |          |
| ┗ TCP MAGIC RX-7 藤中学仕様                                            | ☆4             | ×        |          |
| RX-8 (SE3P)                                                            | ☆4             | ×        |          |
| ┣ SE3P XD仕様                                                          | ☆5             | ◯        |          |
| ┣ SE3P HIGH SPEC 絶影仕様                                              | ☆7             | ◯        | ○        |
| ┣ SE3P HIGH SPEC 松風仕様                                              | ☆5             | ◯        |          |
| ┣ SE3P LEG MOTOR SPORT仕様                                             | ☆5             | ×        |          |
| ┣ SE3P R Magic 二代目・銀八仕様                                        | ☆5             | ×        |          |
| ┣ SE3P 首都高バトル 12時過ぎのシンデレラ仕様                           | ☆7             | ○        |          |
| ┗ SE3P 爆ハン仕様                                                      | ☆4             | ×        |          |
| SAVANNA GT (S124A)                                                     | ☆4             | ×        |          |
| ┣ LB-WORKS SAVANNA RX-3仕様                                            | ☆5             | ◯        |          |
| ┗ S124A HIGH SPEC 深碧仕様                                             | ☆7             | ◯        |          |
| SAVANNA RX-7 GT-X(FC3S)                                                | ☆4             | ◯        |          |
| ┣ FC3S HIGH SPEC Flamberge仕様                                         | ☆5             | ◯        |          |
| ┣ FC3S PANDEM仕様                                                      | ☆7             | ◯        |          |
| ┣ FC3S Project μ メイクヒロタ HID信玄 Oldstar 7 岩井照宜仕様           | ☆5             | ×        |          |
| ┣ FC3S XD仕様                                                          | ☆5             | ◯        |          |
| ┣ FC3S ZERO 城島洸一仕様                                               | ☆4             | ×        |          |
| ┣ FC3S ZERO 城島洸一 擬音仕様                                          | ☆5             | ×        |          |
| ┣ FC3S 頭文字D Ver. 高橋涼介仕様                                       | ☆5             | ×        |          |
| ┣ FC3S 頭文字D 赤城レッドサンズ 高橋涼介 10th 特別仕様                 | ☆7             | ◯        |          |
| ┣ FC3S 頭文字D 赤城レッドサンズ 高橋涼介 30th 擬音仕様                 | ☆7             | ◯        |          |
| ┣ FC3S 頭文字D 赤城レッドサンズ 高橋涼介 擬音仕様                      | ☆4             | ◯        |          |
| ┣ FC3S 頭文字D 赤城レッドサンズ 高橋涼介 原作タッチ仕様                | ☆7             | ◯        |          |
| ┣ FC3S 頭文字D 夢現Ver. 高橋涼介仕様                                   | ☆5             | ×        |          |
| ┣ FC3S 頭文字D 高橋涼介 プロジェクトD仕様                              | ☆5             | ×        |          |
| ┣ FC3S 頭文字D 高橋涼介 プロジェクトD 10th 特別仕様                    | ☆8             | ◯        | ◯        |
| ┣ FC3S 頭文字D 高橋涼介 プロジェクトD オーラ仕様                       | ☆5             | ×        |          |
| ┣ FC3S 頭文字D 高橋涼介 プロジェクトD 原作タッチ仕様                   | ☆7             | ◯        |          |
| ┣ FC3S 頭文字D 高橋涼介 プロジェクトD-究極コラボ-仕様                  | ☆5             | ×        |          |
| ┣ FD3S 首都高バトル 白銀の貴公子仕様                                   | ☆7             | ○        |          |
| ┗ FC3S 爆エコ仕様                                                      | ☆4             | ×        |          |
| SAVANNA RX-7 Turbo SE-Limited(SA22C)                                   | ☆4             | ×        |          |
| ┣ SA22C HIGH SPEC 烈風仕様                                             | ☆6             | ◯        |          |
| ┣ SA22C HIGH SPEC 烈風 Gold Edition仕様(11周年記念)                    | ☆7             | ◯        |          |
| ┣ SA22C RE雨宮ストリート7 IMSA仕様                                     | ☆6             | ×        |          |
| ┣ SA22C チャンプ 那智渡仕様                                            | ☆5             | ×        |          |
| ┣ SA22C チャンプ 那智渡 リアル仕様                                     | ☆5             | ×        |          |
| ┣ SA22C チャンプモンスター 那智渡仕様                                  | ☆5             | ×        |          |
| ┣ SA22C 爆高仕様                                                       | ☆4             | ×        |          |
| ┣ SA22C メカドック 那智渡仕様                                          | ☆4             | ×        |          |
| ┗ 夢幻アウトバーン SA22C 兵藤千里仕様                                  | ☆4             | ×        |          |

#### メルセデス・ベンツ
| 車両名                               | 初期レアリティ | ☆7解禁済 | ☆8解禁済 |
| 190E 2.5-16 Evolution II (W201)      | ☆5             | ×        |          |
| AMG GT S 130th Anniversary Edition   | ☆5             | ◯        |          |
| ┣ AMG GT Black Series仕様            | ☆8             | ◯        | ◯        |
| ┣ AMG GT S 大谷洋介仕様              | ☆5             | ×        |          |
| ┣ AMG GT S 大谷洋介 アニメタッチ仕様 | ☆7             | ◯        |          |
| ┗ AMG GT S NOB SPECIAL 谷口信輝仕様  | ☆5             | ×        |          |
| SLS AMG GT (C197)                    | ☆5             | ◯        |          |
| Mercedes-Maybach S-Class (X222)      | ☆5             | ◯        |          |

#### 三菱自動車工業
| 車両名                                                     | 初期レアリティ | ☆7解禁済 | ☆8解禁済 |
| ColtGalant GTO-MR (A53C)                                   | ☆3             | ×        |          |
| COLT RALLIART Version-R Special (Z27AG)                    | ☆4             | ×        |          |
| FTO (DE3A)                                                 | ☆3             | ×        |          |
| ┣ DE3A HIGH SPEC 暁月仕様                                  | ☆5             | ◯        |          |
| ┗ DE3A HIGH SPEC 朔月仕様                                  | ☆6             | ◯        |          |
| GALANT VR-4 (E39A)                                         | ☆4             | ×        |          |
| GTO (Z16A)                                                 | ☆4             | ◯        |          |
| ┣ Z16A HIGH SPEC 村正・影打仕様                            | ☆6             | ◯        |          |
| ┣ Z16A HIGH SPEC 村正・真打仕様                            | ☆6             | ◯        |          |
| ┣ Z16A HIGH SPEC 村正・幽玄仕様                            | ☆6             | ◯        |          |
| ┗ Z16A 首都高バトル ミッドナイトローズ仕様                 | ☆6             | ◯        |          |
| LANCER Evolution III GSR (CE9A)                            | ☆4             | ◯        |          |
| ┣ CE9A HIGH SPEC Uranus仕様                                | ☆5             | ◯        |          |
| ┣ CE9A HIGH SPEC Uranus Evolve仕様                         | ☆7             | ◯        |          |
| ┣ CE9A XD仕様                                              | ☆5             | ◯        |          |
| ┣ CE9A エンペラー 須藤京一仕様                             | ☆4             | ×        |          |
| ┣ CE9A エンペラー 須藤京一 10th仕様                        | ☆7             | ◯        |          |
| ┣ CE9A エンペラー 須藤京一 30th 擬音仕様                   | ☆7             | ◯        |          |
| ┣ CE9A エンペラー 須藤京一-究極コラボ-仕様                 | ☆4             | ×        |          |
| ┗ CE9A エンペラー 須藤京一 原作タッチ仕様                  | ☆6             | ◯        |          |
| LANCER Evolution IV RS (CN9A)                              | ☆4             | 〇       |          |
| ┣ CN9A GSR 4th anniv.仕様                                  | ☆4             | ◯        |          |
| ┣ CN9A RS XD仕様                                           | ☆5             | ◯        |          |
| ┣ CN9A RS エンペラー 岩城清次仕様                          | ☆4             | ×        |          |
| ┗ CN9A RS エンペラー 岩城清次 原作タッチ仕様               | ☆5             | ◯        |          |
| LANCER Evolution V GSR (CP9A)                              | ☆4             | ×        |          |
| ┣ Evo5 RS WORKS-R 神谷英次仕様                             | ☆4             | ×        |          |
| ┣ Evo5 RS WORKS-R 神谷英次 擬音仕様                        | ☆5             | ×        |          |
| ┣ Evo5 RS WORKS-R 神谷英次-究極コラボ-仕様                 | ☆4             | ×        |          |
| ┣ Evo5 XD仕様                                              | ☆5             | ◯        |          |
| ┣ Evo5 XD オーラ仕様                                       | ☆8             | ◯        | ◯        |
| ┣ Evo5 爆高仕様                                            | ☆4             | ×        |          |
| ┗ Evo5 首都高バトル 難波の不沈艦仕様                       | ☆6             | ◯        |          |
| LANCER Evolution VI GSR (CP9A)                             | ☆4             | ×        |          |
| ┣ Evo6 GSR アニメ風ドリスピ仕様                            | ☆7             | ◯        |          |
| ┗ Evo6 RS WORKS-R 神谷マキ仕様                             | ☆4             | ×        |          |
| LANCER Evolution VII GSR (CT9A)                            | ☆4             | ×        |          |
| ┗ Evo 7 GSR チーム246 小早川仕様                           | ☆5             | ×        |          |
| LANCER Evolution VIII MR GSR (CT9A)                        | ☆4             | ×        |          |
| ┣ Evo8 HIGH SPEC Mars仕様                                  | ☆7             | ◯        | ◯        |
| ┗ Evo8 HIGH SPEC Mars オーラ仕様                           | ☆7             | 〇       | ◯        |
| LANCER Evolution IX MR GSR (CT9A)                          | ☆5             | ×        |          |
| ┣ EvoIX HIGH SPEC BlackSwan仕様                            | ☆4             | ◯        |          |
| ┣ EvoIX HIGH SPEC BlackSwan Gold Edition仕様(1100万DL記念) | ☆7             | ◯        | ○        |
| ┣ EvoIX HIGH SPEC BlackSwan Reboot仕様                     | ☆7             | ◯        | ◯        |
| ┣ EvoIX Pumpkin kSwan仕様 (2023年ハロウィン特別企画車)     | ☆7             | ◯        |          |
| ┗ EvoIX XD仕様                                             | ☆5             | 〇       |          |
| LANCER Evolution X (CZ4A)                                  | ☆5             | ×        |          |
| ┣ CUTE LANCER Evolution X 島村卯月SP                       | ☆5             | ×        |          |
| ┣ CZ4A Final Concept仕様                                   | ☆6             | ◯        |          |
| ┣ CZ4A HIGH SPEC Forest Dragoon仕様                        | ☆7             | ◯        |          |
| ┣ CZ4A HIGH SPEC Neptune仕様                               | ☆5             | ◯        |          |
| ┣ CZ4A HIGH SPEC Neptune Nova仕様                          | ☆7             | ◯        |          |
| ┣ CZ4A HIGH SPEC Neptune Nova オーラ仕様                   | ☆8             | ◯        | ◯        |
| ┣ CZ4A HIGH SPEC Neptune Trident仕様                       | ☆6             | ◯        |          |
| ┣ CZ4A XD仕様                                              | ☆5             | ◯        |          |
| ┗ LANCER Evolution FINAL EDITION (CZ4A)                    | ☆6             | ◯        |          |
| PAJERO Evolution (V55W)                                    | ☆4             | ◯        |          |
| STARION GSR-VR (A187A)                                     | ☆4             | ×        |          |

#### 光岡自動車
| 車両名                            | 初期レアリティ | ☆7解禁済 | ☆8解禁済 |
| OROCHI (MSP1)                     | ☆5             | ◯        |          |
| ┣ MSP1 HIGH SPEC 白蛇仕様         | ☆8             | ◯        | ◯        |
| ┣ MSP1 オーラ仕様                 | ☆8             | ◯        | ◯        |
| ┗ SPHERE LIGHTオロチ LB-WORKS仕様 | ☆7             | ◯        |          |

#### 日産自動車
| 車両名                                                        | 初期レアリティ | ☆7解禁済 | ☆8解禁済 | ☆9解禁済 |
| 180SX (RPS13)                                                 | ☆3             | ◯        |          |          |
| ┣ B-WEST 180SX with 柿本改 D2 唄和也仕様                      | ☆4             | ×        |          |          |
| ┣ RPS13 G-MEISTER as ORIGIN Labo. 180SX 目桑宏次郎仕様        | ☆4             | ◯        |          |          |
| ┣ RPS13 G-MEISTER ORIGIN Labo. 180SX 目桑宏次郎 2022年仕様    | ☆5             | ◯        |          |          |
| ┣ RPS13 MUSEE PLATINUM D×D 180SX 久保川澄花仕様               | ☆6             | ◯        |          |          |
| ┣ RPS13 Rocket Bunny仕様                                      | ☆7             | ◯        |          |          |
| ┣ RPS13 TYPE X NISMO仕様                                      | ☆7             | ◯        |          |          |
| ┣ RPS13 XD仕様                                                | ☆5             | ◯        |          |          |
| ┣ RPS13 "ゲテちゃん" 谷口信輝仕様                             | ☆5             | ×        |          |          |
| ┣ RPS13 ハイチュウ号 久保川澄花仕様                           | ☆6             | ◯        |          |          |
| ┣ Team TOYO TIRES DRIFT 180SX 藤野秀之仕様                    | ☆5             | ×        |          |          |
| ┣ WISTERIA 180SX 藤野秀之仕様                                 | ☆5             | ×        |          |          |
| ┗ WISTERIA 180SX'18 藤野秀之仕様                              | ☆5             | ×        |          |          |
| Be-1 (BK10)                                                   | ☆3             | ×        |          |          |
| CEDRIC (K430) シャコタン☆ブギ トシ坊くん仕様                  | ☆5             | ×        |          |          |
| CEDRIC BROUGHAM VIP (HY33)                                    | ☆4             | ×        |          |          |
| ┗ HY33 2023 New Year仕様                                      | ☆5             | ◯        |          |          |
| CEFIRO SPORT CRUISING (CA31)                                  | ☆4             | ◯        |          |          |
| Fairlady 280Z T-Bar Roof (HS130)                              | ☆4             | ×        |          |          |
| ┗ HS130 PANDEM仕様                                            | ☆6             | ◯        |          |          |
| Fairlady Z (S30)                                              | ☆3             | ◯        |          |          |
| ┣ HS30 DATSUN 240ZG(1975年ル・マン24時間レース出場車)         | ☆6             | ◯        |          |          |
| ┣ HS30 Fairlady 240ZG                                         | ☆3             | ◯        |          |          |
| ┣ HS30 Fairlady 240ZG REVIVAL SPEC                            | ☆8             | ◯        | ◯        |          |
| ┣ PS30 Fairlady Z 432-R                                       | ☆4             | ◯        |          |          |
| ┣ S30 HIGH SPEC 黒鷺仕様                                      | ☆5             | ◯        |          |          |
| ┣ S30 HIGH SPEC 黒鷺 オーラ仕様                               | ☆8             | ◯        | ◯        |          |
| ┣ S30 LB-WORKS仕様                                            | ☆5             | ◯        |          |          |
| ┣ S30 -Version 735-                                           | ☆3             | ◯        |          |          |
| ┣ S30 -Version 735- Gold Edition仕様                          | ☆7             | ◯        |          |          |
| ┣ S30 -Version 735-'19                                        | ☆5             | ×        |          |          |
| ┣ S30 -Version 735-'19 Gold Edition仕様                       | ☆7             | ◯        |          |          |
| ┣ S30 悪魔のZ 朝倉アキオ仕様                                  | ☆4             | ×        |          |          |
| ┣ S30 悪魔のZ 朝倉アキオ-究極コラボ-仕様                      | ☆4             | ×        |          |          |
| ┣ S30 悪魔のZ 朝倉アキオ 水彩仕様                             | ☆4             | ×        |          |          |
| ┣ S30 悪魔のZ 朝倉アキオ 名言仕様                             | ☆4             | ×        |          |          |
| ┣ S30 悪魔のZ 北見チューン仕様                                | ☆5             | ×        |          |          |
| ┣ S30 悪魔のZ 北見チューン-究極コラボ-仕様                    | ☆5             | ×        |          |          |
| ┣ S30 悪魔のZ 北見チューン オーラ仕様                         | ☆6             | ×        |          |          |
| ┣ S30 悪魔のZ 北見チューン カットイン仕様                     | ☆7             | ◯        |          |          |
| ┣ S30 悪魔のZ 北見チューン 水彩仕様                           | ☆7             | ◯        |          |          |
| ┣ S30 悪魔のZ 北見チューン改仕様                              | ☆5             | ×        |          |          |
| ┣ S30 悪魔のZ 北見チューン改-究極コラボ-仕様                  | ☆5             | ×        |          |          |
| ┣ S30 悪魔のZ 北見チューン改 原作タッチ仕様                   | ☆8             | ○        | ○        |          |
| ┣ S30 悪魔のZ 原作タッチ仕様                                  | ☆7             | ○        |          |          |
| ┣ S30 シャコタン☆ブギ Yanky Mate Z アキラ仕様                 | ☆5             | ×        |          |          |
| ┣ S30 シャコタン☆ブギ Yanky Mate Z アキラ アナザーカラー仕様  | ☆5             | ×        |          |          |
| ┣ S30 爆高仕様                                                | ☆3             | ×        |          |          |
| ┣ S30 日向仕様                                                | ☆5             | ◯        |          |          |
| ┣ ワタナベ Fairlady Z ゼロヨン 渡辺俊光仕様                   | ☆5             | ×        |          |          |
| ┣ ワタナベ Fairlady Z ゼロヨン 渡辺俊光 リアル仕様            | ☆6             | ×        |          |          |
| ┣ ワタナベ スーパーZ 240ZG 渡辺俊光仕様                       | ☆5             | ×        |          |          |
| ┗ ワタナベ スーパーZ 240ZG 渡辺俊光 リアル仕様                | ☆6             | ×        |          |          |
| Fairlady Z (Z31)                                              | ☆4             | ×        |          |          |
| ┣ HZ31 -Version 735-                                          | ☆4             | ×        |          |          |
| ┣ HZ31 -Version 735- Gold Edition仕様(1500万DL記念)           | ☆7             | ◯        | ○        |          |
| ┣ Z31 300ZX 原田仕様                                          | ☆4             | ×        |          |          |
| ┣ Z31 300ZX 原田 原作タッチ仕様                               | ☆5             | ○        |          |          |
| ┣ Z31 300ZX メカドックグレーサーZ 風見潤仕様                  | ☆5             | ×        |          |          |
| ┗ Z31 300ZX メカドックグレーサーZ 風見潤 リアル仕様           | ☆7             | ◯        |          |          |
| Fairlady Z (Z32)                                              | ☆4             | ◯        |          |          |
| ┣ Z32 HIGH SPEC Schuld仕様                                    | ☆7             | ◯        |          |          |
| ┣ Z32 HIGH SPEC Schuld オーラ仕様                             | ☆8             | ◯        | ◯        |          |
| ┣ Z32 HIGH SPEC Strafe仕様                                    | ☆5             | ◯        |          |          |
| ┣ Z32 XD仕様                                                  | ☆5             | ◯        |          |          |
| ┣ Z32 -Version 735-                                           | ☆4             | ◯        |          |          |
| ┣ Z32 -Version 735- '24                                       | ☆7             | ◯        |          |          |
| ┣ Z32 山下ファクトリー 森下マコト仕様                         | ☆4             | ×        |          |          |
| ┣ Z32 山下ファクトリー 森下マコト 擬音仕様                    | ☆5             | ×        |          |          |
| ┣ Z32 山下ファクトリー 森下マコト-究極コラボ-仕様             | ☆4             | ×        |          |          |
| ┗ Z32 山下ファクトリー 森下マコト 原作タッチ仕様              | ☆6             | ○        |          |          |
| FAIRLADY Z (Z33)                                              | ☆4             | ×        |          |          |
| ┣ NISMO FAIRLADY Z S-tune GT仕様                              | ☆6             | ◯        |          |          |
| ┣ Z33 FAIRLADY Z Version NISMO Type 380RS-Competition仕様     | ☆6             | ◯        |          |          |
| ┣ Z33 LYZER Z334 ポン仕様                                     | ☆4             | ×        |          |          |
| ┣ Z33 Rocket Bunny仕様                                        | ☆6             | ◯        |          |          |
| ┣ Z33 -Version 735-                                           | ☆5             | ◯        |          |          |
| ┣ Z33 チーム・スパイラル 池田竜次 原作タッチ仕様              | ☆4             | ◯        |          |          |
| ┗ Z33 チーム・スパイラル 池田竜次-究極コラボ-仕様             | ☆4             | ×        |          |          |
| FAIRLADY Z (Z34)                                              | ☆5             | ◯        |          |          |
| ┣ FAIRLADY Z NISMO (Z34)                                      | ☆5             | ◯        |          |          |
| ┣ Z34 50th Anniversary仕様                                    | ☆5             | ◯        |          |          |
| ┣ Z34 Heritage edition仕様                                    | ☆5             | ◯        |          |          |
| ┣ Z34 HIGH SPEC Chevalier仕様                                 | ☆5             | ◯        |          |          |
| ┣ Z34 HIGH SPEC Grand-Croix仕様                               | ☆7             | ◯        |          |          |
| ┣ Z34 HIGH SPEC Grand-Croix オーラ仕様                        | ☆7             | ◯        |          |          |
| ┣ Z34 TONE RT 4413 #773 塚本奈々美仕様                        | ☆5             | ◯        |          |          |
| ┣ Z34 -Version 735-                                           | ☆5             | ◯        |          |          |
| ┗ Z34 XD仕様                                                  | ☆5             | ◯        |          |          |
| FAIRLADY Z Version ST (RZ34) XD仕様                           | ☆6             | ○        |          |          |
| ┣ FAIRLADY Z Prototype                                        | ☆6             | ×        |          |          |
| ┣ RZ34 Version S GReddy仕様                                   | ☆7             | ◯        |          |          |
| ┣ RZ34 HIGH SPEC God Hand仕様                                 | ☆8             | ◯        | ◯        |          |
| ┣ RZ34 NISMO仕様                                              | ☆8             | ◯        | ◯        |          |
| ┣ RZ34 PANDEM仕様                                             | ☆7             | ○        |          |          |
| ┣ RZ34 GReddy Stance仕様                                      | ☆9             | ○        | ○        | ○        |
| ┣ RZ34 -Version 735-                                          | ☆8             | ◯        | ◯        |          |
| ┗ Z CUSTOMIZED PROTO仕様                                      | ☆6             | ◯        |          |          |
| FIGARO (FK10)                                                 | ☆3             | ×        |          |          |
| ┗ FK10 HIGH SPEC Oberon仕様                                   | ☆7             | ◯        |          |          |
| FUGA (Y51)                                                    | ☆5             | ×        |          |          |
| GLORIA GranTurismo ULTIMA (HY33)                              | ☆4             | ×        |          |          |
| GT-R (R35)                                                    | ☆6             | ◯        |          |          |
| ┣ 2018 Nissan GT-R50 by Italdesign                            | ☆7             | ◯        | ◯        |          |
| ┣ 2018 Nissan GT-R50 by Italdesign Rosso Rubino仕様           | ☆7             | ◯        |          |          |
| ┣ GReddy 35RX Spec-D 川畑真人仕様                             | ☆5             | ×        |          |          |
| ┣ GReddy 35RX Spec-D '16 川畑真人仕様                         | ☆5             | ×        |          |          |
| ┣ GReddy 35RX Spec-D '17 川畑真人仕様                         | ☆5             | ×        |          |          |
| ┣ GReddy 35RX Spec-D '17 FinalVer. 川畑真人仕様               | ☆5             | ×        |          |          |
| ┣ GReddy 35RX Spec-D '18 川畑真人仕様                         | ☆5             | ×        |          |          |
| ┣ GReddy 35RX Spec-D'24仕様                                   | ☆8             | ◯        | ◯        |          |
| ┣ GT-R50 by Italdesign                                        | ☆8             | ◯        | ◯        |          |
| ┣ GT-R NISMO (R35)                                            | ☆6             | ◯        |          |          |
| ┣ GT-R NISMO 2017 (R35)                                       | ☆7             | ◯        | ○        |          |
| ┣ GT-R NISMO 2017 (R35) 相葉瞬仕様                            | ☆7             | ◯        |          |          |
| ┣ GT-R NISMO 2017 (R35) 相葉瞬 アニメタッチ仕様               | ☆7             | ◯        |          |          |
| ┣ GT-R NISMO 2017 (R35) 相葉瞬 原作タッチ仕様                 | ☆7             | ◯        |          |          |
| ┣ GT-R NISMO 2020 (R35)                                       | ☆7             | ◯        | ○        |          |
| ┣ GT-R NISMO 2022 Special Edition (R35)                       | ☆7             | ◯        | ○        |          |
| ┣ GT-R NISMO 2022 Special Edition (R35) オーラ仕様            | ☆7             | ◯        | ×        |          |
| ┣ GT-R NISMO Special edition MY24 (R35)                       | ☆8             | ◯        | ◯        |          |
| ┣ GT-R NISMO Special edition MY25 (R35)                       | ☆8             | ◯        | ◯        |          |
| ┣ GT-R Track edition engineered by NISMO T-spec (R35)         | ☆7             | ◯        | ◯        |          |
| ┣ MCR R35 GT-R NISMO (R35)                                    | ☆7             | ◯        |          |          |
| ┣ R35 HIGH SPEC PAC-MAN(パックマン42周年特別車)               | ☆7             | ◯        |          |          |
| ┣ R35 HIGH SPEC Tachyon仕様                                   | ☆5             | ◯        |          |          |
| ┣ R35 HIGH SPEC Tachyon Mach仕様                              | ☆6             | ◯        |          |          |
| ┣ R35 HIGH SPEC Tachyon MK-II仕様                             | ☆7             | ◯        |          |          |
| ┣ R35 HIGH SPEC Tachyon MK-II オーラ仕様                      | ☆8             | ◯        | ◯        |          |
| ┣ R35 HKS R35 GT1000+仕様                                     | ☆7             | ◯        |          |          |
| ┣ R35 LB-Silhouette WORKS GT NISSAN 35GT-RR仕様               | ☆7             | ◯        |          |          |
| ┣ R35 LB-WORKS Type1.5仕様                                    | ☆7             | ◯        |          |          |
| ┣ R35 MY2017                                                  | ☆7             | ◯        | ◯        |          |
| ┣ R35 MY2017 HIGH SPEC Anubis仕様                             | ☆8             | ◯        | ◯        |          |
| ┣ R35 MY2017 HIGH SPEC Fake or Genuine仕様                    | ☆7             | ◯        |          |          |
| ┣ R35 MY2017 HIGH SPEC Razzle Dazzle仕様                      | ☆7             | ◯        |          |          |
| ┣ R35 MY2017 HIGH SPEC 不知火仕様                             | ☆7             | ◯        | ○        |          |
| ┣ R35 Midnight Opal Edition MY18                              | ☆7             | ◯        |          |          |
| ┣ R35 Mine's MY11                                             | ☆7             | ◯        |          |          |
| ┣ R35 MY2020 50th Anniversary仕様                             | ☆7             | ◯        |          |          |
| ┣ R35 Premium edition MY2020                                  | ☆7             | ◯        | ○        |          |
| ┣ R35 Premium edition MY2020 XD仕様                           | ☆7             | ◯        | ◯        |          |
| ┣ R35 Premium edition MY2022 T-spec XD仕様                    | ☆7             | ◯        | ◯        |          |
| ┣ R35 Premium edition MY2022 T-spec HIGH SPEC 迦具土仕様      | ☆8             | ◯        | ◯        |          |
| ┣ R35 Premium edition MY2024 T-spec                           | ☆8             | ◯        | ◯        |          |
| ┣ R35 Premium edition MY2024 GReddy 35RXver.2                 | ☆8             | ◯        | ◯        |          |
| ┣ R35 Premium edition MY2024 T-spec HIGH SPEC Augstus仕様     | ☆8             | ◯        | ◯        |          |
| ┣ R35 Rocket Bunny仕様                                        | ☆7             | ◯        |          |          |
| ┣ R35 アライズ 有栖高彦-究極コラボ-仕様                       | ☆5             | ×        |          |          |
| ┣ R35 アライズ 有栖高彦 オーラ仕様                            | ☆5             | ×        |          |          |
| ┣ R35 アライズ 有栖高彦 原作タッチ仕様                        | ☆6             | ○        |          |          |
| ┗ R35 世界最速ドリフト仕様                                    | ☆7             | ◯        | ○        |          |
| IDx Freeflow                                                  | ☆6             | ◯        |          |          |
| ┣ IDx NISMO                                                   | ☆7             | ◯        |          |          |
| ┗ IDx NISMO オーラ仕様                                        | ☆7             | ◯        |          |          |
| JUKE-R 2.0                                                    | ☆5             | ◯        |          |          |
| LAUREL HARDTOP 2000SGX (KHC130)                               | ☆8             | ◯        |          |          |
| ┗ KHC130 HIGH SPEC 威風仕様                                   | ☆7             | ◯        |          |          |
| LAUREL (C33) TEAM RYOJI WAKO'S 木口健治仕様                   | ☆4             | ×        |          |          |
| LAUREL 25 CLUB-S TURBO TypeX (GC35)                           | ☆4             | ×        |          |          |
| LEOPARD 3.0 Ultima (UF31)                                     | ☆4             | ×        |          |          |
| NOTE AURA NISMO tuned e-POWER 4WD (FSNE13)                    | ☆7             | ◯        | ◯        |          |
| ONEVIA (S13)                                                  | ☆4             | ×        |          |          |
| PAO (PK10)                                                    | ☆4             | ×        |          |          |
| PULSAR GTI-R (RNN14)                                          | ☆4             | ◯        |          |          |
| PRIMERA 2.0Te (HP10)                                          | ☆4             | ◯        |          |          |
| R390 GT1 Road car                                             | ☆8             | ◯        | ◯        |          |
| ┗ R390 GT1'97仕様                                             | ☆8             | ◯        | ◯        |          |
| R89C                                                          | ☆7             | ◯        |          |          |
| S-CARGO (G20)                                                 | ☆3             | ×        |          |          |
| SILEIGHTY (RPS13)                                             | ☆4             | ×        |          |          |
| ┣ SILEIGHTY HIGH SPEC 金剛仕様                                | ☆7             | ◯        |          |          |
| ┣ SILEIGHTY 頭文字D インパクトブルー773 塚本奈々美仕様        | ☆4             | ×        |          |          |
| ┣ SILEIGHTY イニシャルD インパクトブルー773'18 塚本奈々美仕様 | ☆4             | ×        |          |          |
| ┣ SILEIGHTY インパクトブルー 佐藤真子＆沙雪仕様               | ☆5             | ×        |          |          |
| ┣ SILEIGHTY インパクトブルー 佐藤真子-究極コラボ-仕様         | ☆5             | ×        |          |          |
| ┗ SILEIGHTY インパクトブルー 佐藤真子 原作タッチ仕様          | ☆5             | ◯        |          |          |
| SILVIA K's (S13)                                              | ☆4             | ◯        |          |          |
| ┣ S13 HIGH SPEC Deep Nightmare仕様                            | ☆7             | ◯        |          |          |
| ┣ S13 HIGH SPEC NIGHTMARE仕様                                 | ☆5             | ◯        |          |          |
| ┣ S13 Rocket Bunny仕様                                        | ☆5             | ◯        |          |          |
| ┣ S13 TOPTUL 極 N-style ワンビア ヴィトー博貴仕様             | ☆5             | ◯        |          |          |
| ┣ S13 TOPTUL RACING GEAR × NGKワンビア ヴィトー博貴仕様       | ☆7             | ◯        |          |          |
| ┣ S13 V8 VALINO N-STYLE SILVIA 中村直樹仕様                   | ☆8             | ◯        | ◯        |          |
| ┣ S13 VALINO N-STYLE SILVIA 中村直樹仕様                      | ☆7             | ◯        |          |          |
| ┣ S13 秋名スピードスターズ 池谷浩一郎仕様                     | ☆4             | ×        |          |          |
| ┣ S13 秋名スピードスターズ 池谷浩一郎 10th仕様                | ☆6             | ◯        |          |          |
| ┣ S13 秋名スピードスターズ 池谷浩一郎 30th 擬音仕様           | ☆7             | ◯        |          |          |
| ┗ S13 秋名スピードスターズ 池谷浩一郎 原作タッチ仕様          | ☆4             | ◯        |          |          |
| Silvia K's (S14) 前期型                                       | ☆4             | ◯        |          |          |
| ┣ S14 K's 後期型                                              | ☆4             | ◯        |          |          |
| ┣ S14 NACガールズ&パンツァーS14 激 IK 村山悌啓仕様            | ☆5             | ×        |          |          |
| ┣ S14 NISMO 270R                                              | ☆5             | ◯        |          |          |
| ┣ S14 NAVIGATE KRC VE-S14 今前田隆敏仕様                      | ☆4             | ×        |          |          |
| ┣ S14 NK 河上善計仕様                                         | ☆4             | ×        |          |          |
| ┣ S14 Q's 赤城レッドサンズ 中村賢太仕様                       | ☆4             | ×        |          |          |
| ┣ S14 SunRISE hibinojyuku 日比野哲也仕様                      | ☆5             | ×        |          |          |
| ┣ S14 SunRISE hibinojyuku SAILUN 日比野哲也仕様               | ☆6             | ×        |          |          |
| ┣ S14 えっくす☆きゅーと 773 塚本奈々美仕様                    | ☆5             | ◯        |          |          |
| ┗ S14 塚本奈々美 S14ストリート号仕様                          | ☆4             | ×        |          |          |
| Silvia spec.R(S15)                                            | ☆4             | ×        |          |          |
| ┣ D-MAX S15 2JZ 横井昌志仕様                                  | ☆4             | ×        |          |          |
| ┣ D-MAX S15 1号機 横井昌志仕様                                | ☆4             | ×        |          |          |
| ┣ D-MAX S15 SILVIA 横井昌志仕様                               | ☆5             | ×        |          |          |
| ┣ D-MAX S15 SILVIA 2JZ 3号機'23 末永正雄仕様                  | ☆6             | ◯        |          |          |
| ┣ D-MAX S15 SILVIA 2JZ 3号機'24 田野結希仕様                  | ☆6             | ◯        |          |          |
| ┣ D-MAX S15 SILVIA 2JZ 4号機'23 横井昌志仕様                  | ☆7             | ◯        |          |          |
| ┣ D-MAX S15 SILVIA 2JZ 4号機'24 横井昌志仕様                  | ☆7             | ◯        |          |          |
| ┣ RC926 with TOYO TIRES Silvia 内海彰乃仕様                   | ☆4             | ×        |          |          |
| ┣ S15 Crystal H.E N-Style 極 SILVIA 中村直樹仕様              | ☆5             | ×        |          |          |
| ┣ S15 G-MEISTER as SILVIA 山口孝二仕様                        | ☆5             | ◯        |          |          |
| ┣ S15 HIGH SPEC 朧月仕様                                      | ☆5             | ◯        |          |          |
| ┣ S15 HIGH SPEC 朧月 Gold Edition仕様(1300万DL記念)仕様       | ☆7             | ◯        | ○        |          |
| ┣ S15 HIGH SPEC 宵月仕様                                      | ☆6             | ◯        |          |          |
| ┣ S15 HIGH SPEC 涼月仕様                                      | ☆6             | ◯        |          |          |
| ┣ S15 LB-Super Silhouette仕様                                 | ☆6             | ×        |          |          |
| ┣ S15 LINGLONG Team ORANGE SILVIA S15-2JZ 小橋正典仕様        | ☆6             | ◯        |          |          |
| ┣ S15 MUGEN PLUS 極 SILVIA 中村直樹仕様                       | ☆6             | ◯        |          |          |
| ┣ S15 NOB SPECIAL 谷口信輝仕様                                | ☆5             | ◯        |          |          |
| ┣ S15 REVERSE KNUCKLE SILVIA 秋葉瑠世仕様                     | ☆5             | ◯        |          |          |
| ┣ S15 SAILUN TIRE DEXCEL 浅井工業 S15 内海彰乃仕様            | ☆4             | ×        |          |          |
| ┣ S15 VALINO VAZESTRA 植尾勝浩仕様                            | ☆7             | ◯        |          |          |
| ┣ S15 VALINO VR15 植尾勝浩仕様                                | ☆6             | ◯        |          |          |
| ┣ S15 XD仕様                                                  | ☆5             | ◯        |          |          |
| ┣ S15 XD オーラ仕様                                           | ☆7             | ◯        | ◯        |          |
| ┣ S15 首都高バトル ユウウツな天使仕様                         | ☆7             | ○        |          |          |
| ┣ S15 首都高バトル ユウウツな天使 オーラ仕様                  | ☆7             | ○        |          |          |
| ┣ S15 チーム・スパイラル 奥山広也仕様                         | ☆4             | ×        |          |          |
| ┣ S15 チーム・スパイラル 奥山広也 原作タッチ仕様              | ☆5             | ×        |          |          |
| ┣ S15 SUNOCO/Diversion/Dixcel Silvia 内海彰乃＆川畑真人仕様   | ☆4             | ×        |          |          |
| ┣ S15 大昌カラーMercuryS15 サヤカスペシャル 下田沙也加仕様    | ☆4             | ×        |          |          |
| ┣ TEAM D-MAX S15 2JZ 4号機 横井昌志仕様                       | ☆6             | ×        |          |          |
| ┣ TEAM D-MAX S15 2JZ 4号機'21 横井昌志仕様                    | ☆6             | ◯        |          |          |
| ┣ TEAM D-MAX S15 2JZ 4号機'22 横井昌志仕様                    | ☆6             | ◯        |          |          |
| ┣ Team ORANGE SILVIA S15-2JZ 末永直登仕様                     | ☆5             | ×        |          |          |
| ┣ TOYO TIRES DRIFT S15 佐久間達也仕様                         | ☆4             | ×        |          |          |
| ┗ TOYO TIRES DRIFT S15 '15 佐久間達也仕様                     | ☆4             | ×        |          |          |
| SKYLINE 25GT-TURBO 4DOOR (ER34)                               | ☆4             | ×        |          |          |
| ┣ ER34 25GT-TURBO 2DOOR                                       | ☆4             | ×        |          |          |
| ┣ ER34 25GT-TURBO 2DOOR HIGH SPEC Kerukeion仕様               | ☆7             | ◯        |          |          |
| ┣ ER34 25GT-TURBO 2DOOR LB-ER34 Super Silhouette SKYLINE仕様  | ☆6             | ×        |          |          |
| ┣ ER34 25GT-TURBO 2DOOR セブンスターリーフ 川井淳郎仕様       | ☆4             | ×        |          |          |
| ┣ ER34 GOODRIDE ER34 SKYLINE 石川隼也仕様                     | ☆4             | ×        |          |          |
| ┣ ER34 LB-ER34 Super Silhouette SKYLINE Inazuma Ver.仕様      | ☆7             | ◯        |          |          |
| ┣ NAC DUNLOP BRIDE ER34 野村謙仕様                            | ☆4             | ×        |          |          |
| ┣ NACガールズ&パンツァーR34 DUNLOP BRIDE 野村謙仕様           | ☆5             | ×        |          |          |
| ┣ NAC R34 DUNLOP BRIDE 野村謙仕様                             | ☆5             | ×        |          |          |
| ┗ URAS RACING DUNLOP CUSCO SKYLINE 野村圭市仕様               | ☆6             | ◯        |          |          |
| SKYLINE COUPE 350GT PREMIUM(CPV35)                            | ☆5             | ◯        |          |          |
| SKYLINE COUPE (CKV36)                                         | ☆5             | ×        |          |          |
| ┣ CKV36 爆ハン仕様                                            | ☆5             | ×        |          |          |
| ┗ V36 skyline 370GT typeS Coupe LB-WORKS仕様                  | ☆6             | ◯        |          |          |
| SKYLINE 60th Limited (V37)                                    | ☆5             | ◯        |          |          |
| ┣ RV37 NISMO Limited                                          | ☆8             | ◯        | ◯        |          |
| ┣ RV37 SKYLINE 400R                                           | ☆5             | ◯        |          |          |
| ┣ RV37 SKYLINE 400R SPRINT CONCEPT                            | ☆6             | ◯        |          |          |
| ┗ V37 350GT HYBRID TYPE SP                                    | ☆5             | ×        |          |          |
| SKYLINE 2000GT (KGC10) シャコタン☆ブギ ジュン仕様             | ☆5             | ×        |          |          |
| SKYLINE 2000GT (GC111改) LB-WORKS KENMARY2Dr仕様              | ☆5             | ×        |          |          |
| SKYLINE 2000 turbo GT-E・S (C211)                             | ☆4             | ×        |          |          |
| ┣ C210 SKYLINE Hardtop 2000 GT-E・S Type                      | ☆3             | ×        |          |          |
| ┗ C211 HIGH SPEC 新風仕様                                     | ☆7             | ◯        |          |          |
| SKYLINE RS-X（R30）                                           | ☆4             | ◯        |          |          |
| ┣ DR30 SKYLINE HT 2000 Turbo RS                               | ☆4             | ×        |          |          |
| ┣ DR30 HIGH SPEC StormBringer仕様                             | ☆6             | ◯        |          |          |
| ┣ DR30 HIGH SPEC StormBringer Silver Edition オーラ仕様       | ☆8             | ◯        | ◯        |          |
| ┗ DR30 HIGH SPEC 黒鬼灯仕様                                   | ☆7             | ◯        | ◯        |          |
| SKYLINE GTS-R (R31)                                           | ☆4             | ◯        |          |          |
| SKYLINE 2000GT-R (KPGC10)                                     | ☆3             | ×        |          |          |
| ┣ KPGC10 HIGH SPEC 九龍仕様                                   | ☆7             | ◯        | ○        |          |
| ┣ KPGC10 HIGH SPEC 九龍・改仕様                               | ☆7             | ◯        | ○        |          |
| ┗ KPGC10 PANDEM 齋藤太吾仕様                                  | ☆8             | ◯        | ○        |          |
| SKYLINE 2000GT-R (KPGC110)                                    | ☆4             | ×        |          |          |
| ┣ KPGC110 HIGH SPEC 不死鳥仕様                                | ☆8             | ◯        | ◯        |          |
| ┣ KPGC110 チームGT-R 二階堂仕様                               | ☆4             | ×        |          |          |
| ┗ KPGC110 チームGT-R 二階堂 2019仕様                          | ☆4             | ×        |          |          |
| SKYLINE GT-R (BNR32)                                          | ☆4             | ◯        |          |          |
| ┣ BNR32 Group A仕様                                           | ☆6             | ◯        |          |          |
| ┣ BNR32 HIGH SPEC Bahamut仕様                                 | ☆8             | ◯        | ◯        |          |
| ┣ BNR32 HIGH SPEC Another Bahamut仕様                         | ☆8             | ◯        | ◯        |          |
| ┣ BNR32 NISMO S-tune仕様                                      | ☆7             | ◯        |          |          |
| ┣ BNR32 PANDEM仕様                                            | ☆7             | ◯        |          |          |
| ┣ BNR32 XD仕様                                                | ☆5             | ◯        |          |          |
| ┣ BNR32 XD オーラ仕様                                         | ☆7             | ◯        | ◯        |          |
| ┣ BNR32 YM SPEED 秋川レイナ仕様                               | ☆4             | ×        |          |          |
| ┣ BNR32 YM SPEED 秋川レイナ-究極コラボ-仕様                   | ☆4             | ×        |          |          |
| ┣ BNR32 YM SPEED 秋川レイナ 原作タッチ仕様                    | ☆7             | ○        |          |          |
| ┣ BNR32 YM SPEED 秋川レイナ 水彩仕様                          | ☆5             | ×        |          |          |
| ┣ BNR32 YM SPEED 秋川レイナ 名言仕様                          | ☆4             | ×        |          |          |
| ┣ BNR32 ガレージACE 友也仕様                                  | ☆5             | ×        |          |          |
| ┣ BNR32 ガレージACE 友也 擬音仕様                             | ☆5             | ×        |          |          |
| ┣ BNR32 死神 北条凜仕様                                       | ☆5             | ×        |          |          |
| ┣ BNR32 死神 北条凜 10th 特別仕様                             | ☆7             | ◯        |          |          |
| ┣ BNR32 死神 北条凜 原作タッチ仕様                            | ☆7             | ◯        |          |          |
| ┣ BNR32 首都高バトル パープルメテオ仕様                       | ☆8             | ○        | ○        |          |
| ┣ BNR32 爆高仕様                                              | ☆4             | ×        |          |          |
| ┣ BNR32 平本洸一仕様                                          | ☆4             | ×        |          |          |
| ┣ BNR32 平本洸一 原作タッチ仕様                               | ☆6             | ○        |          |          |
| ┣ BNR32 妙義ナイトキッズ 中里毅仕様                           | ☆4             | ×        |          |          |
| ┣ BNR32 妙義ナイトキッズ 中里毅 30th 擬音仕様                 | ☆6             | ◯        |          |          |
| ┗ BNR32 妙義ナイトキッズ 中里毅 原作タッチ仕様                | ☆6             | ◯        |          |          |
| SKYLINE GT-R (BCNR33)                                         | ☆4             | ×        |          |          |
| ┣ BCNR33 3rd anniv.仕様                                       | ☆4             | ◯        |          |          |
| ┣ BCNR33 FLATレーシング 黒木隆之仕様                          | ☆4             | ×        |          |          |
| ┣ BCNR33 FLATレーシング 黒木隆之 水彩仕様                     | ☆6             | ×        |          |          |
| ┣ BCNR33 HIGH SPEC 風花仕様                                   | ☆5             | ◯        |          |          |
| ┣ BCNR33 HIGH SPEC 碧花仕様                                   | ☆7             | ◯        |          |          |
| ┣ BCNR33 PANDEM仕様                                           | ☆7             | ◯        |          |          |
| ┣ BCNR33 V-spec SPEED FACTORY RGO 山中仕様                    | ☆5             | ×        |          |          |
| ┣ BCNR33 首都高バトル 真夜中の銀狼仕様                        | ☆6             | ○        |          |          |
| ┣ BCNR33 首都高バトル 真夜中の銀狼 オーラ仕様                 | ☆7             | ○        |          |          |
| ┣ BCNR33 爆ハン仕様                                           | ☆4             | ×        |          |          |
| ┣ NISMO 400R                                                  | ☆5             | ×        |          |          |
| ┣ NISMO 400R オーラ仕様                                       | ☆6             | ○        |          |          |
| ┗ NISMO GT-R LM                                               | ☆7             | ○        |          |          |
| SKYLINE GT-R V・spec II (BNR34)                               | ☆4             | ◯        |          |          |
| ┣ BNR34 GReddy GT-R 34RX仕様                                  | ☆7             | ◯        |          |          |
| ┣ BNR34 HIGH SPEC 青蜻蛉仕様                                  | ☆4             | ×        |          |          |
| ┣ BNR34 HIGH SPEC 赤蜻蛉仕様                                  | ☆4             | ×        |          |          |
| ┣ BNR34 HIGH SPEC 真・赤蜻蛉仕様                              | ☆6             | ◯        |          |          |
| ┣ BNR34 HIGH SPEC 真・金蜻蛉仕様(リリーズ500週突破記念)       | ☆7             | ◯        | ○        |          |
| ┣ BNR34 HIGH SPEC 真・赤蜻蛉 オーラ仕様                       | ☆8             | ◯        | ◯        |          |
| ┣ BNR34 MCR 魔王仕様                                          | ☆6             | ×        |          |          |
| ┣ BNR34 NISMO S-tune仕様                                      | ☆7             | ○        |          |          |
| ┣ BNR34 NISMO R-tune仕様                                      | ☆5             | ◯        |          |          |
| ┣ BNR34 XD仕様                                                | ☆5             | ◯        |          |          |
| ┣ BNR34 アライズ7号 荻島信二仕様                              | ☆5             | ×        |          |          |
| ┣ BNR34 アライズ7号 荻島信二-究極コラボ-仕様                  | ☆5             | ×        |          |          |
| ┣ BNR34 ガレージACE 後藤元仕様                                | ☆5             | ○        |          |          |
| ┣ BNR34 首都高SPLVer. CRS "K0" 工藤圭介仕様                   | ☆5             | ×        |          |          |
| ┣ BNR34 首都高バトル 迅帝仕様                                 | ☆7             | ○        |          |          |
| ┣ BNR34 首都高バトル 迅帝・改仕様                             | ☆8             | ○        | ◯        |          |
| ┣ BNR34 首都高バトル 迅帝・改2仕様                            | ☆8             | ○        | ◯        |          |
| ┣ BNR34 爆エコ仕様                                            | ☆4             | ×        |          |          |
| ┣ BNR34 パープルシャドウ 星野好造仕様                         | ☆5             | ×        |          |          |
| ┣ BNR34 パープルシャドウ 星野好造 10th仕様                    | ☆7             | ◯        |          |          |
| ┣ BNR34 パープルシャドウ 星野好造 原作タッチ仕様              | ☆7             | ◯        |          |          |
| ┣ BNR34 パープルシャドウ 星野好造-究極コラボ-仕様             | ☆5             | ×        |          |          |
| ┗ BNR34改 NISMO Z-tune仕様                                    | ☆6             | ◯        |          |          |
| STAGEA Autech Version 260RS (WGNC34)                          | ☆4             | ×        |          |          |
| SUNNY 305Re (HB12) NISMO                                      | ☆7             | ◯        |          |          |

#### ポルシェ
| 車両名                                                         | 初期レアリティ | ☆7解禁済 | ☆8解禁済 |
| 718 Cayman S (982C)                                            | ☆8             | ◯        | ◯        |
| ┣ 982C GT4 RS仕様                                              | ☆6             | ◯        |          |
| ┣ 982C GT4 RS Weissach仕様                                     | ☆8             | ◯        | ◯        |
| ┣ 982C HIGH SPEC Excalibur仕様                                 | ☆6             | ◯        |          |
| ┣ 982C ミハイル・ベッケンバウアー仕様                          | ☆5             | ×        |          |
| ┣ 982C GTS ミハイル・ベッケンバウアー アニメタッチ仕様         | ☆8             | ◯        | ◯        |
| ┗ 982C GTS ミハイル・ベッケンバウアー仕様                      | ☆7             | ◯        |          |
| 911 TurboS (991)                                               | ☆5             | ×        |          |
| ┣ 991 911R                                                     | ☆7             | ◯        |          |
| ┣ 991 Carrera GTS ジャクソン・テイラー仕様                     | ☆5             | ×        |          |
| ┣ 991 GT2 RS                                                   | ☆7             | ◯        |          |
| ┣ 991 GT3                                                      | ☆7             | ◯        |          |
| ┣ 991 GT3 石神風神仕様                                         | ☆7             | ◯        |          |
| ┣ 991 GT3 石神風神 アニメタッチ仕様                            | ☆7             | ◯        |          |
| ┗ 991 GT3 石神風神 原作タッチ仕様                              | ☆7             | ◯        |          |
| 911 GT3 RS (992)                                               | ☆8             | ◯        | ◯        |
| ┗ 992 GT3 RS Weissach仕様                                      | ☆8             | ◯        | ◯        |
| 911 Turbo S (930)                                              | ☆4             | ×        |          |
| ┣ 930 Turbo Flatnose HIGH SPEC Nacht仕様                       | ☆6             | ◯        |          |
| ┣ 930 Turbo Flatnose HIGH SPEC Walpurgis仕様                   | ☆6             | ◯        |          |
| ┣ 930 ブラックバード 島達也 原作タッチ仕様                     | ☆7             | ◯        |          |
| ┣ 930 ブラックバード 島達也 水彩仕様                           | ☆6             | ×        |          |
| ┗ 930 ブラックバード 島達也 名言仕様                           | ☆4             | ×        |          |
| 911 Turbo 3.6 (964) ブラックバード 北見チューン カットイン仕様 | ☆7             | ◯        |          |
| ┣ 964 ブラックバード 北見チューン 原作タッチ仕様               | ☆7             | ◯        | ◯        |
| ┣ 964 ブラックバード 北見チューン 水彩仕様                     | ☆7             | ◯        |          |
| ┣ 964 ブラックバード C1ランナーVer. 瀬戸口ノブ オーラ仕様      | ☆6             | ×        |          |
| ┣ 964 ブラックバード C1ランナーVer. 瀬戸口ノブ 原作タッチ仕様  | ☆7             | ○        |          |
| ┗ 964 銀灰のスピードスターVer. 元木明彦仕様                    | ☆5             | ×        |          |
| 918 Spyder Weissach Package                                    | ☆8             | ◯        | ◯        |
| 928 GTS                                                        | ☆6             | ◯        |          |
| Panamera Turbo Executive (971)                                 | ☆5             | ◯        |          |

#### RAM (クライスラー)
| 車両名                            | 初期レアリティ | ☆7解禁済 |
| RAM 1500 Sport QuadCab 4x4 ※4代目 | ☆4             | ×        |

#### RUF
| 車両名                                                         | 初期レアリティ | ☆7解禁済 |
| CTR                                                            | ☆5             | ×        |
| ┗ CTR RISING SUN仕様                                           | ☆5             | ×        |
| RCT ブラックバード 島達也仕様                                  | ☆4             | ×        |
| ┣ RCT ブラックバード 北見チューン仕様                          | ☆5             | ×        |
| ┣ RCT ブラックバード 北見チューン-究極コラボ-仕様              | ☆5             | ×        |
| ┣ RCT ブラックバード 北見チューン オーラ仕様                   | ☆5             | ×        |
| ┣ RCT ブラックバード C1ランナーVer. 瀬戸口ノブ仕様             | ☆5             | ×        |
| ┗ RCT ブラックバード C1ランナーVer. 瀬戸口ノブ-究極コラボ-仕様 | ☆5             | ×        |
| RGT                                                            | ☆5             | ◯        |
| RK Coupe                                                       | ☆4             | ×        |
| Rt35                                                           | ☆5             | ◯        |

#### スバル
| 車両名                                                       | 初期レアリティ | ☆7解禁済 | ☆8解禁済 |
| ALCYONE SVX (CXD)                                            | ☆4             | 〇       |          |
| ┗ CXD 爆エコ仕様                                             | ☆4             | ×        |          |
| BRZ (ZC6)                                                    | ☆3             | ◯        |          |
| ┣ BRZ HIGH SPEC Greyhound仕様                                | ☆4             | ◯        |          |
| ┣ BRZ HIGH SPEC Greyhound Neo仕様                            | ☆6             | ◯        |          |
| ┣ BRZ HIGH SPEC Greyhound Neo Gold Edition仕様(1400万DL記念) | ☆7             | ◯        |          |
| ┣ BRZ HIGH SPEC Greyhound Neo オーラ仕様                     | ☆8             | ◯        | ◯        |
| ┣ BRZ STI Performance Concept仕様                            | ☆5             | ◯        |          |
| ┣ BRZ XD仕様                                                 | ☆5             | ◯        |          |
| ┣ ZD8 BRZ R XD仕様                                           | ☆6             | ◯        |          |
| ┣ ZD8 HIGH SPEC Assault hound仕様                            | ☆7             | ◯        | ◯        |
| ┣ ZD8 HKS Driving Performer BRZ仕様                          | ☆5             | ◯        |          |
| ┗ ZD8 HKS Driving Performer BRZ仕様                          | ☆5             | ◯        |          |
| Impreza WRX STi Version VI(GC8)                              | ☆4             | ×        |          |
| ┣ GC8 22B-STi Version                                        | ☆5             | ◯        |          |
| ┣ GC8 22B-STi Version REVIVAL SPEC                           | ☆8             | ◯        | ◯        |
| ┣ GC8 STi Version VI HIGH SPEC Asterios仕様                  | ☆7             | ◯        | ◯        |
| ┣ GC8 STi Version VI HIGH SPEC Asterios オーラ仕様           | ☆7             | ◯        | ◯        |
| ┣ GC8 STi Version VI HIGH SPEC Minotaurus仕様                | ☆5             | ×        |          |
| ┣ GC8 STi Version VI XD仕様                                  | ☆5             | ◯        |          |
| ┣ GC8 STi Version VI XD オーラ仕様                           | ☆8             | ◯        | ◯        |
| ┣ GC8 TypeR STi Version V 藤原文太仕様                       | ☆5             | ×        |          |
| ┣ GC8 TypeR STi Version V 藤原文太 10th 特別仕様             | ☆7             | ◯        |          |
| ┣ GC8 TypeR STi Version V 藤原文太 30th 擬音仕様             | ☆7             | ◯        |          |
| ┣ GC8 TypeR STi Version V 藤原文太 オーラ仕様                | ☆5             | ◯        |          |
| ┣ GC8 TypeR STi Version V 藤原文太-究極コラボ-仕様           | ☆5             | ×        |          |
| ┗ GC8 TypeR STi Version V 藤原文太 原作タッチ仕様            | ☆7             | ◯        |          |
| Impreza WRX STi (GDB-A)                                      | ☆4             | ×        |          |
| Impreza WRX STi spec C (GDB-C)                               | ☆4             | ◯        |          |
| ┣ GDB-C XD仕様                                               | ☆5             | ◯        |          |
| ┣ GDB-C XD オーラ仕様                                        | ☆7             | ◯        | ◯        |
| ┗ IMPREZA S203                                               | ☆5             | ◯        |          |
| IMPREZA WRX STi (GDB-F)                                      | ☆4             | ×        |          |
| ┗ GDB-F 爆加仕様                                             | ☆4             | ×        |          |
| IMPREZA WRX STI (GRB)                                        | ☆5             | ◯        |          |
| ┣ GRB AUTO PRODUCE BOSS WRX仕様                              | ☆5             | ×        |          |
| ┗ IMPREZA R205                                               | ☆5             | ◯        |          |
| IMPREZA WRX STI (GVB)                                        | ☆4             | ◯        |          |
| ┣ GVB HIGH SPEC Grand Sylphid仕様                            | ☆7             | ◯        |          |
| ┗ GVB HIGH SPEC Sylphid仕様                                  | ☆5             | ◯        |          |
| LEGACY B4 2.0GT spec.B (BL5)                                 | ☆4             | ×        |          |
| LEGACY B4 (BM9)                                              | ☆3             | ×        |          |
| LEVORG 2.0GT-S EyeSight (VMG)                                | ☆4             | ×        |          |
| ┗ VMG HIGH SPEC Chimera仕様                                  | ☆7             | ◯        | ○        |
| R2 R (RC2)                                                   | ☆4             | ◯        |          |
| SUBARU360 (K111)                                             | ☆3             | ×        |          |
| WRX STI Type S (VAB)                                         | ☆5             | ◯        |          |
| ┣ S207 NBR Challenge Package                                 | ☆5             | ◯        |          |
| ┣ VAB GReddy仕様                                             | ☆6             | ◯        |          |
| ┣ VAB MOONTECH/GReddy仕様                                    | ☆7             | ◯        |          |
| ┣ VAB HIGH SPEC Basilisk仕様                                 | ☆5             | ◯        |          |
| ┣ VAB HIGH SPEC Gloom Basilisk仕様                           | ☆6             | ◯        |          |
| ┗ VAB WRX STI EJ20 Final Edition                             | ☆5             | ◯        |          |

#### スズキ
| 車両名                                        | 初期レアリティ | ☆7解禁済 |
| ALTO WORKS (HA36S)                            | ☆4             | ×        |
| ┣ HA36S HIGH SPEC Joyeuse仕様                 | ☆6             | ◯        |
| ┗ HA36S XD仕様                                | ☆5             | ◯        |
| CAPPUCCHINO (EA11R) XD仕様                    | ☆5             | ◯        |
| ┣ EA11R 埼玉北西エリア連合 坂本仕様           | ☆5             | ×        |
| ┗ EA11R 埼玉北西エリア連合 坂本 10th 特別仕様 | ☆7             | ◯        |
| SWIFT SPORT (ZC32S)                           | ☆4             | ×        |
| ┣ ZC32S HIGH SPEC Hummingbird仕様             | ☆5             | ×        |
| ┗ ZC32S HIGH SPEC Hummingbird Revision仕様    | ☆7             | ◯        |
| SWIFT SPORT (ZC33S)                           | ☆4             | ×        |
| ┣ HKS TRB-04仕様                              | ☆7             | ◯        |
| ┣ ZC33S GReddy仕様                            | ☆7             | ◯        |
| ┣ ZC33S GReddy オーラ仕様                     | ☆7             | ◯        |
| ┣ ZC33S HIGH SPEC Vermilion仕様               | ☆5             | ◯        |
| ┗ ZC33S MONSTER SWIFT SPORT                   | ☆5             | ×        |

#### トヨタ自動車
| 車両名                                                          | 初期レアリティ | ☆7解禁済 | ☆8解禁済 | ☆9解禁済 |
| 2000GT (MF10)                                                   | ☆5             | ◯        |          |          |
| ┗ 2000GT チームMDM 女暴小町仕様                                 | ☆5             | ×        |          |          |
| 86 (ZN6)                                                        | ☆3             | ×        |          |          |
| ┣ 86 GReddy仕様                                                 | ☆7             | ◯        |          |          |
| ┣ 86 GRMN仕様                                                   | ☆5             | ◯        |          |          |
| ┣ 86 GT BLACK LIMITED仕様                                       | ☆7             | ◯        |          |          |
| ┣ 86 HIGH SPEC Serval Cat仕様                                   | ☆4             | ◯        |          |          |
| ┣ 86 HIGH SPEC Serval Cat NEO仕様                               | ☆6             | ◯        |          |          |
| ┣ 86 HIGH SPEC INGS仕様                                         | ☆5             | ◯        |          |          |
| ┣ 86 MY2016 XD仕様                                              | ☆5             | ◯        |          |          |
| ┣ 86 MODELLISTA仕様                                             | ☆4             | ◯        |          |          |
| ┣ 86 TRD 14R仕様                                                | ☆4             | ◯        |          |          |
| ┣ 86 片桐夏向仕様                                               | ☆4             | ◯        |          |          |
| ┣ 86 片桐夏向 アニメタッチ仕様                                  | ☆8             | ◯        | ◯        |          |
| ┣ 86 片桐夏向 原作タッチ仕様                                    | ☆4             | ◯        |          |          |
| ┣ 86 片桐夏向 芦ノ湖SPL.仕様                                    | ☆5             | ×        |          |          |
| ┣ 86 片桐夏向 ダブルレーン仕様                                  | ☆7             | ◯        |          |          |
| ┣ 86 片桐夏向 天駆ける翼 原作タッチ仕様                         | ☆7             | ◯        |          |          |
| ┣ 86 三刀流のナナミ86仕様                                       | ☆4             | ×        |          |          |
| ┣ 86 爆ハン仕様                                                 | ☆3             | ×        |          |          |
| ┣ AutoProduceBOSS 86SC                                          | ☆6             | ×        |          |          |
| ┣ DRIVE TOPTUL ADVAN 86 織戸学仕様                              | ☆4             | ×        |          |          |
| ┣ DUNLOP OTG 86 今村陽一仕様                                    | ☆4             | ×        |          |          |
| ┣ FALKEN PETRONAS OTG86 野村謙＆今村陽一仕様                    | ☆4             | ×        |          |          |
| ┣ FALKEN PETRONAS OTG86 '15 今村陽一仕様                        | ☆4             | ×        |          |          |
| ┣ HKS Drift Performer 86 RS-III仕様                             | ☆7             | ◯        |          |          |
| ┣ HKS Driving Performer 86GT SUPERCHARGER仕様                   | ☆5             | ◯        |          |          |
| ┣ HKS Racing Performer 86 谷口信輝仕様                          | ☆4             | ×        |          |          |
| ┣ lb★nation 86 WORKS仕様                                        | ☆6             | ◯        |          |          |
| ┣ LYZER VR386 ポン仕様                                          | ☆5             | ×        |          |          |
| ┣ OTG 86 今村陽一仕様                                           | ☆5             | ×        |          |          |
| ┣ Revolution 86 Light Weight                                    | ☆6             | ×        |          |          |
| ┣ Team TOYO TIRES DRIFT VR386 藤野秀之仕様                      | ☆6             | ◯        |          |          |
| ┣ TOPTUL M7 NATS 86 織戸学仕様                                  | ☆5             | ×        |          |          |
| ┣ TOYO TIRES DRIFT V386 ポン仕様                                | ☆6             | ×        |          |          |
| ┣ UP GARAGE・FALKEN・HT86 日比野哲也仕様                        | ☆5             | ×        |          |          |
| ┗ カムイプロデュース VALENTI 星光自動車 86 北芝倫之仕様         | ☆5             | ◯        |          |          |
| ALTEZZA RS200 LIMITED II (SXE10)                                | ☆4             | ◯        |          |          |
| ┣ SXE10 HIGH SPEC Loki仕様                                      | ☆7             | ◯        |          |          |
| ┗ SXE10 アニメ風ドリスピ仕様                                    | ☆7             | ◯        |          |          |
| ARISTO V300 (JZS161)                                            | ☆4             | ◯        |          |          |
| ┗ JZS161 首都高バトル ブラッドハウンド仕様                      | ☆6             | ○        |          |          |
| CELICA 1600GTV (TA22) 松桐坊主仕様                              | ☆3             | ×        |          |          |
| ┗ TA22 松桐坊主 2019仕様                                        | ☆3             | ×        |          |          |
| CELICA GT-FOUR (ST165)                                          | ☆8             | ◯        | ◯        |          |
| CELICA GT-FOUR WRC仕様車 (ST205)                                | ☆5             | ◯        |          |          |
| ┗ ST205 HIGH SPEC 迦楼羅仕様                                    | ☆6             | ◯        |          |          |
| CELICA XX 2800GT (MA61)                                         | ☆3             | ×        |          |          |
| ┣ CELICA XX 2800GT HIGH SPEC 剛健仕様                           | ☆8             | ◯        | ◯        |          |
| ┣ CELICA XX メカドック 風見潤仕様                               | ☆4             | ×        |          |          |
| ┗ CELICA XX メカドック 風見潤 リアル仕様                        | ☆7             | ◯        |          |          |
| CELSIOR (UCF10)                                                 | ☆4             | ◯        |          |          |
| ┣ UCF10 2022 New Year仕様                                       | ☆5             | ◯        |          |          |
| ┗ UCF10 SS MACH 佐々木元仕様                                    | ☆5             | ×        |          |          |
| CHASER (JZX100)                                                 | ☆4             | ◯        |          |          |
| ┣ JZX100 HIGH SPEC 金・夜叉仕様                                 | ☆8             | ◯        | ◯        |          |
| ┣ JZX100 HIGH SPEC 夜叉仕様                                     | ☆6             | ◯        |          |          |
| ┣ JZX100 HIRANO TIRE チェイサー初号機 木口健治仕様              | ☆4             | ×        |          |          |
| ┣ JZX100 XD仕様                                                 | ☆5             | ◯        |          |          |
| ┣ JZX100 XD オーラ仕様                                          | ☆7             | ◯        | ◯        |          |
| ┣ JZX100 爆加仕様                                               | ☆4             | ×        |          |          |
| ┗ SAILUN SUNOCO IGM CHASER 畑中真吾仕様                         | ☆5             | ×        |          |          |
| COMFORT GT-Z SUPERCHARGER (SXS13Y)                              | ☆5             | ◯        |          |          |
| ┣ SXS13Y HIGH SPEC 疾雷仕様                                     | ☆7             | ◯        |          |          |
| ┗ SXS13Y HIGH SPEC 迅雷仕様                                     | ☆7             | ◯        |          |          |
| COROLLA 1.5G (NZE121)                                           | ☆4             | ◯        |          |          |
| COROLLA LEVIN (AE85) 秋名スピードスターズ 武内樹仕様            | ☆3             | ×        |          |          |
| ┣ AE85 秋名スピードスターズ 武内樹 10th仕様                     | ☆6             | ◯        |          |          |
| ┣ AE85 秋名スピードスターズ 武内樹 30th 擬音仕様                | ☆6             | ◯        |          |          |
| ┗ AE85 秋名スピードスターズ 武内樹 原作タッチ仕様               | ☆4             | ◯        |          |          |
| COROLLA LEVIN GT APEX 3DOOR (AE86) 前期仕様                     | ☆3             | ×        |          |          |
| ┣ AE86 埼玉北西エリア連合 秋山渉仕様                            | ☆4             | ×        |          |          |
| ┣ AE86 埼玉北西エリア連合 秋山渉 10th仕様                       | ☆6             | ◯        |          |          |
| ┣ AE86 埼玉北西エリア連合 秋山渉 原作タッチ仕様                 | ☆6             | ◯        |          |          |
| ┣ AE86 2door 後期 日比野哲也AE86レビン神風号2021仕様            | ☆4             | ×        |          |          |
| ┣ AE86 2door 前期 XD仕様                                        | ☆5             | ◯        |          |          |
| ┣ AE86 Hot-Version N2 土屋圭市仕様                              | ☆6             | ◯        |          |          |
| ┗ AE86 前期 塚本奈々美 ジャンヌ・ダルク仕様                     | ☆5             | ×        |          |          |
| CRESTA (GX51) シャコタン☆ブギ コマちゃん仕様                    | ☆5             | ×        |          |          |
| CROWN ATHLETE (GRS204)                                          | ☆4             | ×        |          |          |
| ┣ GRS204 HIGH SPEC Gungnir仕様                                  | ☆7             | ◯        |          |          |
| ┣ GRS204 HIGH SPEC Gungnir オーラ仕様                           | ☆7             | ◯        |          |          |
| ┗ GRS204 爆高仕様                                               | ☆4             | ×        |          |          |
| ESTIMA (TCR11W)                                                 | ☆6             | ○        |          |          |
| GR86 RZ (ZN8) XD仕様                                            | ☆6             | ○        |          |          |
| ┣ HKS Driving Performer GR86仕様                                | ☆6             | ◯        |          |          |
| ┣ HKS Racing Performer GR86仕様                                 | ☆6             | ◯        |          |          |
| ┣ MOTUL GR86 SHIBATIRE 18 日比野哲也仕様                        | ☆7             | ◯        |          |          |
| ┣ MOTUL GR86 SHIBATIRE 31 蕎麦切広大仕様                        | ☆7             | ◯        |          |          |
| ┣ Repair Create × Result Japan GR86 村上満仕様                  | ☆7             | ◯        |          |          |
| ┣ SilkBlaze Sports N-STYLE GR86 中村直樹仕様                    | ☆8             | ◯        | ◯        |          |
| ┣ SHIBATIRE GR86 日比野哲也仕様                                 | ☆6             | ◯        |          |          |
| ┣ SilkBlaze Sports N-STYLE GR86 中村直樹仕様                    | ☆8             | ◯        | ◯        |          |
| ┣ TEAM TOYOTIRES DRIFT GR86 #66 藤野秀之仕様                    | ☆7             | ◯        |          |          |
| ┣ TEAM TOYOTIRES DRIFT GR86 #66'24 藤野秀之仕様                 | ☆7             | ◯        |          |          |
| ┣ TEAM TOYOTIRES DRIFT GR86 #88 川畑真人仕様                    | ☆7             | ◯        |          |          |
| ┣ TEAM TOYOTIRES DRIFT GR86 #88'23 川畑真人仕様                 | ☆7             | ◯        |          |          |
| ┣ ZN8 GReddy仕様                                                | ☆8             | ◯        | ◯        |          |
| ┣ ZN8 GReddy TimeAttack号仕様                                   | ☆7             | ◯        |          |          |
| ┣ ZN8 HIGH SPEC Cruel Cat仕様                                   | ☆7             | ◯        | ◯        |          |
| ┣ ZN8 PANDEM仕様                                                | ☆6             | ○        |          |          |
| ┗ ZN8 Trick Ghost Cat仕様 (2023年ハロウィン特別企画車)          | ☆7             | ◯        |          |          |
| GR COROLLA RZ (GZEA14H)                                         | ☆8             | ○        | ○        |          |
| ┗ GZEA14H TOYO TIRES DRIFT 松山北斗仕様                         | ☆7             | ○        |          |          |
| GR Supra RZ (DB42) XD仕様                                       | ☆6             | ◯        |          |          |
| ┣ DB22 SZ-R                                                     | ☆4             | ◯        |          |          |
| ┣ DB42 HIGH SPEC BeatHolic仕様                                  | ☆7             | ◯        |          |          |
| ┣ DB42 HIGH SPEC 塚本奈々美スペシャル仕様                       | ☆7             | ◯        |          |          |
| ┣ DB42 HIGH SPEC 塚本ナナミスペシャル Ver.2仕様                 | ☆7             | ◯        |          |          |
| ┣ DB42 HIGH SPEC 塚本ナナミスペシャル Ver.3 オーラ仕様          | ☆8             | ◯        | ◯        |          |
| ┣ DB42 HIGH SPEC 塚本ナナミスペシャル Ver.4仕様                 | ☆8             | ◯        | ◯        |          |
| ┣ DB42 INGS仕様                                                 | ☆7             | ◯        | ○        |          |
| ┣ DB42 諸星瀬名仕様                                             | ☆5             | ◯        |          |          |
| ┣ DB42 PANDEM仕様                                               | ☆7             | ◯        |          |          |
| ┣ EVA RT初号機 SAILUN SUPRA 畑中真吾仕様                        | ☆7             | ◯        |          |          |
| ┣ FAT FIVE RACING GR Supra 松山北斗仕様                         | ☆6             | ×        |          |          |
| ┣ FAT FIVE RACING GR Supra #87 斎藤太吾仕様                     | ☆8             | ◯        | ◯        |          |
| ┣ GR Supra 3000GT CONCEPT仕様                                   | ☆8             | ◯        | ◯        |          |
| ┣ GR Supra Blue Edition 松山北斗仕様                            | ☆6             | ◯        |          |          |
| ┣ GR Supra Blue Edition'23 松山北斗仕様                         | ☆7             | ◯        |          |          |
| ┣ GR Supra LB-WORKS仕様                                         | ☆7             | ◯        |          |          |
| ┣ GR Supra monster daigo A90 斎藤太吾仕様                       | ☆8             | ◯        | ◯        |          |
| ┣ GR Supra MONSTER Edition 斎藤太吾仕様                         | ☆6             | ×        |          |          |
| ┣ GR Supra MONSTER Edition'20 斎藤太吾仕様                      | ☆7             | ◯        |          |          |
| ┣ GR Supra MONSTER Edition'21 斎藤太吾仕様                      | ☆7             | ◯        |          |          |
| ┣ GR Supra MONSTER Edition'22 斎藤太吾仕様                      | ☆7             | ◯        |          |          |
| ┣ MAX ORIDO GR-SUPRA 織戸学仕様                                 | ☆5             | ×        |          |          |
| ┣ Team TOYO TIRES DRIFT GR Supra 川畑真人仕様                   | ☆6             | ×        |          |          |
| ┣ Team TOYO TIRES DRIFT GR Supra'20 川畑真人仕様                | ☆7             | ◯        |          |          |
| ┣ Team TOYO TIRES DRIFT GR Supra'21 川畑真人仕様                | ☆7             | ◯        |          |          |
| ┗ ウエインズトヨタ神奈川 GR Supra 山中真生仕様                  | ☆6             | ◯        |          |          |
| GR YARIS 1st Edition RZ "High performance" (GXPA16)             | ☆5             | ×        |          |          |
| ┣ GXPA16 HIGH SPEC Durandal仕様                                 | ☆7             | ◯        |          |          |
| ┣ GXPA16 HIGH SPEC Durandal Silver Edition仕様                  | ☆7             | ◯        |          |          |
| ┣ GXPA16 HIGH SPEC Durandal オーラ仕様                          | ☆8             | ◯        | ◯        |          |
| ┣ GXPA16 HIGH SPEC Murgleys仕様                                 | ☆7             | ◯        | ◯        |          |
| ┣ GXPA16 PANDEM仕様                                             | ☆7             | ◯        |          |          |
| ┣ GXPA16 PAC-MAN(パックマン41周年特別車)                        | ☆5             | ◯        |          |          |
| ┗ HKS Racing Performer GR YARIS仕様                             | ☆7             | ◯        |          |          |
| GT-One TS020'99仕様                                             | ☆8             | ◯        | ◯        |          |
| HIACE (KZH100)                                                  | ☆3             | ×        |          |          |
| ┣ KZH100 HIGH SPEC Behemoth仕様                                 | ☆4             | ◯        |          |          |
| ┗ KZH100 北見サイクル仕様                                       | ☆3             | ×        |          |          |
| HIACE VAN SUPER GL (TRH200V)                                    | ☆3             | ○        |          |          |
| MARK X G's (GRX133)                                             | ☆5             | ◯        |          |          |
| ┣ GOODYEAR MARK X G's 高橋邦明仕様                              | ☆5             | ×        |          |          |
| ┗ GRX133 HIGH SPEC Grave Digger仕様                             | ☆5             | ◯        |          |          |
| MARKII TOURER V (JZX100)                                        | ☆4             | ◯        |          |          |
| ┣ JZX100 SUNOCO MONSTER 斎藤太吾仕様                            | ☆4             | ×        |          |          |
| ┣ JZX100 SUNOCO IGM 畑中真吾仕様                                | ☆4             | ×        |          |          |
| ┗ TEAM MORI パーツオフ LINGLONG MARKII 北岡裕輔仕様             | ☆5             | ◯        |          |          |
| MARKII (JZX110) ST.GARAGE WEDS D1 松山北斗仕様                  | ☆5             | ×        |          |          |
| MINOLTA TOYOTA 90C-V                                            | ☆7             | ◯        |          |          |
| MR2 G-Limited (AW11)                                            | ☆7             | ◯        |          |          |
| ┗ AW11 ハイギャード 東條誠仕様                                  | ☆4             | ×        |          |          |
| MR2 GT-S (SW20)                                                 | ☆3             | ◯        |          |          |
| ┣ SW20 GT-S HIGH SPEC Mythmaker仕様                             | ☆7             | ◯        |          |          |
| ┣ SW20 GT-S HIGH SPEC Peacemaker仕様                            | ☆5             | ◯        |          |          |
| ┣ SW20 GT-S HIGH SPEC Peacemaker・改仕様                        | ☆6             | ◯        |          |          |
| ┣ SW20 G-Limited 小柏カイ仕様                                   | ☆4             | ×        |          |          |
| ┗ SW20 G-Limited 小柏カイ いろは坂最強 10th仕様                 | ☆7             | ◯        |          |          |
| MR-S V edition (ZZW30)                                          | ☆4             | ×        |          |          |
| ┣ ZZW30 HIGH SPEC Ironscale Salamander仕様                      | ☆7             | ◯        |          |          |
| ┣ ZZW30 HIGH SPEC Salamander仕様                                | ☆5             | ◯        |          |          |
| ┣ ZZW30 Techno PRO Spirit仕様                                   | ☆5             | ×        |          |          |
| ┗ ZZW30 RTカタギリ ストリート バージョン 小柏カイ仕様           | ☆4             | ×        |          |          |
| S-FR                                                            | ☆4             | ◯        |          |          |
| SOARER (Z10) 紫電改ハイパーソアラ                               | ☆4             | ×        |          |          |
| ┣ MZ11 HIGH SPEC 絢爛仕様                                       | ☆8             | ◯        | ◯        |          |
| ┣ MZ11 シャコタン☆ブギ ハジメ&コージ仕様                        | ☆5             | ×        |          |          |
| ┣ MZ11 シャコタン☆ブギ ハジメ&コージ アナザーカラー仕様         | ☆5             | ×        |          |          |
| ┗ MZ12 GReddy SOARER TWIN TURBO仕様                             | ☆9             | ◯        | ◯        | ◯        |
| SOARER 2.5GT-TWINTURBO (JZZ30)                                  | ☆4             | ×        |          |          |
| ┗ JZZ30 ZESTINO TIRE VERTEX D1 上野高広仕様                     | ☆4             | ×        |          |          |
| SPORTS800 (UP15)                                                | ☆3             | ×        |          |          |
| ┣ UP15 AUTUMN FESTA仕様                                         | ☆7             | ○        |          |          |
| ┣ UP15 R.T.(リアルタイム)Black仕様                              | ☆3             | ×        |          |          |
| ┗ UP15 女暴小町仕様                                             | ☆4             | ×        |          |          |
| SPRINTER TRUENO (AE85) HT・DUNLOP 85 松川和也仕様               | ☆4             | ×        |          |          |
| SPRINTER TRUENO GT APEX (AE86)                                  | ☆3             | ×        |          |          |
| ┣ AE86 2door TOYO TIRES・TADOKORO TRUENO 田所義文仕様           | ☆3             | ×        |          |          |
| ┣ AE86 2door サイドワインダー 乾信司仕様                        | ☆4             | ×        |          |          |
| ┣ AE86 2door サイドワインダー 乾信司 10th仕様                   | ☆7             | ◯        |          |          |
| ┣ AE86 2door サイドワインダー 乾信司 原作タッチ仕様             | ☆6             | ◯        |          |          |
| ┣ AE86 2door サイドワインダー 乾信司-究極コラボ-仕様            | ☆4             | ×        |          |          |
| ┣ AE86 BLACK LIMITED仕様                                        | ☆6             | ◯        |          |          |
| ┣ AE86 Bronze Edition仕様                                       | ☆5             | ◯        |          |          |
| ┣ AE86 GTV テックアート ドリフト号仕様                          | ☆6             | ×        |          |          |
| ┣ AE86 Gold Edition仕様                                         | ☆7             | ◯        |          |          |
| ┣ AE86 HIGH SPEC Fenrir仕様                                     | ☆5             | ×        |          |          |
| ┣ AE86 HIGH SPEC Ifrit仕様                                      | ☆5             | ◯        |          |          |
| ┣ AE86 Silver Edition仕様                                       | ☆5             | ◯        |          |          |
| ┣ AE86 Version -164-                                            | ☆3             | ◯        |          |          |
| ┣ AE86 Version -164- アニメ風ドリスピ仕様                       | ☆6             | ◯        |          |          |
| ┣ AE86 XD仕様                                                   | ☆5             | ×        |          |          |
| ┣ AE86 頭文字D Ver. 藤原拓海仕様                                | ☆4             | ×        |          |          |
| ┣ AE86 頭文字D 藤原拓海 10th 特別仕様                           | ☆8             | ◯        | ◯        |          |
| ┣ AE86 頭文字D 藤原拓海 30th 擬音仕様                           | ☆8             | ◯        | ◯        |          |
| ┣ AE86 頭文字D 夢現Ver. 藤原拓海仕様                            | ☆4             | ×        |          |          |
| ┣ AE86 頭文字D 藤原拓海-究極コラボ-仕様                         | ☆4             | ×        |          |          |
| ┣ AE86 頭文字D 藤原拓海 擬音仕様                                | ☆4             | ◯        |          |          |
| ┣ AE86 頭文字D 藤原拓海 原作タッチ仕様                          | ☆7             | ◯        |          |          |
| ┣ AE86 頭文字D 藤原拓海 プロジェクトD仕様                       | ☆6             | ×        |          |          |
| ┣ AE86 頭文字D 藤原拓海 プロジェクトD 10th 特別仕様             | ☆8             | ◯        | ◯        |          |
| ┣ AE86 頭文字D 藤原拓海 プロジェクトD 30th 擬音仕様             | ☆8             | ◯        | ◯        |          |
| ┣ AE86 頭文字D 藤原拓海 プロジェクトD 原作タッチ仕様            | ☆7             | ◯        |          |          |
| ┣ AE86 頭文字D 藤原拓海 プロジェクトD-究極コラボ-仕様           | ☆6             | ×        |          |          |
| ┣ AE86 頭文字D 藤原拓海 プロジェクトD 天駆ける翼仕様            | ☆7             | ◯        |          |          |
| ┣ AE86 頭文字D 藤原拓海 プロジェクトD 天駆ける翼 原作タッチ仕様 | ☆7             | ◯        |          |          |
| ┣ AE86 首都高バトル ローリング野郎1号仕様                       | ☆6             | ○        |          |          |
| ┣ AE86 首都高バトル ローリング野郎1号 オーラ仕様                | ☆7             | ○        |          |          |
| ┣ AE86 デロハチ仕様                                             | ☆3             | ×        |          |          |
| ┣ AE86 ドリキンAE86ストリート号 土屋圭市仕様                    | ☆6             | ◯        |          |          |
| ┗ AE86 爆エコ仕様                                               | ☆3             | ×        |          |          |
| SUPRA 2.5GT TWIN TURBO R (JZA70)                                | ☆4             | ×        |          |          |
| ┣ JZA70 HIGH SPEC Darkness Wyvern仕様                           | ☆7             | ◯        |          |          |
| ┣ JZA70 HIGH SPEC Lightning Wyvern仕様                          | ☆7             | ◯        |          |          |
| ┣ JZA70 首都高バトル シャドウアイズ仕様                         | ☆6             | ◯        |          |          |
| ┗ JZA70 爆トロ仕様                                              | ☆4             | ×        |          |          |
| Supra RZ (JZA80)                                                | ☆4             | ◯        |          |          |
| ┣ K'SPEC PEAKY ARCS JZA80 日比野哲也仕様                        | ☆5             | ×        |          |          |
| ┣ JZA80 130R YOKOHAMA SUPRA 織戸学仕様                          | ☆5             | ◯        |          |          |
| ┣ JZA80 HIGH SPEC 金獅子仕様                                    | ☆7             | ◯        | ○        |          |
| ┣ JZA80 HIGH SPEC 黒獅子仕様                                    | ☆6             | ◯        |          |          |
| ┣ JZA80 HIGH SPEC 紅獅子仕様                                    | ☆5             | ◯        |          |          |
| ┣ JZA80 TRD 3000GT仕様                                          | ☆5             | ◯        |          |          |
| ┣ JZA80 XD仕様                                                  | ☆5             | ◯        |          |          |
| ┣ JZA80 アニメ風ドリスピ仕様                                    | ☆8             | ◯        | ◯        |          |
| ┣ JZA80 えっくす☆きゅーと 塚本奈々美仕様                        | ☆4             | ×        |          |          |
| ┣ JZA80 首都高バトル ザ・ナイト仕様                             | ☆7             | ◯        |          |          |
| ┣ JZA80 爆トロ仕様                                              | ☆4             | ×        |          |          |
| ┣ JZA80 爆ハン仕様                                              | ☆4             | ×        |          |          |
| ┣ JZA80 モンスターマシン 相沢圭一郎仕様                         | ☆4             | ×        |          |          |
| ┣ JZA80 モンスターマシン 相沢圭一郎 水彩仕様                    | ☆6             | ×        |          |          |
| ┗ ハダカスープラ 田中裕司仕様                                   | ☆4             | ×        |          |          |

#### よろしくメカドックオリジナルカー
| 車両名                             | 初期レアリティ | ☆7解禁済 |
| BOB-CAT 五十嵐充仕様               | ☆5             | ×        |
| PEGASUS 兵藤千里仕様               | ☆5             | ×        |
| ワタナベ SUPER SPIRIT 渡辺俊光仕様 | ☆5             | ×        |

#### サイバーフォーミュラオリジナルカー
| 車両名                              | 初期レアリティ | ☆7解禁済 |
| AOI ZIP FORMURA 凰呀 AN-21          | ☆6             | ◯        |
| SUGO ASURADA G.S.X                  | ☆5             | ◯        |
| SUGO GIO GRANDPRIX vASURADA AKF-0/G | ☆7             | ◯        |

#### タミヤオリジナルカー
| 車両名                          | 初期レアリティ | ☆7解禁済 |
| エアロアバンテ                  | ☆5             | ◯        |
| ガンブラスター XTO              | ☆5             | ◯        |
| ダッシュ1号・皇帝（エンペラー） | ☆6             | ◯        |
| マグナムセイバー                | ☆6             | ◯        |

#### アージュ(リッジレーサー)オリジナルカー
| 車両名                      | 初期レアリティ | ☆7解禁済 |
| ABEILLE (リッジレーサー6)   | ☆5             | ○        |
| ULTRANOVA (リッジレーサー6) | ☆7             | ○        |

#### アージュ・ソロ(リッジレーサー)オリジナルカー
| 車両名                                     | 初期レアリティ | ☆7解禁済 |
| ELENIE (リッジレーサー (PlayStation Vita)) | ☆5             | ○        |
| ┣ ELENIE 双葉亜美SP                        | ☆5             | ○        |
| ┗ ELENIE 双葉真美SP                        | ☆5             | ○        |

#### アッソルート(リッジレーサー)オリジナルカー
| 車両名                                                       | 初期レアリティ | ☆7解禁済 |
| BISARGENTO (リッジレーサー (PlayStation Vita))               | ☆5             | ○        |
| ┗ BISARGENTO 如月千早SP                                      | ☆5             | ○        |
| FATALITA (リッジレーサー (PlayStation Vita))                 | ☆5             | ◯        |
| ┣ FATALITA PAC-MAN (パックマン43周年特別車)                  | ☆5             | ◯        |
| ┗ FATALIA 四条貴音SP                                         | ☆5             | ○        |
| FATALITA (リッジレーサー7)                                   | ☆7             | ◯        |
| PROMESSA (リッジレーサー (PlayStation Vita))                 | ☆7             | ○        |
| ┣ PROMESSA [20th anniv.] (リッジレーサー (PlayStation Vita)) | ☆5             | ○        |
| ┗ PROMESSA 高槻やよいSP                                      | ☆5             | ○        |

#### カマタ(リッジレーサー)オリジナルカー
| 車両名                                                 | 初期レアリティ | ☆7解禁済 |
| FIERA (リッジレーサー (PlayStation Vita))              | ☆5             | ○        |
| ┗ FIERA 天海春香SP (リッジレーサー (PlayStation Vita)) | ☆5             | ○        |
| RC410 (リッジレーサー (PlayStation Vita))              | ☆5             | ○        |
| ┣ RC410 PAC-MAN (パックマン42周年特別車)               | ☆6             | ◯        |
| ┗ RC410 秋月律子SP                                     | ☆5             | ○        |
| SYNCi (リッジレーサー (PlayStation Vita))              | ☆4             | ○        |
| ┗ SYNCi PAC-MAN SP                                     | ☆3             | ○        |

#### グナーデ(リッジレーサー)オリジナルカー
| 車両名                                                     | 初期レアリティ | ☆7解禁済 |
| DIGNISTAR (リッジレーサー (PlayStation Vita))              | ☆6             | ○        |
| ┗ DIGNISTAR 萩原雪歩SP (リッジレーサー (PlayStation Vita)) | ☆5             | ○        |
| G00 (リッジレーサー6)                                      | ☆7             | ○        |
| MAGNIFICO (リッジレーサー7)                                | ☆6             | ○        |

#### ジーファ(リッジレーサー)オリジナルカー
| 車両名                                        | 初期レアリティ | ☆7解禁済 |
| ARCHANGEL (リッジレーサー (PlayStation Vita)) | ☆6             | ◯        |

#### ソルダ(リッジレーサー)オリジナルカー
| 車両名                                                    | 初期レアリティ | ☆7解禁済 |
| CRINALE (リッジレーサー6)                                 | ☆7             | ◯        |
| CRINALE (リッジレーサー7)                                 | ☆7             | ◯        |
| CRINALE [25th anniv.] (リッジレーサー (PlayStation Vita)) | ☆6             | ◯        |
| MELTFIRE [PAC-MAN 40th anniv.] (リッジレーサー6)          | ☆5             | ×        |
| ┣ MELTFIRE [RIDGE RACER 30th anniv.]                      | ☆7             | ◯        |
| ┗ MELTFIRE 星井美希SP                                     | ☆5             | ◯        |
| RAUNA (リッジレーサー (PlayStation Vita))                 | ☆6             | ◯        |
| ┣ RAUNA 菊地真SP (リッジレーサー (PlayStation Vita))      | ☆5             | ◯        |
| ┗ RAUNA PAC-MAN (パックマン41周年特別車)                  | ☆5             | ◯        |

#### ダンヴァー(リッジレーサー)オリジナルカー
| 車両名                    | 初期レアリティ | ☆7解禁済 |
| BAYONET (リッジレーサー6) | ☆6             | ◯        |

#### テラジ(リッジレーサー)オリジナルカー
| 車両名                      | 初期レアリティ | ☆7解禁済 |
| WILD GANG (リッジレーサー6) | ☆5             | ◯        |
| STARNOSE (リッジレーサー6)  | ☆6             | ◯        |

#### ヒンメル(リッジレーサー)オリジナルカー
| 車両名                                                | 初期レアリティ | ☆7解禁済 |
| EO (リッジレーサー (PlayStation Vita))                | ☆5             | ◯        |
| ┗ EO 三浦あずさSP (リッジレーサー (PlayStation Vita)) | ☆5             | ◯        |

#### ラッキー&ワイルド(リッジレーサー)オリジナルカー
| 車両名                                                  | 初期レアリティ | ☆7解禁済 |
| EVOLVER (リッジレーサー (PlayStation Vita))             | ☆5             | ◯        |
| ┗ EVOLVER 我那覇響SP                                    | ☆5             | ○        |
| WISDOM (リッジレーサー (PlayStation Vita))              | ☆6             | ◯        |
| ┗ WISDOM 水瀬伊織SP (リッジレーサー (PlayStation Vita)) | ☆5             | ◯        |

#### ドリスピオリジナルカー
| 車両名                                                            | 初期レアリティ | ☆7解禁済 |
| F/A RACING (リッジレーサー)                                       | ☆5             | ◯        |
| Jack-o-Drifter (2015年ハロウィン特別企画車)                       | ☆3             | ◯        |
| MONSTROUS (リッジレーサー6)                                       | ☆7             | ◯        |
| PAC-MAN PAC-MAN (リッジレーサー7)(パックマン40周年特別車)         | ☆5             | ×        |
| PAC-MAN PAC-MAN (R4 -RIDGE RACER TYPE 4-)(パックマン41周年特別車) | ☆4             | ◯        |
| PAC-MAN PAC-MAN (リッジレーサーズ2)(パックマン42周年特別車)       | ☆4             | ◯        |
| PAC-MAN PAC-MAN (リッジレーサー3D)(パックマン43周年特別車)        | ☆5             | ◯        |

#### ノンプレイヤーキャラクター専用車 (プレイヤー使用不可)
- まだないカー (お台場モーターフェス with The 43ed TOKYO MOTOR SHOW 2013 マスコットキャラクター)

## 他作品とのコラボ
- 日本自動車工業会 お台場モーターフェス with The 43ed TOKYO MOTOR SHOW 2013[9]
- 頭文字D / 新劇場版 頭文字D[10][11][12][13][14]

初イベント「頭文字D-覚醒-コラボレーションイベント」では藤原拓海・高橋兄弟のみ登場。
「Legend3 -夢現-」のコラボ第1弾ボスバトルイベント「最速伝説編」では藤原文太・池谷浩一郎・武内樹・中里毅・庄司慎吾・佐藤真子&沙雪が登場し、コラボ第3弾のボスバトルイベント「プロジェクトD編」では劇中未登場の須藤京一・岩城清次・秋山渉・北条豪が新劇場版描きおろしイラストで登場。
湾岸ミッドナイトとの「究極コラボ」では原作のイラストに変更、城島俊也・星野好造・池田竜次・乾信司が登場。
2017年～2018年からのコラボ第1弾ボスバトルイベントでは小柏カイ・末次トオル・坂本が登場。2018年からのコラボ第4弾ボスバトルイベントでは奥山広也・北条凜が登場。
2019年末からのコラボのボスバトルイベントでは中村賢太・川井淳郎・酒井・舘智幸・大宮智史・小早川が登場。
- MFゴースト

2019年末～2020年2月までの頭文字Dとのコラボレーションで行われる。
コラボ第1回ボスバトルイベントでは片桐夏向・相葉瞬・ミハイル・ベッケンバウアー・石神風神・大石代吾・大谷洋介・ジャクソン・テイラー・前園和宏・八潮翔が登場。
第2回は2021年末～2022年2月までの頭文字Dとのコラボレーションで行われ、沢渡光輝、柳田拓也、エミール・ハンニネン、北原望、諸星瀬名が追加。
第3回は2023年12月中にTVアニメ版でのコラボレーションで行われる。
- D1グランプリ

2014年度は今村陽一・佐久間達也・野村謙・織戸学・日比野哲也・内海彰乃・川畑真人・谷口信輝・末永正雄の9名が実名・顔写真入りで登場。
2015年度は前年度に加え斎藤太吾・唄和也・田中裕司の3名が追加された。
2016年度は今村・野村・日比野・川畑に加え、高橋邦明・横井昌志・岩井照宜・田所義文・ダチャポン・トーイングチャロン(ポン)・藤野秀之の6名が追加された。
2017年度は野村・日比野・川畑・斎藤・岩井に加え、藤中学・木口健治・松山北斗・村山悌啓・上野高広の5名が追加された。
2018年度の第1回ボスバトルでは今村・横井・日比野・藤野に加え、河上善計・松川和也の2名が追加。第3回ボスバトルでは野村・川畑・斎藤・ポン・木口に加え、松井有紀夫、今前田隆敏の2名が追加。
- 湾岸ミッドナイト / 湾岸ミッドナイト MAXIMUM TUNEシリーズ

湾岸ミッドナイト MAXIMUM TUNE 5ともコラボレーションが実施され、同ゲームにおいて専用の称号が入手可能だった。
2014年に開催されたコラボ1回目は箱根が舞台であったが、2016年に開催したコラボ2回目「Full Boost」では首都高コースが追加され、BGMもWMMT5に収録されたBGMの専用アレンジ版に変更された。
また、2014年に開催されたコラボ1回目にてアーケードゲーム「湾岸ミッドナイト MAXIMUM TUNE 5」とのコラボも実施され、「湾岸ミッドナイト MAXIMUM TUNE 5」において専用の称号と特別仕様のBMW・M3 COUPE E92（こちらは湾岸マキシ.NET有料会員専用だったが5DXPLUSでは有料会員でなくとも使用可能になった）が入手可能だった。
- しんぐんデストロ〜イ!

しんぐんデストロ〜イ!において奈美子がゲスト出演した。
- よろしくメカドック[24]
- D1ストリートリーガル

D1ストリートリーガルからは塚本奈々美が、D1グランプリからは今村陽一が東京ゲームショウ2015の特設ステージに参加した。
- アイドルマスター シンデレラガールズ スターライトステージ[27]
- ホットバージョン

土屋圭市・織戸学・谷口信輝・塚本奈々美が実名・顔写真入りで登場。
2019年に開催されたコラボ2回目では群馬サイクルスポーツセンターをモチーフにした「スピードセンター才観山」が追加される。
- リッジレーサーシリーズ

2018年に開催されたコラボ1回目「ドリフトサバイバル」ではリッジレーサーのコース「Seaside Route 765」が追加される。難易度ごとにリッジレーサーシリーズのBGMが使用されている。
- 銀灰のスピードスター/首都高SPL　/ シャコタン☆ブギ / TOKYOブローカー

2018年～2019年に開催した「湾岸ミッドナイト」コラボ4回目に合わせて、楠みちはる作品とのコラボも行われた。
- タミヤ・ミニ四駆

2021年にアプリ「ミニ四駆 超速グランプリ」とのコラボレーションで行われる。
- 新世紀GPXサイバーフォーミュラ

2022年3月にコラボレーションが行われる。
- 首都高バトルシリーズ

2023年7月にコラボレーションが行われる。
2025年1月末に「首都高バトル」のリリースで、2回目のコラボが行われた。